# Schmied in der Kultur
Schmied in der Kultur umfasst die herausgehobene gesellschaftliche Stellung und kulturgeschichtliche Bedeutung, die dem Schmied jenseits seiner Tätigkeit als Handwerker seit alter Zeit in Asien, Afrika und Europa zukommt. In ugaritischen und phönizischen Texten ist von göttlichen Schmieden die Rede; im Alten Testament stehen der erste Schmied Tubal-Kain, sein Bruder Jubal als Erfinder der Musikinstrumente und der weitere Bruder Jabal als Stammvater der Nomaden am Beginn einer die Kulturen des Orients prägenden mythischen und – etwa bei den zu den nahöstlichen Beduinen gehörenden Solubba – realen Dreierverbindung. Der mit der Leier kinnor musizierende König David wird in der Bibel auch als Schmied vorgestellt und in dieser Funktion vom Koran übernommen. Die Zusammengehörigkeit von Schmiedehandwerk und Musik durchzieht viele Mythen und Bräuche des Orients und Afrikas.
Im antiken Griechenland wurde Hephaistos als Gott des Feuers und als Kulturbringer verehrt und die Legende von Pythagoras in der Schmiede gibt eine bis ins Mittelalter vielfach wiederholte, aber nur scheinbar rationale Erklärung zur Einführung der Musiktheorie. Schmiede kommen als Erfinder des Ackerbaus und ähnlich wie Schamanen, Heilkundige und Magier als „Repräsentanten des Sakralen“ vor. Ein ambivalentes und stets distanziertes Verhältnis der Mehrheitsgesellschaft zur Gruppe der Schmiede macht diese entsprechend der Doppelbedeutung des lateinischen Wortes sacer („heilig, geweiht“ und „verflucht“) zu einer unreinen und verachteten Handwerkerkaste, in manchen Regionen Afrikas hingegen zu einer dem sakralen Königtum gleichgestellten Gesellschaftsschicht, der mit Achtung begegnet wird.
In den germanischen Schöpfungsgeschichten richten die Götter bereits vor Erschaffung der Menschen Schmieden ein, um Werkzeuge herzustellen. Die Bezeichnung „Schmied“ ist von altnordisch smiðr abgeleitet, worunter jemand verstanden wurde, der (kostbare) Gegenstände erschuf. Das Verb að smíða („schmieden“) wurde in den altnordischen Schriften gleichbedeutend mit að skapa („[er]schaffen“) verwendet, damit entsprachen sich „Schmied“ und „Schöpfer“. Unter den Märchen von Zwergen heben sich solche von unsichtbaren, schmiedenden Zwergen ab, deren Hämmern in Berghöhlen zu hören sein soll. Der Schmied schließt in manchen abergläubischen Vorstellungen mit dem Teufel einen Bund. Wo noch traditionelles Schmiedehandwerk vorkommt, ist häufig die Beachtung gewisser Bräuche und Meidungsgebote verpflichtend.
Für den kulturgeschichtlichen Themenkomplex des Schmiedes lassen sich zwei assoziative Stränge herausarbeiten: 1) Schmied – Feuer und Hitze – Gewitter, Regen und Fruchtbarkeit – fußlahme Gottheiten – Opfer. 2) Schmied – magische Kräfte – Verbindung zur jenseitigen Welt – Initiationsritual. Beide Stränge sind durch das Streben nach Erlösung und Heilung miteinander verbunden.

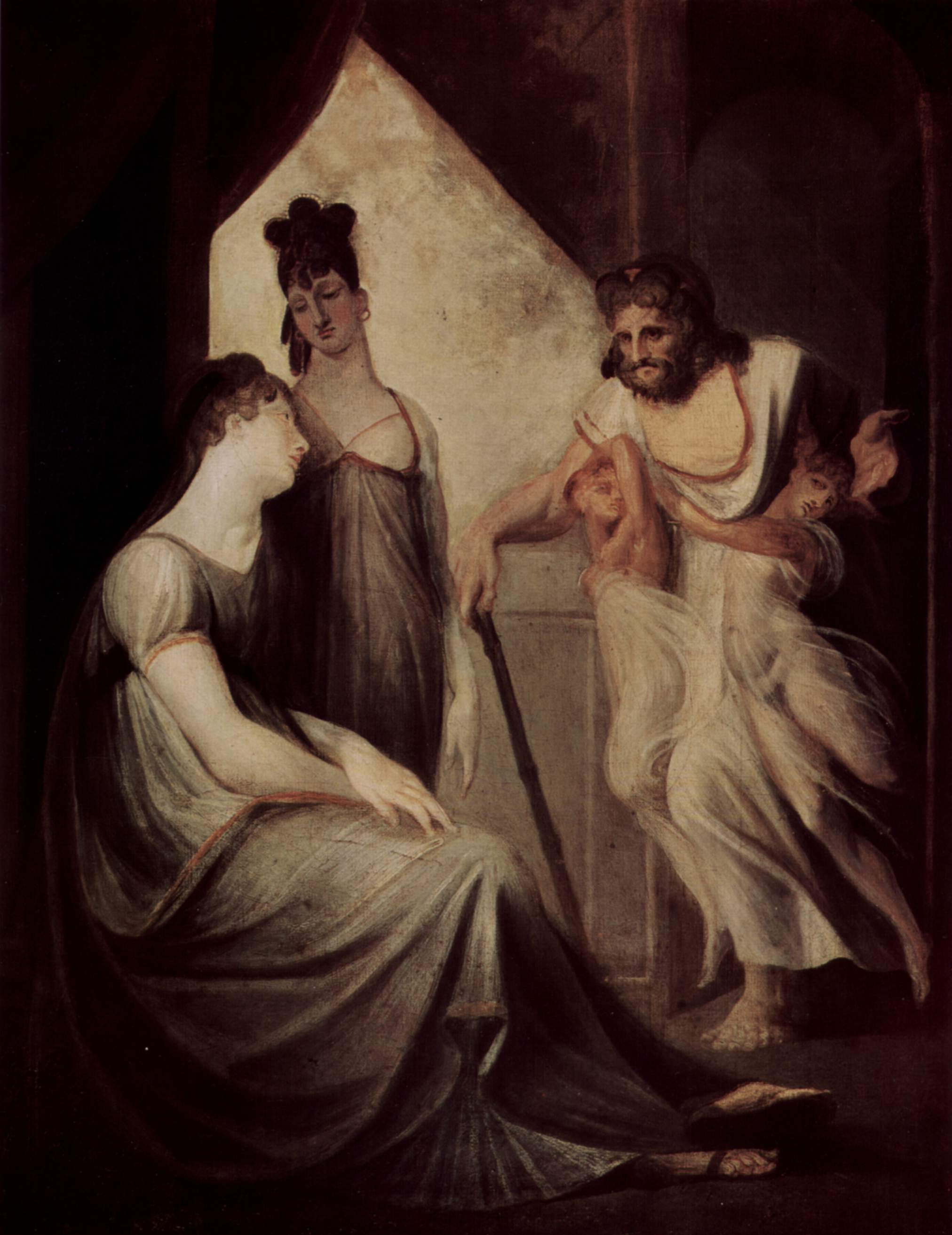
Die Nymphe Thetis bittet Hephaistos, für den Helden Achilleus eine Rüstung zu schmieden. Gemälde von Johann Heinrich Füssli, 1803.

## Altorientalische und antike Mythen

### Tubal-Kain und David in der Bibel

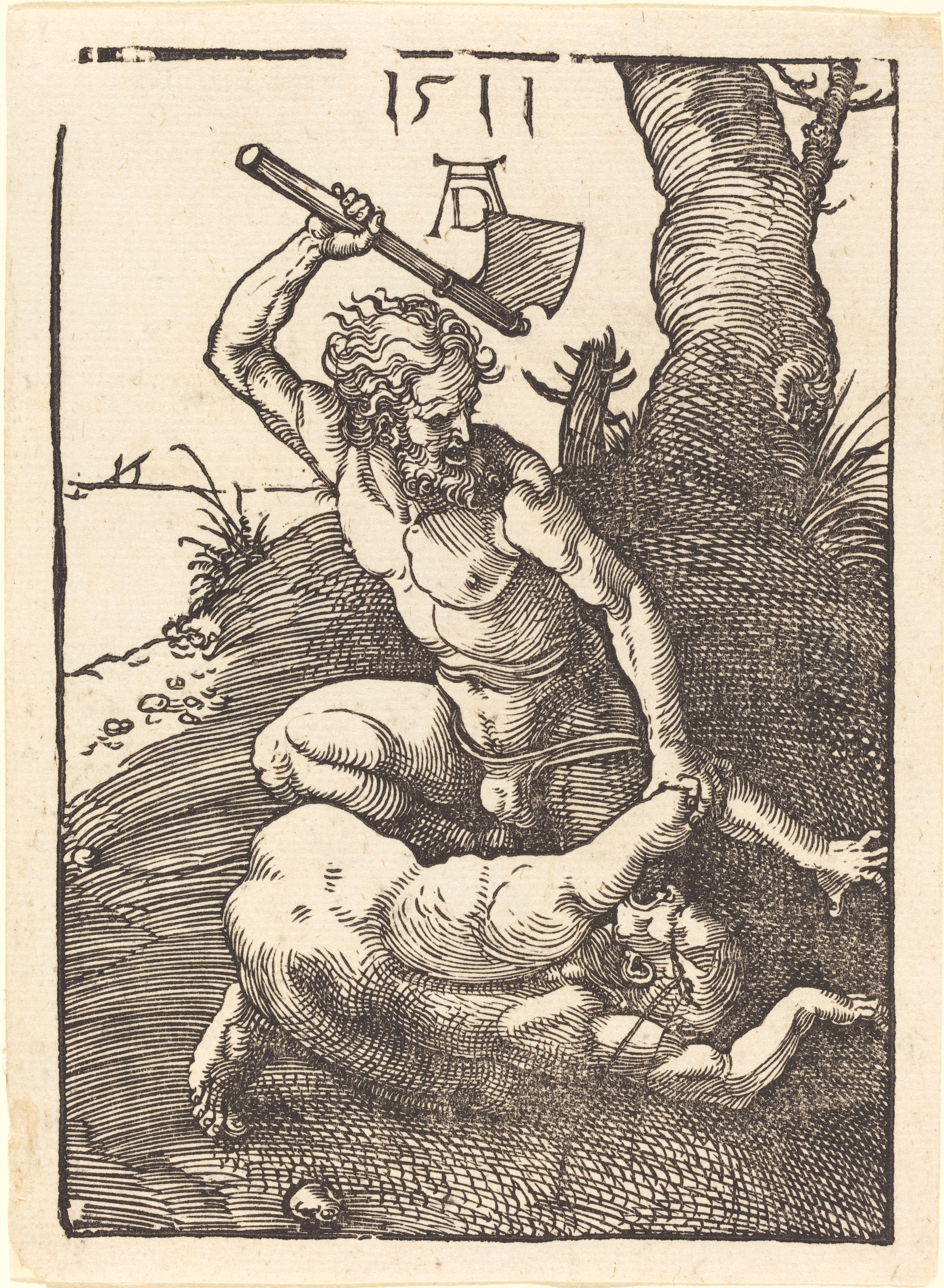
Kain erschlägt Abel. Holzschnitt von Albrecht Dürer, 1511.

Nach der Bibel war Kain ein Ackerbauer und Abel ein Schafhirte. Einer der Nachkommen Kains hieß nach Gen 4  Lamech. Dieser hatte zwei Frauen und drei Söhne, von denen jeder als Schöpfer einer der drei hauptsächlichen Kulturtechniken der damaligen nomadischen Gesellschaften hervortrat. Aus der Verbindung mit der ersten Frau, Ada, wurden Jabal, der Stammvater der Nomaden, Erfinder der Zelte und Herden, sowie Jubal, der Erfinder der Musikinstrumente geboren. Ziegen wurden im Gebiet des Fruchtbaren Halbmondes, von dem die biblischen Geschichten handeln, ab etwa 8000 v. Chr. domestiziert, wenig später gefolgt von Schafen und mit zeitlichem Abstand von Rindern, deren Vorhandensein auf eine sesshafte, bäuerliche Bevölkerung hinweist. Das Kamel scheint nicht vor 1200 v. Chr. domestiziert worden zu sein; die älteste mesopotamische Königsinschrift, in der das Kamel erwähnt wird, ist von etwa 1060 v. Chr. Dagegen tritt der Esel – aber nicht das Kamel – auf mehreren in Mari gefundenen Tontafeln aus dem 18. Jahrhundert v. Chr. auf. Die Domestizierung des aus Afrika stammenden Wildesels fand vor dem 3. Jahrtausend v. Chr. statt. Zu der Zeit, in der die biblische Erzählung angesetzt wird, muss demnach der Esel das Lasttier der Nomaden gewesen sein und Jabal erscheint als der mythische erste Eselzüchter.
Mit der zweiten Frau, Zilla zeugte Lamech Tubal-Kain, den ersten Eisen- und Kupferschmied, und die Tochter Naama. Als Nachkommen von Kain gehören sie zum nomadischen Stamm der Keniter. In der Wortverbindung Tubal-Kain wird Tubal als der Eigenname gedeutet, wobei der Zusatz Kain die Abstammung angibt und zur Abgrenzung von anderen Namensträgern dient: von Tubal, dem Sohn Jafets oder von den in griechischen Quellen erwähnten Tibarenern an der südlichen Schwarzmeerküste. In der Septuaginta wird Tubal-Kain jedoch mit Thobel wiedergegeben, -kain kann also nachträglich angehängt worden sein. Diese ähnlich klingenden Namen werden auf den hebräischen Verbstamm y-b-l, „fließen“, „herbeibringen“, zurückgeführt. Mit Tubal sind bei einer angenommenen Lautverschiebung von l zu r die Tibarener sprachverwandt, die auf Akkadisch Tabal hießen und für Metallverarbeitung bekannt waren. In Ez 27,13  werden Tubal (also Tabal), Jawan (Ionier) und Meschech (Phryger, als Muschki in einer Inschrift des Tiglat-Pileser I., reg. 1114–1076, erwähnt) im Zusammenhang mit Kupferverarbeitung und Sklaven genannt. Der Name Tabal wird bis zu Sumerisch TIBIRA, „Schmied“, zurückgeführt. Der akkadische König Naram-Sin (Ende 3. Jahrtausend v. Chr.) erwähnt einen Berg Tibar wohl in der Nähe von Aram im Nordwesten Mesopotamiens. Auch die Meschech (Phryger) hatten mit Metallverarbeitung zu tun, was neben anderen Hinweisen durch den Namen muschkênu für eine soziale Gruppe, zu der in Babylon die Schmiede gehörten, belegt wird.
Die Lesung von Tubal-Kain als Doppelnamen basiert auf dem etymologischen Zusammenhang zum arabischen Wort قين / qain mit dem Bedeutungsumfeld „Schmied“, woraus sich die Berufsbezeichnung „Tubal der Schmied“ ergibt. Zur arabischen Konsonantenwurzel q-y-n („schmieden“, „Schmied sein“) gehört das Wort qān, das in der Formulierung qān al hadīda, „Besitzer des Eisens“, gemeint „Schmied“, enthalten ist. Q-y-n kommt auch in der Bedeutung „singen“ vor, ebenso wie sprachverwandte Wörter im Hebräischen, Syrischen und Äthiopischen. Hierzu gehört die arabische weibliche Form قينة / qaina (Pl. qiyān), die für „Musikantin“ und die geschätzten „Singmädchen“ der arabischen Musikkultur steht. Damit ist über die Verwandtschaft zu seinem Bruder Jubal hinaus ein etymologischer Zusammenhang zwischen Tubal-Kain und Musik hergestellt. Die verwandten Wortstämme q-y-n und q-n-n lassen sich gemeinsam auf die Wurzel q-n beziehen, die allgemein für „Handwerk“, „Arbeit“ und die dabei benötigten Werkzeuge steht. Da ein berufsmäßig ausgeübtes Handwerk bei den arabischen Stämmen die Sache der Sklaven war, sind die Singmädchen, deren „Handwerkskunst“ im unterhaltenden Tanz und Gesangsvortrag bestand, nach dieser Überlegung als Sklavinnen und Dienerinnen charakterisiert. Analog ist von q-y-n im Aramäischen neben qināna (primär „Schmied“, „Goldschmied“) auch qīnā oder qīnthā („Melodie“, „Lied“, „Gesang“) und hebräisch qana („Gesang“) abgeleitet. Der arabische Philosoph al-Masʿūdī (um 895–957) erwähnt, dass in der arabischen Überlieferung dem Schmied Tubal-Kain auch die Erfindung von Musikinstrumenten, namentlich der Trommeln, zugeschrieben wird. Die beiden wichtigsten Instrumentengruppen, die Blas- und Saiteninstrumente, soll Jubal erfunden haben. Seit den drei biblischen Brüdern stehen Esel, Schmied und Musik in einer mythischen und für das orientalische Nomadentum bis in jüngere Zeit bedeutsamen, gesellschaftlich-kulturellen Verbindung.
Die arabischen Singmädchen gehören zu einer mythischen Tradition sich schmückender, singender und tanzender Frauen, die als Verführerinnen auftreten und mit Bezug auf Naama „Töchter Kains“ genannt werden. Die Erzählung von den zur Sünde verleitenden Frauen bei den Kenitern und ihrem teuflischen Wesen wird in der Schatzhöhle, einer apokryphischen Schrift wahrscheinlich aus dem 4. Jahrhundert n. Chr. ausgebreitet. In diesem Zusammenhang wurde in Bibelkommentaren auf die Ähnlichkeit zwischen Tubal-Kain und dem römischen Gott des Feuers und der Schmiede Vulcanus sowie zwischen Naama und der römischen Liebesgöttin Venus hingewiesen.
König David ist als Spieler der Leier kinnor, Verfasser der Davidpsalmen und nach 1 Chr 23,5  als Erfinder von Musikinstrumenten bekannt. In 1 Sam 13,19  wird David darüber hinaus in eine Beziehung zu Eisenverarbeitung gestellt. Die durch eiserne Kampfwagen überlegenen Philister hatten alle Schmiede der Israeliten entführt und dominierten die Region, bis David Edom eroberte und mit den dortigen Erzvorkommen das Eisenmonopol der Philister aufheben konnte. Nach 1 Chr 22,3  ließ David viel Eisen und Bronze als Vorbereitung für den Bau des Jerusalemer Tempels herbeischaffen. Deutlicher tritt David als Schmied in der islamischen Tradition in Erscheinung, wo er Dāwūd genannt wird. In Sure 34, 10, ist Dāwūd ein Sänger mit einer wohlklingenden Stimme und ein Waffenschmied, der Kettenrüstungen anfertigt.
David wird um 1000 v. Chr. historisch verortet. Gemäß den einschlägigen Bibel- und Koranstellen muss Eisen zu jener Zeit bei den Israeliten bekannt gewesen und auch zur Herstellung von Waffen verwendet worden sein. Beim Kampf Davids gegen Goliat besaß der Riese laut (1 Sam 17,6 ) einen eisernen Speer, dessen Spitze ein Gewicht von 600 Schekel besaß. Beim Auszug aus Ägypten scheinen die nomadischen Israeliten Eisen aber noch nicht besessen zu haben, zumindest werden unter den mitgeführten Gegenständen keine aus Eisen erwähnt. Für die Aufstellung des Mischkan, des transportablen Heiligtums der Israeliten, wurde kein Eisen gebraucht und nach Ex 27,19  durfte hierfür auch kein Eisen, sondern nur Bronze verwendet werden. Als Erklärung für das Verbot – ursprünglich für den Mangel an Eisen – wurde in Ex 20,25  ein „göttlicher Befehl“ eingeführt, wonach durch Werkzeuge aus Eisen, aus welchem Material ansonsten Waffen bestehen, der Tempel entweiht werde. Mutmaßlich erhielten die Israeliten die Kenntnis der Eisenverarbeitung von einem ihrer Nachbarvölker, am ehesten wohl von den Philistern. Einem dieser Ende des 2. Jahrtausends v. Chr. Eisen verarbeitenden Völker könnte Waldemar Belck (1907) zufolge der mythische Thubal-Kain namentlich zuzuordnen sein. Für diese vermutete Etymologie führte er den ähnlich klingenden Namen des phönizischen Königs Etbaal (Itubaal) an.

### Kothar in der ugaritischen Mythologie
In der ugaritischen Mythologie, die im 2. Jahrtausend v. Chr. an der syrischen Mittelmeerküste in Ugarit und später bei den Phöniziern verbreitet war, steht der Gott der Handwerker und Schmiede Kothar in einer engen Beziehung zu Kinyras, einem Musiker und im Besonderen einem Leierspieler der griechischen Mythologie. Er baut den Palast des Ba’al, stellt mit Gold und Silber verzierte Möbel her und schmiedet die Waffen, mit denen Ba’al im Kampf seinen Bruder Jam besiegt. Der Name Kothar weist den ugaritischen Gott als einen schöpferischen Handwerker und erfahrenen Spezialisten aus. Kothar ist mit hebräisch kāsēr, „gelingen“, und akkadisch kasāru, „wiederherstellen, erfolgreich sein“, verwandt. Er trägt auch den ugaritischen Doppelnamen Kothar-Chasis, in welchem der zweite Bestandteil von akkadisch chasāsu, „klug“ und „weise sein“ abgeleitet sein könnte. Das zu Kothar vokalisierte kṯr der ugaritischen Konsonantenschrift lautet auf Akkadisch Kusar und auf Phönizisch Kusor. Der phönizische Geschichtsschreiber Herennios Philon, der sich auf einen gewissen Sanchuniathon beruft, gibt den Namen auf Griechisch mit Chusor wieder und setzt den Gott, dessen Heimat Memphis war, mit Hephaistos gleich. Er schildert Chusor als Erfinder der Eisenbearbeitung, der sich zudem auf eine dichterische Sprache, Zaubersprüche und Wahrsagung versteht. Dichtkunst und Beschwörung war von Musik begleitet, somit ist der Schmiedegott zu Musik und Gesang in Beziehung gestellt. Sprachlich ist Kothar mit den Kotarat (ktrt, „Erfahrene“), den professionellen Sängerinnen, Klageweibern und Ratgeberinnen von Ugarit verbunden.
Kinyras, der mythische König von Zypern, gilt als Spieler einer Leier; sein Name ist über die Konsonantenwurzel knr mit kinnor, der hebräischen Leier verbunden und deren Name wiederum mit der griechischen Leier kithara. Damit wird kithara sprachlich in eine phönizische Tradition zu Kothar gestellt. Nach Plinius (in Naturalis historia, 7, 195) begründete Kinyras überdies auf Zypern den Erzabbau und erfand die zur Metallverarbeitung erforderlichen Geräte: Zange, Hammer, Hebel und Amboss.

### Kybele aus Phrygien
Im Umkreis der phrygischen Göttermutter Kybele kommen einige Dämonen und Gottheiten vor, deren Gemeinsamkeiten orgiastische Kulte, Zaubereien mit Naturkräften und die Beherrschung der Erzverarbeitung waren. Ein wesentliches gemeinsames Kultelement ist der Waffentanz mit den lautstarken Musikinstrumenten aulos (Doppelblasinstrument), kymbala (Zimbel), krotala (Holzklapper) und rhombos (Plural rhomboi, Schwirrgerät). Für Strabon (63 v. Chr. – 23 n. Chr.) gehörten zu den ekstatischen Waffentänzern vor allem die Kureten, Korybanten, Kabiren, Idäischen Daktylen und Telchinen. Die aus Kreta stammenden Kureten vollführten einen wilden Kriegstanz, um mit dessen Krach das Schreien des neugeborenen Gottes Zeus zu übertönen, damit der in ihre Obhut gegebene Säugling nicht von dessen blutrünstigem Vater Kronos entdeckt wurde. Indem sie Lanzen und Schilde zusammenschlugen, erfanden die Kureten den Waffentanz. Dieser steht mit der Herstellung von Waffen und der Erzverarbeitung in einer mythischen Beziehung. Entsprechend kommen die Kureten bei Diodor (Mitte 1. Jahrhundert v. Chr.) als Erfinder der Waffen- und Helmherstellung vor. Die Idäischen Daktylen lernten laut Diodor die Metallverarbeitung direkt von Kybele. Es heißt, sie hätten den Gebrauch des Feuers erfunden und am mythischen Berg Berekynthos Kupfer- und Eisenvorkommen entdeckt. Diodor verortet den Berekynthos auf Kreta, wo es weder einen gleichnamigen Berg noch Erzfunde gibt – mutmaßlich eine Verwechslung mit dem in Phrygien ansässigen Volk der Berekynthier, denn es lässt sich zeigen, dass Strabo die Idäischen Daktylen namentlich am phrygischen Berg Ida lokalisierte.
Weil Kybele auf dem Berg und als Besitzerin der dortigen Erze auch im Berg wohnt, trägt sie den Beinamen Berekynthische Mutter. Das Bedienen des Blasebalgs beim Schmieden und das Hämmern des Metalls sind rhythmische Tätigkeiten, daher galten die in Phrygien als Bergleute und Schmiede lebenden Daktylen für die Griechen als „die Musikalischsten“. Kybele schlug die Rahmentrommel tympanon, die nach Euripides (5. Jahrhundert v. Chr.) von den Korybanten erfunden wurde, zur Begleitung des Blasinstruments aulos bei orgiastischen Tänzen. Das Spiel der Bronzezimbeln kymbala brachte Kybele ferner den Beinamen χαλκόκροτος (chalkókrotos, „erzgeschmiedet, mit erzbeschlagenen Hufen stampfend“) ein. Neben der alten und weit verbreiteten Beziehung von Schmiedehandwerk und Musik besitzt die Vorstellung vom Schmied, der mit Magie und Heilkunst zu tun hat, eine ebenfalls lange Tradition. Beim Kult der Kybele verwendeten ihre Anhänger, die Korybanten, Blas- und Schlaginstrumente zur Heilung durch Musik und die Instrumentengattungen lassen sich in eine gedankliche Linie zu den beiden Hauptaktivitäten des Schmiedes bringen.

### Hephaistos in der griechischen Antike

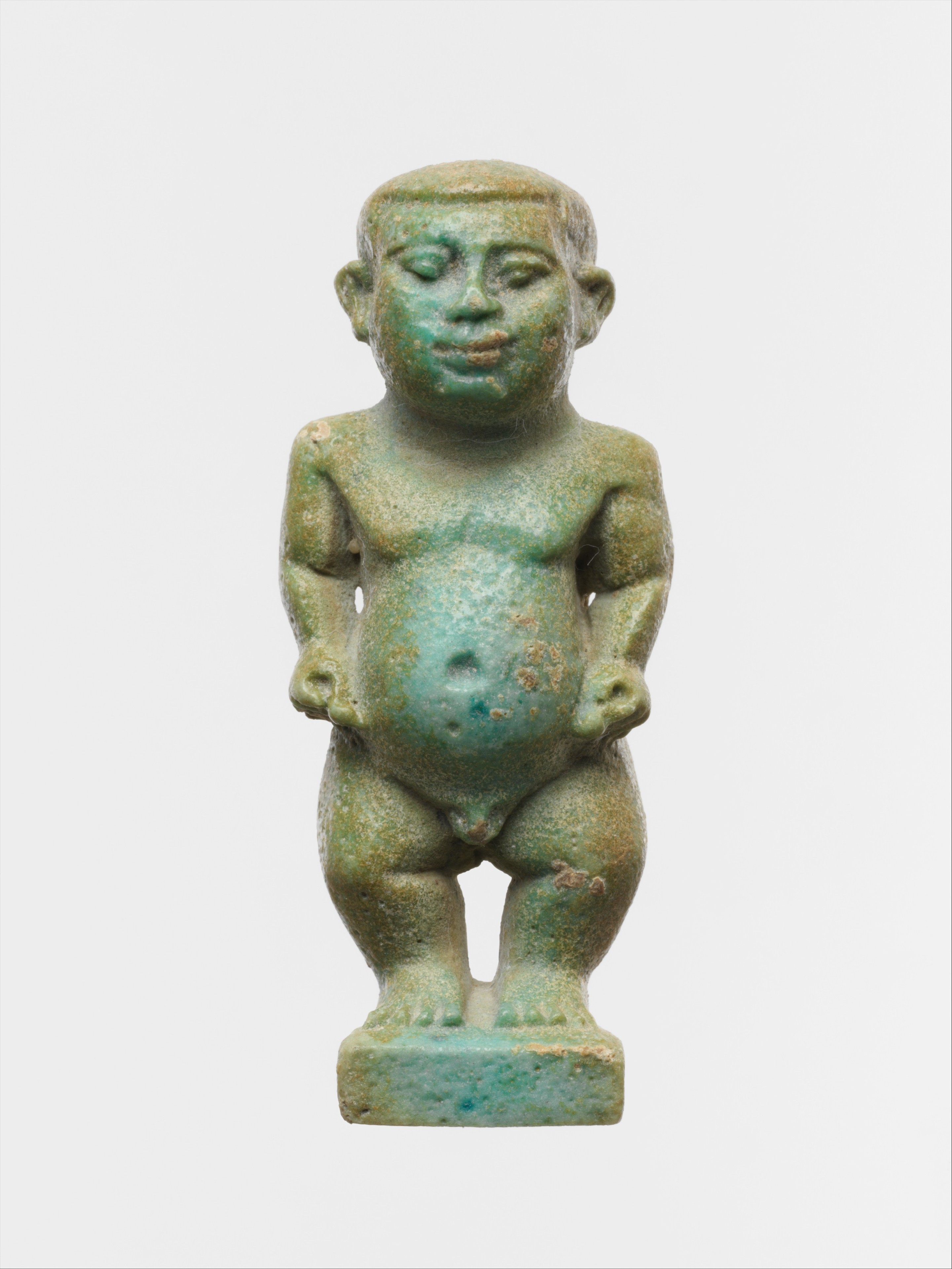
Amulett aus glasiertem Ton in Gestalt der altägyptischen, als Zwerg dargestellten Schutzgottheit Pataikos. Ptolemäische Zeit (304–30 v. Chr.)

Hephaistos ist einer der zwölf olympischen Götter. Als Gott des Feuers und der Schmiede ist er für seine besondere handwerkliche Geschicklichkeit bekannt, die im Gegensatz zu seinem körperlichen Gebrechen steht. Er ist der einzige Lahme unter den großen griechischen Göttern. Aus den Beschreibungen Homers geht hervor, dass Hephaistos von der Insel Lemnos stammt, wo er vom thrakischen Volk der Sintier verehrt wurde. Wegen seines Hinkens, das Homer in der Ilias und Odyssee mehrfach erwähnt, schleuderte ihn seine Mutter Hera aus dem Olymp und das missgeborene Kind landete bei Lemnos im Meer. Homer schildert Hephaistos nicht als Gott, sondern als gewöhnlichen Schmied, der jedoch handwerklich besonders qualitätvolle Werke erschafft, etwa die Waffen des Achilleus, den Panzer des Diomedes und den Krater des Menelaos. Die meisten Werke blieben bei den Göttern, andere gelangten in die Hände der Menschen.
Während solcherart Schmiedearbeiten noch von begabten Menschen hätten hergestellt werden können, schuf Hephaistos auch Gegenstände, denen übernatürliche Kräfte innewohnten. Für Hera schickte er einen goldenen Thron auf den Olymp, der sie, sobald sie sich darauf niedergelassen hatte, mit feinen Fesseln umgab und dann in der Luft schwebte. Keiner der Götter vermochte, die Fesseln zu lösen, weshalb Hephaistos herbeigebracht werden musste, was erst mit einer List – Dionysos berauschte ihn mit Wein – gelang. Laut Hesiod erschuf Hephaistos aus Feuer die Pandora als Gattin für Epimetheus. Die Göttin Athene kleidete die erste erschaffene Frau in ein weiß schimmerndes Gewand. Für Alkinoos erschuf Hephaistos goldene und silberne, unsterbliche Hunde, die dessen Haus bewachen, und für sich selbst, den Lahmen, kreierte er Dienerinnen aus Gold, die er mit Beweglichkeit, Stimme und Verstand ausstattete, damit sie ihm behilflich sind. Solche Fähigkeiten zeichnen den göttlichen Hephaistos aus. Die Fähigkeit, Neues zu erschaffen, macht Hephaistos zum Inbegriff der Legende vom schöpferischen Künstler. Von Homer als behaart, schweißüberströmt und rußgeschwärzt geschildert, überwindet Hephaistos durch die ungeheure Kraft der Arme die körperliche Behinderung an seinen Beinen.
Die Griechen setzten ihren Schmiedegott mit dem ägyptischen Schöpfer- und Handwerkergott Ptah gleich und nannten jenen ebenfalls Hephaistos. Geschickter göttlicher Handwerker ist die Hephaistos und Ptah einende Charakterisierung. Im Hephaisteion-Tempel in Memphis verehrten die Ptolemäer Ptah-Hephaistos als Schicksals- und Orakelgott. Seit dem Alten Reich (um 2700 – um 2200 v. Chr.) wird der zwergengestaltige Pataikos als Schutzgottheit verehrt. Aus der Zeit des Neuen Reiches (1550–1070 v. Chr.) sind Pataikos-Figurinen erhalten, die als Amulett um den Hals getragen wurden. Daneben hatten allgemein Kleinwüchsige im Alten Ägypten eine religiös-kultische Bedeutung. Herodot beschrieb erstmals Pataikos als eine Erscheinungsform von Ptah. Die verkrüppelte, in früher Zeit zwergenhafte Charakterisierung des Hephaistos ist also bereits im wesentlich älteren ägyptischen Ptah-Pataikos vorweggenommen.
In der römischen Mythologie ist Vulcanus der mit dem hinkenden Hephaistos gleichgesetzte Schmiedegott. Ein Beiname von Vulcanus als Besänftiger der Feuersbrunst ist Mulciber („Erweicher“, „Schmelzer“).

## Orientalische Wanderschmiede
In der europäischen Kulturgeschichte wurde der biblische David zum Patron der Sänger und Musiker, während er in der orientalisch-islamischen Welt als Schutzpatron der Schmiede gilt. Allgemein wirkt seit Hephaistos der Schmied als Schöpfer. Nach einer weit verbreiteten Vorstellung lebt der Schmied in einer Höhle, in der er zugleich als Musikinstrumentenbauer tätig ist. Hier werden am Amboss auch die mythischen Opfer dargebracht, die für den Einsatz der magischen Waffen ebenso erforderlich sind wie für den Wohlklang der Musikinstrumente. In der westafrikanischen Geschichte Gassires Laute, die einen Teil des von Leo Frobenius bei den Soninke aufgezeichneten Heldenepos Dausi darstellt, geht der nach Macht strebende Prinz Gassire zu einem Schmied und verlangt, eine Laute für ihn zu bauen. Als die Laute fertig ist, bringt der Schmied sie zu Gassire, der sogleich auf ihr spielen will, sie gibt aber keinen Ton von sich. Als Gassire sich beschwert, sagt der Schmied, die Laute könne nur erklingen, wenn er und seine acht Söhne in den Kampf ziehen und ein Blutopfer erbringen würden. Erst als Gassire nach gewalttätig ausgetragenen, aber letztlich verlorenen Schlachten mit seinem einzig überlebenden, dem jüngsten Sohn in die Wüste entronnen ist, beginnt die Laute von sich aus das Dausi zu singen. Auf eine noch ältere Tradition als die an den Dorfrändern sesshaften, afrikanischen Schmiede blicken die in der Nachfolge Tubal-Kains stehenden, nomadischen Wanderschmiede im heutigen Orient zurück. Da diese Gruppen ihre traditionelle Lebensweise weitgehend aufgegeben haben, ist die Forschung auf gelegentlich überzeichnete Reiseberichte und Beobachtungen aus dem 19. Jahrhundert und der ersten Hälfte des 20. Jahrhunderts angewiesen.

### Solubba

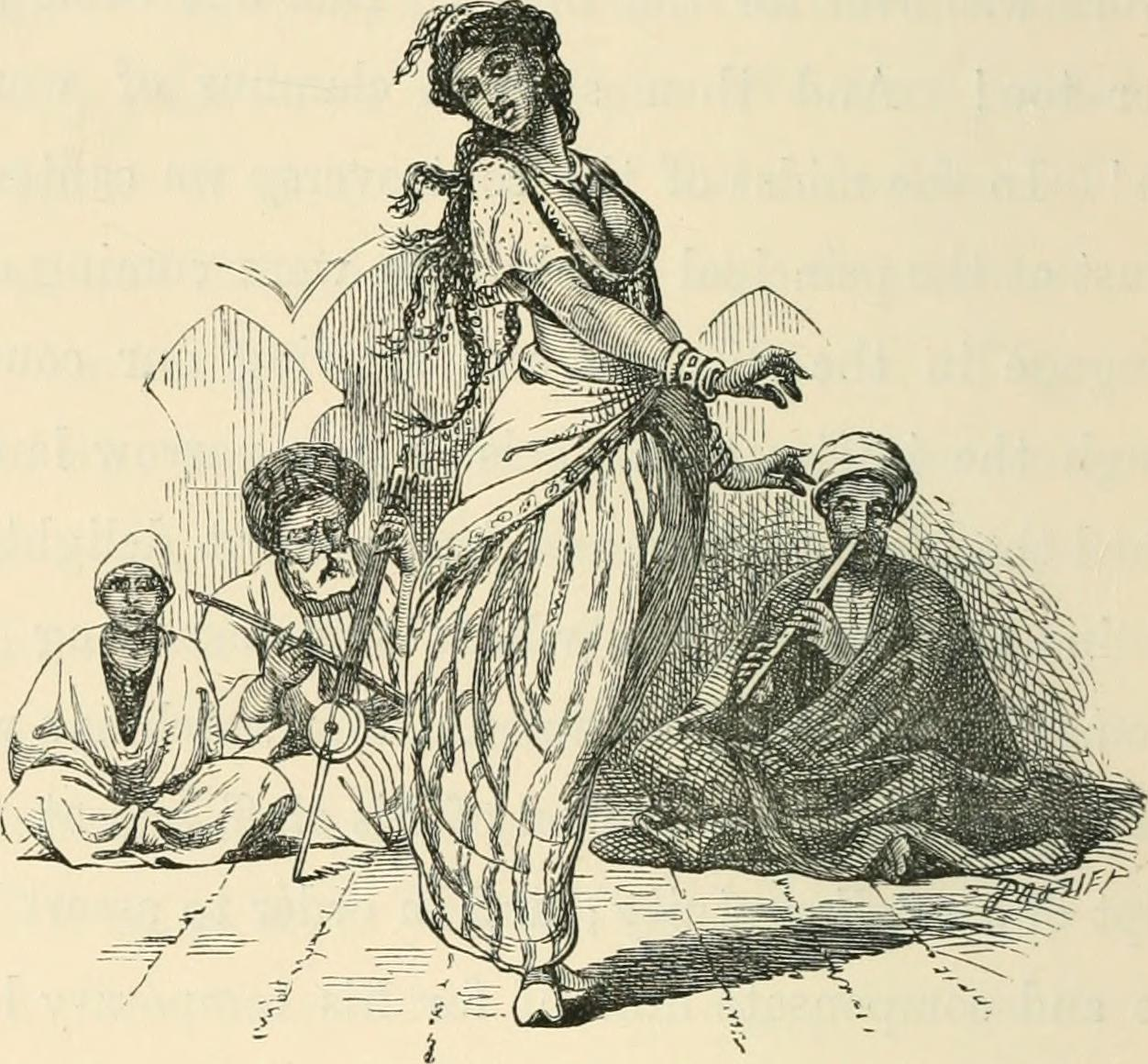
Tanzmädchen in Ägypten, begleitet von der Spießlaute rabāba und der Längsflöte schabbaba.

Bis in die 1960er Jahre reichen die Berichte über die nomadischen Gruppen der Solubba (Sleb), die im Gebiet der syrischen Wüste von Syrien bis zum Persischen Golf verstreut lebten, an der Tradition der Eselzucht festhielten und ihren Lebensunterhalt mit Schmiedearbeiten, als Musiker und von der Jagd bestritten. Wegen ihrer Lebensweise wurden sie wiederholt auf einer mythischen Ebene mit den biblischen Kenitern in Verbindung gebracht. Ihre tatsächliche Herkunft ist umstritten. Die kultische Verwendung eines Holzkreuzes als Stammesabzeichen und Schutzzeichen, verbunden mit der etymologischen Herleitung von slēb (Plural sulaib) aus Arabisch salīb („Kreuz“) ließ christliche Reisende die Solubba als Nachfahren der Kreuzzügler erscheinen; weitere sprachliche Bezüge zu mit dem Esel zusammenhängenden Ausdrücken mündeten in einer Abstammungslegende von altarabischen „Eselmännern“ und die Ableitung solubba vom Namen selappayu in mittel- und neuassyrischen Texten ließen die Solubba zu Bewahrern einer alten vor- und außerislamischen Tradition werden. Die Selappayu wurden als assyrische Schmiede identifiziert.
Die Solubba standen als kleine Minderheit in einer wirtschaftlich-sozialen Beziehung zu den mit Kamelen umherziehenden Beduinen, von denen sie in die Rolle einer untergeordneten und verachteten Kaste gedrängt waren. Der britische Diplomat H. R. P. Dickson (1949) gibt an, dass praktisch bei jedem Beduinenstamm in der Region eine kleine Gruppe von Solubba lebt. In ethnologischen Berichten aus der ersten Hälfte des 20. Jahrhunderts wurden die Solubba der Begriffsbestimmung Max Webers gemäß als Pariavolk bezeichnet. Weber verstand darunter gesellschaftliche Randgruppen, die in einer rechtlich prekären Situation leben, rituell und sozial von der Mehrheitsgesellschaft getrennt sind und nur geduldet werden, weil die dominante Mehrheit von den monopolistischen Dienstleistungen profitiert, die ihnen die Minderheit anbietet. Typische spezialisierte Randgruppen, die seitdem in Asien und Afrika zu den Parias gezählt werden, sind von Beruf Schmiede, Totengräber, Gerber, professionelle Musiker und Schausteller.
Die Solubba hielten keine Tiere, von denen sie Milch gewinnen konnten, die für Nomaden in der Wüste üblicherweise ein Hauptnahrungsmittel ist. Daher lebten sie in den Sommermonaten, wenn sie von den Beduinen keine Milch erhielten, gemäß einer bereits im ausgehenden 7. Jahrtausend v. Chr. existierenden Tradition von der Beschleichjagd auf wilde Tiere, insbesondere auf Gazellen, wobei sie sich an das Wildrudel so weit heranpirschten, bis sie ein Tier aus nächsten Nähe erschießen konnten. Dies taten sie bis in die 1880er Jahre mit Pfeil und Bogen, später mit einer Flinte. Als Tarnung kam ihnen ihre traditionelle Kleidung zugute, die nur aus einem aus 15 bis 20 Häuten zusammengenähten Gazellenfellmantel (farwah) bestand, den sie mit dem Fell nach außen auf der nackten Haut trugen. Auf ihren besonders schnellen und genügsamen Eseln reitend gelangten sie bis in die Nähe der Wildtiere.
Die übrige Jahreszeit siedelten die Solubba in einer symbiotischen Gemeinschaft mit Kamele züchtenden Beduinen, für die sie Felle gerbten und Metall bearbeiteten. Beides – und die Haltung von Eseln – sind für Beduinen verachtenswerte Tätigkeiten, die sie nicht selbst ausführen. Die Solubba schmiedeten Beile, Sicheln, reparierten die Waffen und flickten die Kessel der Beduinen. Außerdem schnitzten sie als Universalhandwerker Gegenstände aus Holz wie die Packsättel der Kamele und Seilrollen für Tiefbrunnen. Hierfür erhielten sie von den Beduinen Getreide, Datteln, Sauermilch (mereesy), Butterschmalz (samna) und darüber hinaus etwas Geld, um Lot und Eisen zu kaufen. Die Beduinen waren ferner auf die medizinischen Dienste der Solubba angewiesen, die als „Ärzte der Wüste“ fungierten. Einen großen Anteil an den Heilerfolgen der Solubba, die sie unter anderem mit einer aus dem Mark von Kamelknochen hergestellten Salbe erzielten, dürften die ihnen zugeschriebenen magischen Fähigkeiten gehabt haben, deren Annahme mit der Verdächtigung der Solubba-Frauen, mit Kräutern zu zaubern und über den Bösen Blick zu verfügen, einherging. Die kulturelle Sonderstellung der Solubba ergab sich auch aus den Tänzen, die Frauen und Männer gemeinsam zur eigenen und zur Unterhaltung der Beduinen aufführten. Die wegen ihrer Schönheit gerühmten Frauen tanzten mit offenem Haar aufreizend mit einem männlichen Partner, von Gesang und Händeklatschen eines Frauenchors begleitet. Bei den Tanzfesten traten nacheinander einzelne oder mehrere Tanzpaare in den Kreis der Zuschauer. Wandernde Solubba unterhielten die Beduinen auch als Poeten und Liedersänger mit Preis- und Spottliedern, zu denen sie sich auf der einsaitigen Kastenspießlaute rabāba (verwandt mit der marokkanischen ribāb), einem „Instrument der Niedriggeborenen“ begleiteten. Des Weiteren spielten die Solubba Doppelflöten bestehend aus zwei parallelen Röhren mit je sechs bis acht Fingerlöchern, die laut Alois Musil (1908) zusammen al-makrun und als Einzelpfeifen zummara (eigentlich ein gedoppeltes Rohrblattinstrument) oder schabbaba (üblicher Name der arabischen Längsflöte) genannt wurden.
Die für Arabien ungewöhnliche sexuelle Freiheit der Frau, die geringe Beachtung islamischer Glaubensgebote und alle genannten Verhaltensweisen und Tätigkeiten degradierten die Solubba zu einer von der beduinischen Mehrheitsgesellschaft verachteten, randständigen Gruppe. Für sich reklamierten Kamelhirten stets – unter anderem wegen des Einsatzes von Sklaven – eine dominante gesellschaftliche Position. Da die Esel der wichtigste materielle Besitz der Solubba waren und diese den Beduinen wertlos vorkamen, galten die Eselhüter als mittellos. Dieser Status und ihre Neutralität brachten ihnen immerhin den Vorteil, nicht in Stammesfehden und Raubüberfälle verwickelt zu werden, die unter den Beduinen an der Tagesordnung waren. Hierdurch durften die Solubba ein im Vergleich mit ihren Nachbarn angstfreies Leben führen, was die früheren europäischen Reisenden als gelösten, unbekümmerten Charakterzug wahrnahmen.

### Nawar und Zutt

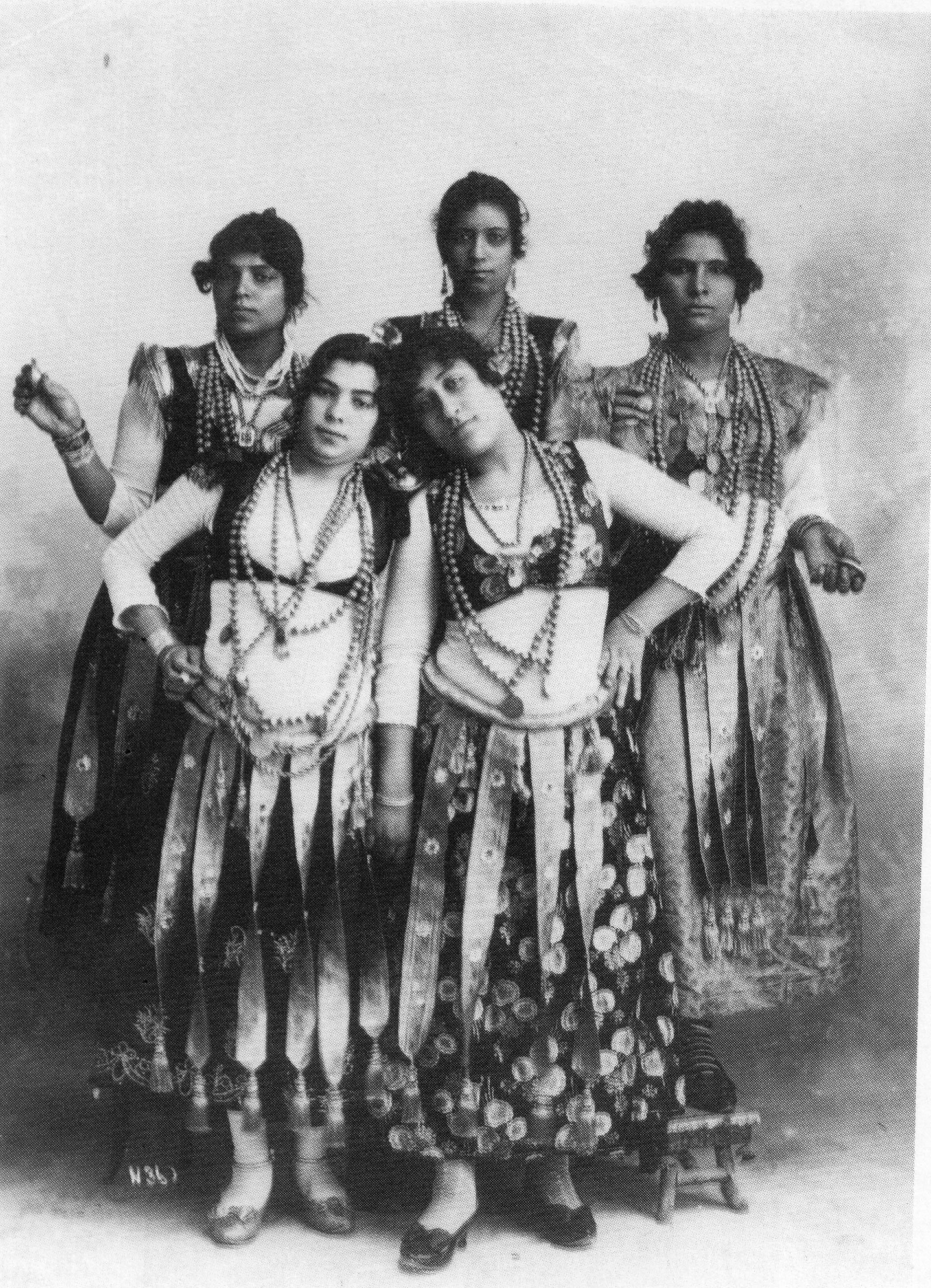
Tänzerinnen der Ghawazi in Ägypten, einer wie die Nawar Domari sprechenden Gruppe wandernder Unterhaltungskünstler. Sie praktizierten eine frühe Form des Orientalischen Tanzes, begleitet von der „Ghawazi-Musik“ mit der Kegeloboe mizmār, der kleinen Zylindertrommel tabl al-baladī und der Spießlaute rabāba. Postkarte um 1880.

Weitere, wegen ihrer sozialen Stellung als Paria klassifizierte Gruppen im Nahen Osten, die als wandernde Schmiede umherziehen oder besser zogen, sind die Nawar oder Zutt. Unter beiden Namen verstand R. A. S. Macalister (1909) im Titel seines Aufsatzes the nomad smiths of Palestine, „die nomadischen Schmiede von Palästina“. Beide Namen verweisen jedoch auf eine wesentlich größere Verbreitungsregion und bis in das 1. Jahrtausend zurück. Mit zutt bezeichneten frühislamische Quellen zusammenfassend alle unterschiedlichen, aus dem nordwestlichen Indien ausgewanderten Gruppen, zu denen auch die heutige Roma in Europa gezählt werden. Zutt (oder zott) ist über jatt mit jat verbunden, wie eine früher nomadisch lebende, heute Landwirtschaft betreibende Volksgruppe in der Region Punjab im Nordwesten Indiens genannt wird. Mittelalterliche persische und arabische Quellen sprechen geringschätzig von den Zutt.
Um 642 taucht der Name Zott mutmaßlich für eine Siedlung an der irakisch-iranischen Grenze auf. In der Mitte des 7. Jahrhunderts ist mit Zott eine Gruppe gemeint, die vermutlich aus Handwerkern bestand und mit einem arabischen Stamm zusammenlebten. Die Zott scheinen wie die Dom (Domari-Sprecher) eine der Gruppen gewesen zu sein, die von Indien aus in der zweiten Hälfte des 1. Jahrtausends nach Westen zogen. Zur damaligen Einschätzung der Nawar erklärt ein arabisches Lexikon von 981 das Verb nawara: „sich wie ein Nuri (Plural Nawar) verhalten, jonglieren und betrügen“. Nawara kann auf Arabisch nur, „Feuer“, bezogen werden und entweder „Schmied“ oder „Feueranbeter“ bedeuten. Letzteres würde eher als Beleidigung denn mit Bezug auf die religiöse Gruppe der Zoroastrier gemeint gewesen sein.
Die Einstellung gegenüber den Nawar in Syrien und Palästina als der am meisten verachteten Bevölkerungsgruppe war um 1900 unverändert. Die Nawar wurden wie die Solubba schon deshalb gering geschätzt, weil sie auf Eseln ritten. Das Verhältnis zum Islam wurde als ebenso oberflächlich beschrieben, weshalb kein guter Muslim eine Nawar-Frau heiraten wollte. Die Nawar-Frauen tanzten in bunte Röcke gekleidet und gemäß Alois Musil (1908) schlugen sie dazu Klappern und Schellentrommeln, auch bliesen sie Flöten (makrun). Mit Lobliedern und auf die Ehre der Zuhörer zielenden Drohungen forderten sie für ihre Auftritte Geschenke ein.
Meist werden in der Literatur Nawar und Zutt als Synonyme genannt. Edward Thomas Rogers (1831–1884), der in den 1860er Jahren Konsul in Damaskus war, unterschied hingegen bei den „Zigeunern von Syrien“ zwischen den drei Gruppen Nawar, Zutt und Baramaki. Der britische Afrikaforscher Richard Francis Burton zitiert in seinem Werk The Jew The Gypsy and El Islam (1898) Rogers mit den Sätzen: „(1) Die Nawar verfolgen die üblichen Zigeunerbeschäftigungen, Stehlen, Wahrsagen, Schmiederei und sind auf Festen und Hochzeiten als Wandermusiker und Akrobaten anzutreffen. (2) Die Zutt sah man normalerweise mit ihren dressierten Tieren, Ziegen, Eseln, die sie in den Straßen vorführten. (3) Die Baramaki kümmern sich mehr um den Pferdehandel. Sie sind außerdem Huf- und Grobschmiede, die allgemein am Rande abgelegener Dörfer oder in der Nähe der Zeltlager kleiner arabischer Stämme leben, wo sie Hengste für die Pferdezucht bereithalten. Sie kaufen abgewirtschaftete Pferde, die sie mit tierärztlichem Geschick für den Wiederverkauf fit machen.“

### Luri
Der persische Historiker Hamzah al-Isfahani (um 893 – um 961) setzte zutt mit luli oder luri gleich. Luri (nicht zu verwechseln mit den Luren), von deren lockerer Lebensführung persische Dichter erzählen, hervorzuheben Firdausi in seinem um 1000 verfassten Schāhnāme, besitzen Esel, spielen Laute und Flöte. In persischen Wörterbüchern wird die Bedeutung von lūlī und lūrī mit „schamlos, heiter, anmutig; Musiker, Frau von leichten Sitten“ erklärt. Eine solcherart liederliche Lebensführung attestiert der persische Dichter Hafis (um 1315 – um 1390) den „schwarzen Luri“ (al-Lūrigūn al-sūdān; „schwarz“, das heißt: mit der Nacht vergleichbar).
Die „schwarzen Luri“ werden erstmals um 1000 als herumziehende Barden, Spieler von Blasinstrumenten (mizmar) und Lauten (ʿūd) und als Diebe erwähnt. Heute kommt die Benennung Luri oder Luli für eine Sozialgruppe mit dem nicht definierten Oberbegriff „iranische Zigeuner“ (Iranian gypsies) hauptsächlich im Südosten Irans in den Provinzen Kerman und Belutschistan vor und ist auch in Zentralasien (Turkestan) bekannt. Der britische Kolonialbeamte Henry Pottinger (1816) brachte wenig Verständnis für die Lebensweise der Luri auf: „Die Luri...sind eine Klasse von Vagabunden, die keinen festen Wohnsitz haben und die in dieser und anderer Hinsicht eine verblüffende Ähnlichkeit mit den Zigeunern Europas aufweisen. Sie sprechen einen ihnen eigentümlichen Dialekt, haben für jede Bande einen König und den Ruf von Dieben und Räubern. Ihr beliebtester Zeitvertreib besteht in Trinken, Tanzen und Musizieren. ...Zu jeder Gruppe gehören immer zwei oder drei Individuen, die vorgeben, sich auf die obskuren Praktiken von ruml und qoorua und andere Methoden der Wahrsagung zu verstehen, mit denen sie sich bei einem so fest an Vorbestimmung glaubenden Volk stets leicht einführen können.“ Die Beschreibung des britischen Ethnographen und Kolonialbeamten John Henry Hutton von 1949 ist ausgewogener: „Zu den übrigen Stämmen Belutschistans gehören die ärmlichen Luri – wandernde Verzinner, Gold- und Silberschmiede, Sänger, Musikanten, Hebammen und Tagelöhner. Sie scheinen in mancher Hinsicht mit den Dom in Nordindien verwandt zu sein, behaupten aber, vom jüngsten Sohn eines Onkels des Propheten abzustammen und aus Aleppo zu kommen. Sie sind Zigeuner und halten sich überwiegend an der Makran-Küste auf, wobei Nomadismus für alle Belutschen typisch ist.“ Ein Drittel der Luri Belutschistans lebte demnach in den 1930er Jahren in Zelten oder provisorischen Hütten und ein großer Teil unternahm saisonale Wanderungen in Belutschistan oder zwischen Belutschistan und der heutigen pakistanischen Provinz Sindh.

### Zargar und Kauli
Eine Eigenbezeichnung aller „iranischen Zigeuner“ lautet zargar, Persisch für „Goldschmied“. Der französische Diplomat in Teheran, Arthur de Gobineau, berichtet in seinem Aufsatz Persische Studien (1857) über „die Wanderstämme Persiens“ und unter ihnen über einen Stamm namens Zergher-e-Kermâni, also die „Goldschmiede von Kerman“, die ihre Selbsteinschätzung mit einer behaupteten Abstammung von Alexander dem Großen verdeutlichen. Die iranischen Schmiedegruppen verfertigten laut Gobineau neben Eisengegenständen Siebe aus Pferdehaar und Handtrommeln, andere waren Sänger und Tänzer und ihre Frauen scheinen häufig der Prostitution nachgegangen zu sein.
Eine andere, im Land übliche und von de Gobineau erwähnte Bezeichnung ist kaulī. Oberst John Staples Harriot, der im Dienst der Britischen Ostindien-Kompanie war, kannte Luli und Kauli als Bezeichnungen für diese wandernden iranischen Volksgruppen. Er führt (1829) mit Fragezeichen ihren Namen – und damit vielleicht ihre Herkunft oder den Weg ihrer Herkunft – auf Kabul zurück (über kāwolī bzw. kābolī, „Mensch aus Kabul“) und stellt fest, dass Kauli in der Provinz Fars als Goldschmiede und Schmiede tätig sind. Die Ableitung kauli von Kabul gilt mittlerweile als wahrscheinlich.
Zu den iranischen „Zigeunernamen“ tragenden Gruppen zählen ferner die (indischen) Jat und die als Musikergruppe geführten Asheq (vergleiche den Sängertypus Aşık in Aserbaidschan und in der Türkei).

### Subba
Der Religionsgemeinschaft der Mandäer gehören die Subba an, die von den Marschgebieten am Schatt al-Arab im Süden des Irak an der iranischen Grenze stammen. Der Name Subba (Singular Subbī) ist mit dem arabischen Wort al-Ṣābiʾūn (verwandt mit „Sabier“, gemeint „in die Religion eintreten“, „getauft werden“), verbunden und bezieht sich auf ihr Taufritual unter fließendem Wasser. Sie selbst nennen sich Mandai oder Mandäer. In der iranischen Provinz Chuzestan, besonders in der Stadt Ahvaz waren die Subba früher als Gold- und Silberschmiede bekannt. Heute leben sie überwiegend im südlichen Irak und in größeren Städten in anderen Regionen, wo sie Schmuckläden umtreiben. In den Dörfern der Marschregion sind sie als Grobschmiede, Musiker, Musikinstrumentenbauer und Bootsbauer tätig.

### Ghagar

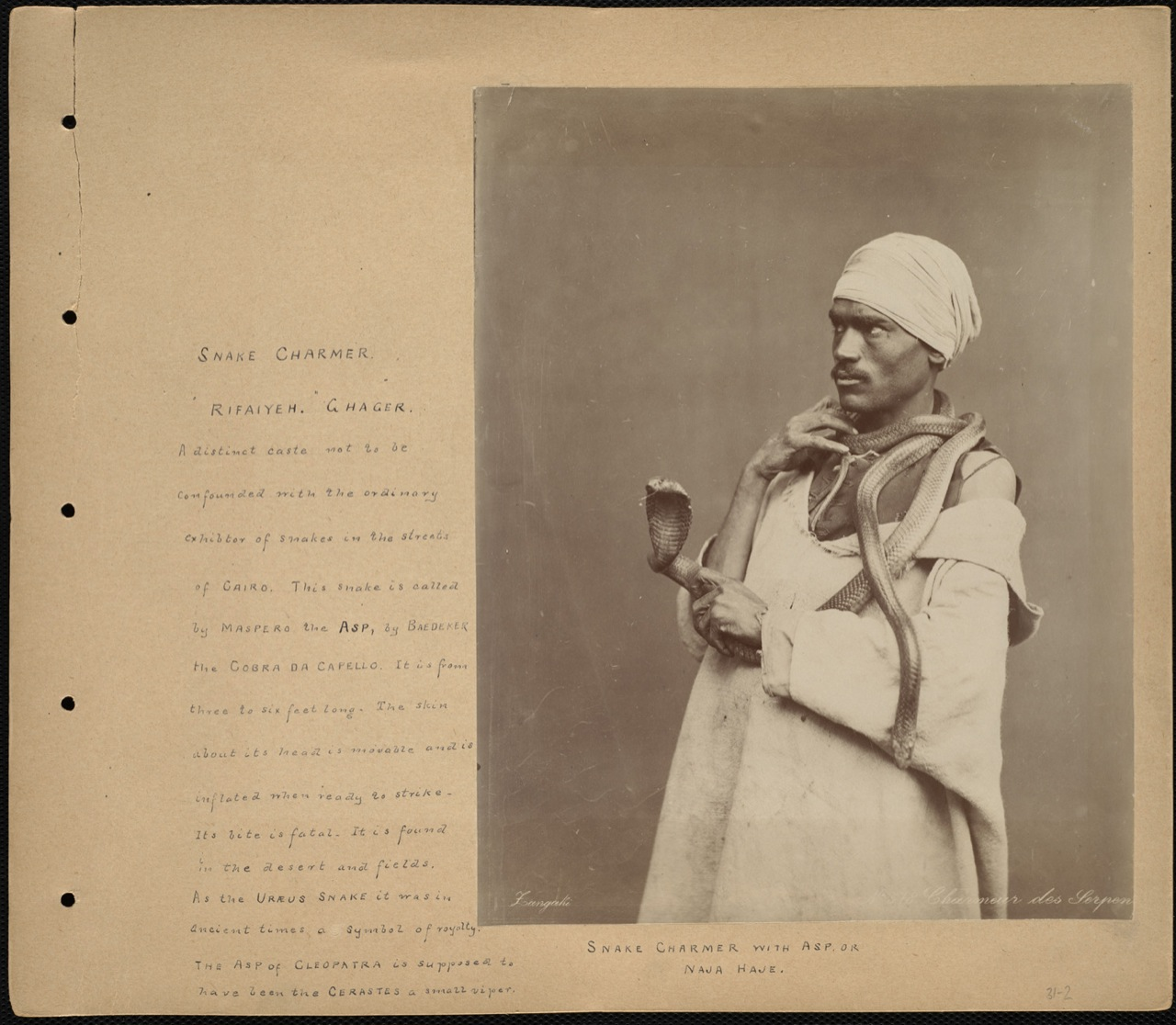
Ein Ghagar als Schlangenbeschwörer in Kairo. Sammlung annotierter Reisefotografien von William Vaughn Tupper, entstanden 1891–1894.

Der Lebensraum der nomadisierenden Schmiede, Musiker und Eselzüchter im Orient erstreckt sich im Südwesten bis in die Umgebung des Roten Meeres. Reisende des 19. Jahrhunderts berichteten aus Ägypten vor allem über die Gruppen der Ghagar und der verwandten Halebi (Helebi). F. R. S. Newbold (1856) beschreibt, dass die Halebi im Bereich des Nildeltas herumziehen und mit Eseln, Pferden, Kamelen und Rindern handeln. Sie wohnen in Zelten oder transportablen Hütten. Ihre Frauen verstehen sich aufs Handlesen und sonstige Wahrsagerei.
Die Halebi sollen eine eigene Gruppe oder eine Untergruppe der Ghagar gewesen sein. Laut Newbold lebten die Ghagar im 19. Jahrhundert in einem eigenen Schmiedeviertel am Fuß des Zitadellenhügels, das Hosch el-Ghagar genannt wurde. Die Männer verkauften neben Gegenständen aus Eisen und Messing auch Schmuck und Amulette. Ihre Frauen waren als Seiltänzerinnen und Musikerinnen bekannt, die Rahmentrommeln und Klappern spielten. Der Wortschatz der Ghagar, der Halebi und einer syrischen Gruppe namens Kurbat war laut Newbold in weiten Teilen identisch, wobei er einige aus indischen Sprachen stammende Wörter bemerkte. Entsprechend pflegen die Arabisch sprechenden Metallarbeiter im palästinensischen Westjordanland einen aus dem Domari und teilweise aus kurdischen Sprachen stammenden Wortschatz, der einige Hindi-Wörter enthält. Für den Orientalisten Alfred von Kremer (1863) ist Ghagar der Oberbegriff für die gesamte, in Ägypten zahlreiche Sozialgruppe, bei denen sich „die Männer als Kesselflicker, Affenführer, Seiltänzer oder auch als Schlangenführer...im Lande herumtreiben, während die Weiber als Tänzerinnen, Buhlerinnen und Wahrsagerinnen sich Geld verdienen.“ Kremer ergänzt, dass sich „fast der ganze Kleinhandel Ägyptens“ in den Händen der Ghagar befindet. In Kairo sind sie Kremer zufolge auch als Schlangenbeschwörer (ḥāwī, Plural ḥāwiyyūn) und als schlangenfressende Derwische, genannt Rifāʿīya verkleidet aktiv. Die Rifāʿīya, für die sich die Ghagar hier ausgeben, sind ein muslimischer Sufiorden mit gewissen publikumswirksamen ekstatischen Praktiken.

### Magie des Eisens im Volksislam

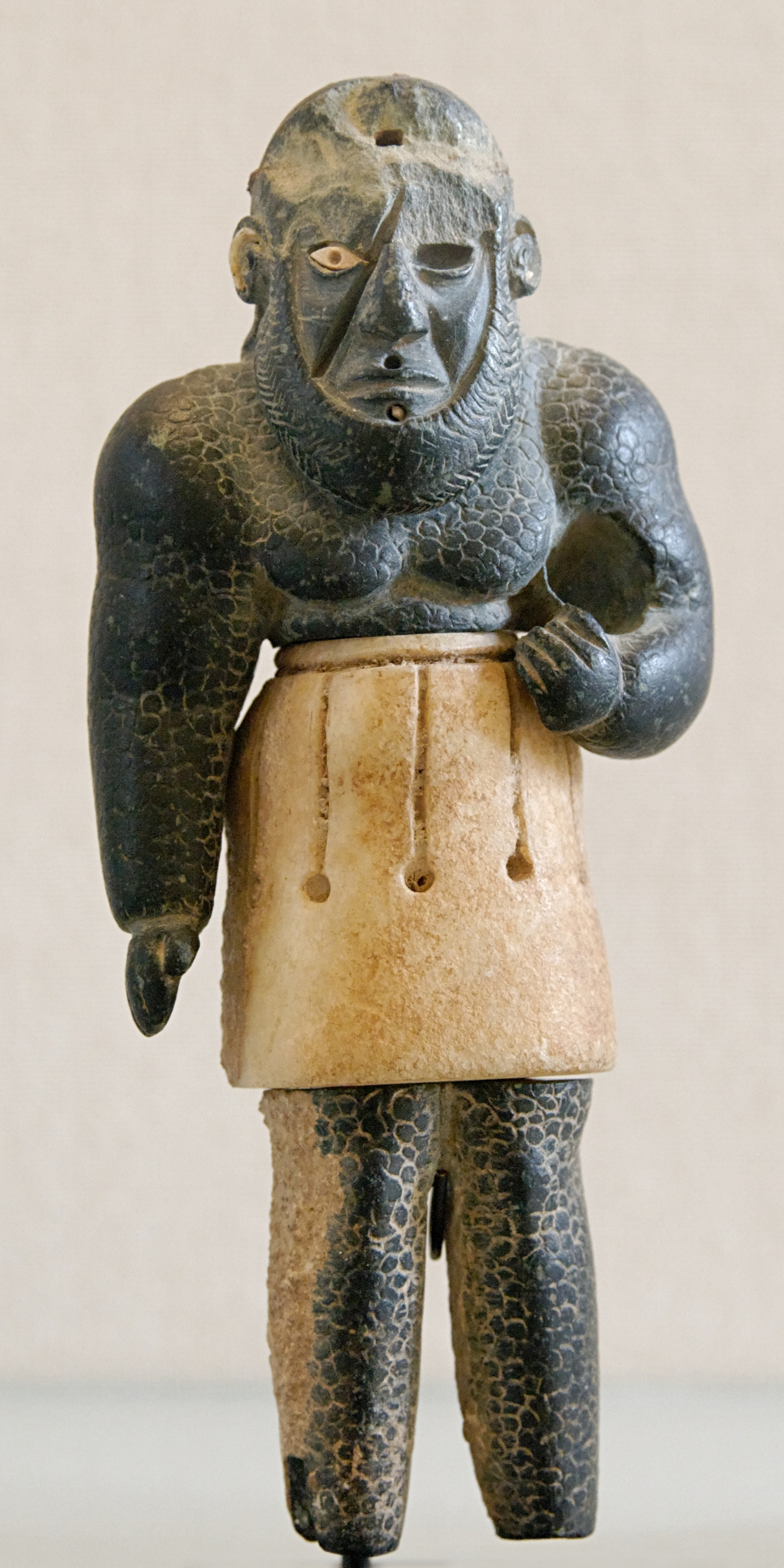
Kompositfigur aus Eisenmeteorit und Kalkstein. Ende 3. oder Anfang 2. Jahrtausend v. Chr. aus der Gegend von Schiras, Iran. Im Louvre.

Durch Xenophon (um 430 – um 355) sind die Chalyber (Χάλυβες, Chalybes) als ein kriegerischer Volksstamm bekannt, der in der Antike im nordöstlichen Anatolien lebte und sich auf die Verarbeitung von Eisen verstand. Ihr Name wird auf das griechische Wort χάλυψ (chalyps, „Stahl“) zurückgeführt. Ein anderer, von Xenophon erwähnter Name dieses Stammes, Chaldaoi (Χαλδαίοι), ist zufällig, für Martin Vogel (1973) nicht zufällig, namensgleich mit dem der Chaldäer, einem semitischen Volk in Babylonien im 1. Jahrtausend v. Chr. Chaldäer wurden auch die als Magier und Sterndeuter bekannten, babylonischen Priester genannt. Nach Robert Eisler (1919) ist mit χάλυβος (chalybos, „Stahl“) altarabisch jalab („Stahl“, „Reineisen“), akkadisch (j)anibu („Hämatit“), arabisch halaby („wandernde Kesselflicker“, „Blechschmied“), soluby („Stahlschmied“), solb („Stahl“) und salib „(hart“) verbunden: ein Wortumfeld für Schmiede und Eselnomaden.
Die im Orient verbreitete magische Bedeutung des Eisens wird nicht mit der heutigen Verwendung des allgegenwärtigen Gebrauchsmaterials verständlich, sondern mit dem Verhältnis zum Eisen in der Frühzeit seiner Gewinnung und Verarbeitung, als dieses Metall kostspielig und selten war und zunächst primär für Schmuckstücke und Amulette eingesetzt wurde. In den ersten Jahrtausenden der Metallurgie war Kupfer das gängige Material; Bronze verwendete man nur dort, wo Zinnerze verfügbar waren. Eisen gab es als Legierung einzig in Form von Eisenmeteorit. Das so gefundene Eisen diente anfangs zur Herstellung von Kultgegenständen, Zierrat und als unheilabwehrendes Element. Magisch verwendeter Eisenschmuck und Amulette sind aus der minoischen Kultur des 18. Jahrhunderts v. Chr., aus dem Neuen Reich und aus dem Karthago des 7. Jahrhunderts v. Chr. bekannt. Nachdem Eisen später zu einem alltäglichen Material geworden war, blieb im Orient auch in islamischer Zeit die Vorstellung von der apotrophäischen Bedeutung des Eisens vielfach erhalten. Diese kommt im Tragen von Arm- und Fußspangen, Fingerringen, Ohringen und Amuletten aus Eisen zum Ausdruck. Es gibt Schreckbecher oder Heilschalen (tāsat ar-raǧfe oder tāsat at-tarba), mit Koranversen, Sprüchen oder magischen Zeichen verzierte Kupfer- oder Messingschalen, die mit Wasser gefüllt werden, das nach einiger Zeit der Erkrankte zum Trinken bekommt. Eintauchen von Eisenstücken soll die Heilkraft des Wassers erhöhen.
Dschinn lassen sich nach dem Volksglauben mit Eisen (jedweder Form) und Nadeln abwehren. Dies gilt auch für das weibliche Geistwesen Aisha Qandisha in Marokko. Zur Vertreibung reicht sogar gemäß einer Begebenheit, die Edward Westermarck (1926) mitteilt, der lautstarke Ruf eines Mannes in den Kreis der Umstehenden „gebt mir einen Dolch“, um diesen Geist loszuwerden. Das gesprochene Wort „Eisen“ ist bei der Dämonenabwehr so viel wert wie der Eisengegenstand selbst, analog kann das gesprochene Wort „fünf“ (arabisch chamsa) ein Amulett der schützenden Fatimahand (chamsa) ersetzen. Eine Nadel hilft laut Westermarck auch als Amulett gegen den Bösen Blick, weil sie aus Eisen ist und in das Auge stechen kann. Eisenamulette werden auch bei Kleinkindern benötigt, die in Syrien von der gefürchteten Kindbettdämonin al-Qarīna vom Tod bedroht werden. In Ägypten wird hierfür das hazzāqa-Amulett verwendet, das bei Kleinkindern gegen von al-Qarīna verursachte Durchfälle und Unterleibskrämpfe helfen soll. Als besonders grausam gilt im Osten Syriens und im Südirak die Dämonin al-Saʿlawīya, die in Gestalt von Menschen, Tieren oder Pflanzen erscheint, etwa als Mischwesen aus einer Jungfrau und einem Esel. Vor ihr schützt man sich mit Feuer und Eisen.

## Afrika

### Handwerk und Migration

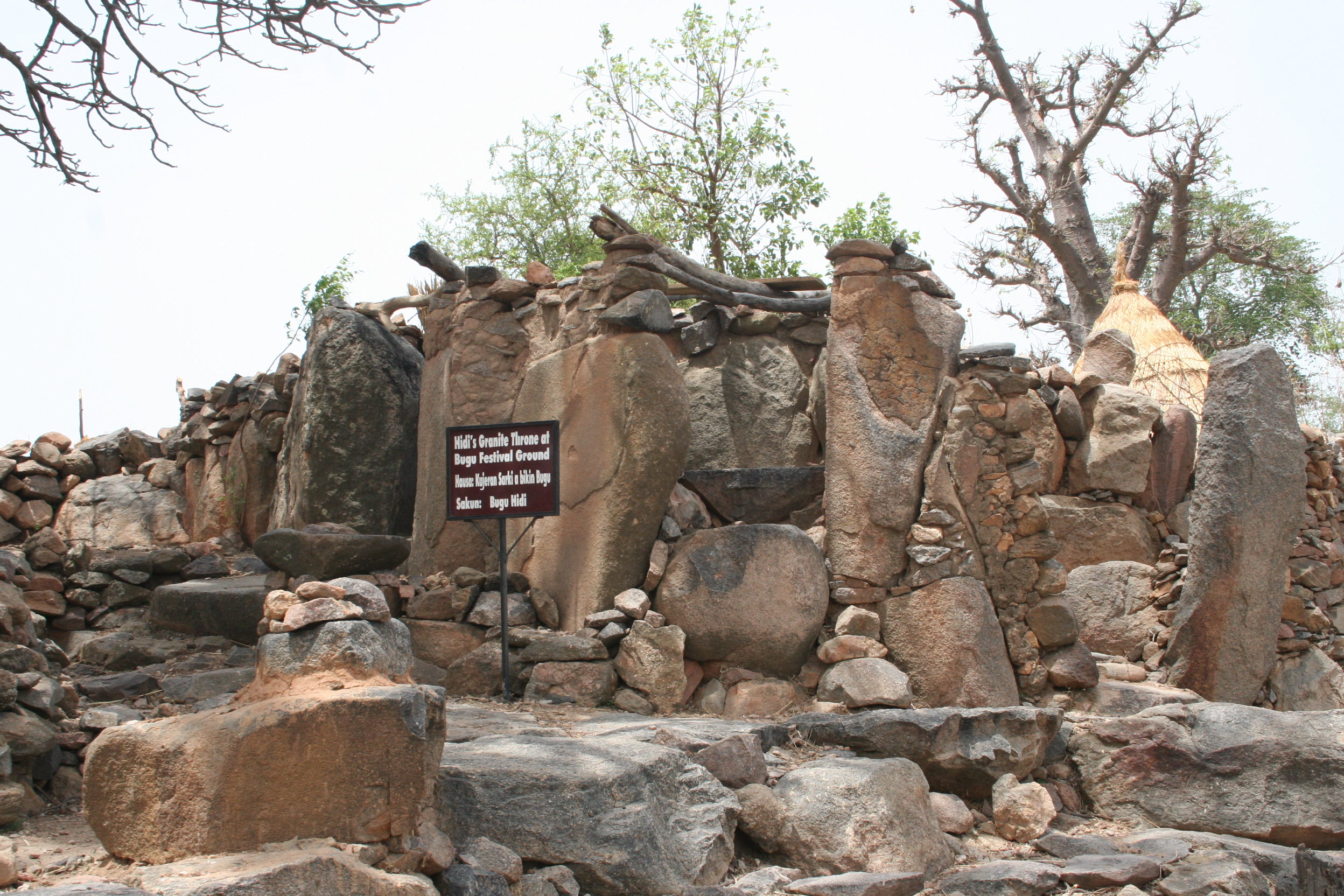
Eisenzeitlicher Kultplatz zwischen Granitfelsen in der Region Sukur im nordnigerianischen Bundesstaat Adamawa.

Afrika bildet eine Ausnahme von der Regel, dass die Bronzezeit der Eisenzeit vorausging. In der Sahelzone existierten die ältesten Kupferabbaustätten Akjoujt in Mauretanien ab dem 6. Jahrhundert v. Chr. sowie unter anderem Agadez und Azelik (im Mittelalter Takedda) in Niger ab etwa 2000 v. Chr. und in einer zweiten Kupferzeit um die Mitte des 1. Jahrtausends v. Chr. Andernorts gibt es keinen Nachweis dafür, dass in Afrika die Kupferverarbeitung vor der Eisengewinnung und -verarbeitung praktiziert wurde. Die afrikanische Eisenverarbeitungstechnologie gelangte Mitte des 1. Jahrtausends v. Chr. entweder von Meroe im Sudan oder von der maghrebinischen Mittelmeerküste nach Süden oder sie war eine Eigenentwicklung Subsahara-Afrikas. In der Nok-Kultur begann die Eisenschmelze 500 v. Chr. oder früher. Abgesehen von der Ursprungsfrage war die Eisenverarbeitung bei der Ankunft der ersten Europäer im 15. Jahrhundert bei fast allen Kulturen bekannt. Nur die Pygmäen, die Khoisan und die Einwohner der Insel Bioko besaßen kein Eisen.
Die Eisen- und Kupferschmiede bildeten in manchen Regionen unterscheidbare soziale Gruppen, anderswo wurden beide Metalle von denselben Handwerkern bearbeitet. Eine Spezialisierung konnte zwischen Arbeitern, die Kupfererz abbauten und schmolzen, also die eigentliche Schmiedetätigkeit verrichteten, und den „Juwelieren“ erfolgen, die das Material feinbearbeiteten und den Handel übernahmen. Eine solche Arbeitsteilung ist für Westafrika vielfach dokumentiert, kam jedoch auch in anderen Regionen vor. In bestimmten Familien wurde der Schmiedeberuf vererbt, im Allgemeinen konnte aber jeder als Eisen- oder Kupferschmied arbeiten, wenn er über die nötigen Kenntnisse verfügte.
Bei Untersuchungen in Kansanshi an der Nordgrenze Sambias wurde festgestellt, dass es zur Zeit des ersten Kupferabbaus im 4. Jahrhundert keine permanenten Siedlungen gab. Dasselbe traf Mitte des 19. Jahrhunderts für Kupferminen in der Provinz Katanga im Kongo zu. Minenarbeiter legten oft lange Strecken zwischen ihren Dörfern und den Minen zurück und transportierten das Erz in die Dörfer, um es dort zu schmelzen. Daneben gab es Arbeitsmigration über große Entfernungen. All dies ist jedoch nicht mit dem Phänomen der orientalischen Wanderschmiede vergleichbar. Die schwarzafrikanischen Schmiede sind und waren bis auf vereinzelte Ausnahmen überwiegend sesshaft.

#### Lemba
Eine Ausnahme bilden die wandernden Kupferschmiede der Lemba im südlichen Afrika, die Henri-Alexandre Junod (1908) zuerst beschrieb. Die Herkunft der Lemba ist unklar; nach einer Ursprungslegende strandeten sie in alter Zeit aus dem Norden kommend mit einem Boot an der afrikanischen Küste. Weil sie ein ngoma lugundu („Trommel der Ahnen“) genanntes Wanderheiligtum mit sich geführt haben wollen, dessen Mythos eine strukturelle Ähnlichkeit mit demjenigen der Bundeslade aufweist, wobei die Trommel (ngoma) zum Konzept der afrikanischen Königstrommel gehört, und aufgrund einiger anderer Hinweise werden sie für einen „schwarzen jüdischen Stamm“ gehalten. Die Lemba leben als Töpfer und Schmiede bei den Basotho und anderen ethnischen Gruppen, wohlgelitten wegen ihrer geschätzten Fähigkeiten, die sie mitbrachten. Nach Junods Beschreibung kauften die Lemba in den Kupferabbaugebieten der Venda Kupfer in Form von Barren, die ritsondjolo genannt werden, transportierten diese in die Dörfer der Basotho, wo sie das Material zu Armbändern (busenga) aus fein gezogenem Kupferdraht verarbeiteten. Die in hohem Wert stehenden busenga tauschten die Lemba gegen Getreide, Ziegen, Rinder und sogar Frauen ein. Sie verkauften auch zu hohen Preisen Kräutermedizin an die Basotho und führten bei den Basotho am Soutpansberg das Haushuhn ein, das zuvor in diesem Gebiet unbekannt war.
Die Lemba kamen aus der Ferne mit magischen Fähigkeiten und als Kulturbringer. Die Armbänder und Amulette besaßen eine spirituelle Kraft der Ahnen, wenn sie aus musuku, einem amorphen bis rechteckigen Barren mit fingerähnlichen Ausstülpungen, hergestellt worden waren. Um 1930 galt jeder musuku als heiliges Objekt. Musuku dienten im Gebiet der Venda, Tsonga und Basotho außerdem als Kupferwährung, ebenso wie die Armreifen.

#### Somali
Den orientalischen Schmieden entsprechen in ihrer gesellschaftlichen Stellung als Paria mehrere Gruppen am Horn von Afrika, vor allem in Somaliland. Diese nehmen im Clansystem der Somali den niedrigsten Status ein. Am meisten verachtet werden die Yibir (auch Jebir, Jibbir), deren Zahl um 1960 auf 1300 geschätzt wurde und die, wie es in einer Beschreibung von 1893 heißt, „als Possenreißer, Wahrsager, aber auch als Gerber, Sattler, Gebetteppichmacher und Talismantäschchenmacher von einem Stamm zum anderen“ ziehen. Ihr Name bedeutet auf Somali „Hebräer“ und soll auf eine Nachkommenschaft von Juden verweisen. Sozial etwas höher stehend als die Yibir und in erster Linie Schmiede sind die Tomal (oder Tumaal), die in ganz Somalia umherziehen. Außerdem sind sie Medizinmänner, die Regen machen und aus den Eingeweiden geschlachteter Tiere wahrsagen sowie Sänger. Zum gesellschaftlichen Umfeld der Schmiede gehören des Weiteren die Midgan, die traditionell der Jagd nachgehen; noch bis ins 20. Jahrhundert mit Pfeil und Bogen, wobei sie vergiftete Pfeile verwendeten. Midgan wird auch als beleidigende Sammelbezeichnung für alle randständigen und verachteten Gruppen in Somalia verwendet, die durch die Verbindung von Jagd, Schmiedehandwerk, Magie und Musik in einer alten Tradition stehen.

#### Wanderschmiede im Süden Nigerias
Die Schmiede der Igbo in der Stadt Awka im Süden von Nigeria sind als Begründer der Igbo-Zivilisation legendär, weil sie, wie Chinua Achebe zu ihrer Huldigung anführt, durch ihre Werkzeuge den Ackerbau möglich machten. Im 19. Jahrhundert belieferten die Schmiede von Awka den Südosten von Nigeria bis in die weitläufigen Mangrovengebiete des Nigerdeltas, in denen es keine eigene Metallbearbeitung gab. Durch Absprachen unter den Schmiede-Clans bildeten sich feste Routen, auf denen die Schmiede umherzogen, um in Verkaufsläden in der Nähe der Dorfmärkte ihre Waren anzubieten. Die Awka-Schmiede stellten landwirtschaftliche Geräte und Waffen aus Eisen her, außerdem Fußreifen aus Messing und Glocken. Während einige Schmiede aus der östlich gelegenen Stadt Abiriba (Bundesstaat Abia) sich zeitweilig in den Dörfern niederließen, wanderte die Mehrheit der Handwerker passend zu den Markttagen von einem zum nächsten Dorf. Die Schmiede aus Abiriba fertigten aus Kupfer- und Messingstücken auch Kultobjekte. Zu diesen gehörten ofo aus Bronze in der Form eines geraden Rundstabes oder einer menschenähnlichen Figur mit einer löffelartigen Verbreiterung an einem Ende. Die im Wachsausschmelzverfahren hergestellten Ritualobjekte stellen Nachbildungen der in jeder Igbo-Familie vorhandenen, aus einem Zweigbündel bestehenden ofo dar. Sie dienen als Zeichen der Autorität und symbolisieren die Verbindung eines Familienoberhauptes mit seinen Ahnen, also zwischen den lebenden und toten Familienmitgliedern.

### Gesellschaftliche Stellung

#### Schmiedekasten in Westafrika

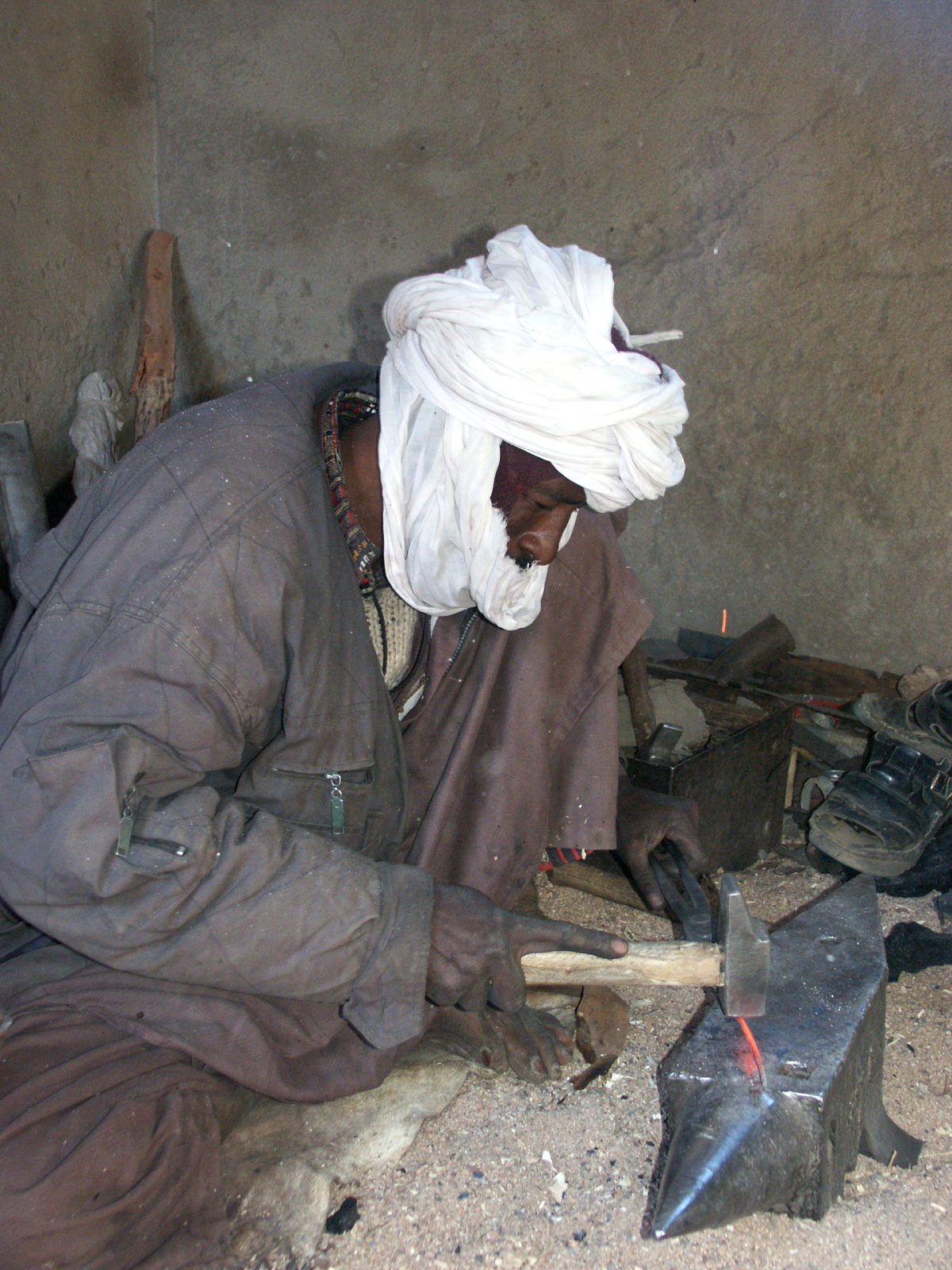
Schmied der Tuareg im algerischen Hoggar-Gebirge.

In Westafrika gehört das Schmiedehandwerk zu den traditionellen Berufskasten, zusammen mit Lederverarbeitung, Holzschnitzerei, Töpferei, Weberei und professioneller Musikausübung. In der Sprache Mandinka wird der Sozialstatus der Mitglieder dieser Berufskasten als nyamakala bezeichnet, wobei nyama mit „(spirituelle) Lebenskraft“ und kala mit „handhaben“, „hantieren“ frei übertragen wird. Wörtlich heißt kala „Stab“, „Zweig“ oder „Halm“. Ein nyamakala besitzt also die Fähigkeit, mit spirituellen Kräften umzugehen und sie zu beherrschen. Das Wort ist in Mande-Sprachen häufig negativ konnotiert. Nyama steht zum einen für „Naturkraft“, die in einem Spektrum von teuflisch, gefährlich, moralisch neutral, handlungsnotwendig bis positiv belebend aufgefasst werden kann, und zum anderen für „Müll“, „Abfall“, was zur schlimmsten Bewertung von nyamakala als „Spross des Misthaufens“ führt. Negative Einschätzungen kommen tendenziell eher von strenggläubigen Muslimen gegenüber professionellen Musikern, den Griots.
Bei den Mandinka befinden sich die Berufskasten nach den Adligen (horon) und vor den Sklaven (djon) an mittlerer Stelle der gesellschaftlichen Hierarchie. Zu ihnen gehören die vier Berufe a) Sänger, Griot (jeli), b) Schmiede, Holzschnitzer (numu), c) Lederarbeiter, Weber (garanke) und d) religiöse muslimische Sänger (fune, finah). Entsprechend ist die Soninke-Gesellschaft eingeteilt in Adlige (horro, horon), Berufskasten (nyaxamalo) und Sklaven (komo). Die Berufskasten der Soninke bestehen aus a) Sängern, Griots (gesere), b) Schmieden (tage), c) Lederarbeitern (garanke) und d) Holzschnitzern (sake). Nach einer groben Einteilung werden die Berufskasten im nördlichen Bereich Westafrikas zwischen Senegal und dem Tschadsee stärker verachtet, während weiter südlich in der Guinearegion die genannten Berufskasten nicht bestehen, die Schmiede jedoch unabhängig davon abgegrenzt werden. Im Hochland von Adamaua und in den Mandarabergen existiert als Besonderheit ein nicht diskriminierendes Berufskastensystem.
Inadan (Singular: Ened) heißen die Schmiede, die bei den Tuareg eine traditionelle Kaste bilden und wie anderswo auch als Heiler, Pflanzenkundige und Musiker tätig sind. Die Inaden stehen sozial niedrig und werden verachtet. Da sie meist von schwarzafrikanischen Sklaven abstammen, sind sie von dunklerer Hautfarbe als die übrigen Tuareggruppen. Sie werden wegen ihrer zerstörerischen Kraft (ettama) gefürchtet. Wenn jemand nichts von seinem Überfluss abgibt, bewirkt ettama, dass sich ein Unglück ereignet. Da die Inadan mehr als andere Tuareg ettama besitzen, können sie es sich erlauben, andauernd Geschenke zu verlangen.
Schmiede und Töpfer stehen häufig miteinander in Verbindung. In fast ganz Westafrika kommen Ehen zwischen Schmied und Töpferin vor. Beide Berufsgruppen sind Mitglieder heiliger Geheimbünde, zu denen Musikern der Zugang verwehrt ist. Schmiede führen häufig die Jungenbeschneidung und Töpferinnen die weibliche Genitalverstümmelung durch. Mancherorts sind die Frauen als Hebammen tätig. Bei den Bambara wird jedes Mitglied des Schmiedeclans in den bedeutendsten religiösen Geheimbund Komo hineingeboren, der ansonsten Priestern und gewissen Honoratioren vorbehalten ist. Der Komo-Bund bildet das Rückgrat der Sozialorganisation der Bambara und ist für die meisten Kultaktivitäten, wie die Lebenszyklusfeiern, Ahnenverehrung, Rituale im Zusammenhang mit der Landwirtschaft und die politischen Angelegenheiten zuständig. Ein Schmied (numu, Plural numuw) stellt die Kultmasken her und leitet meist den Geheimbund. Er ist für den Altar des Bundes verantwortlich, in welchem die über die Dorfgemeinschaft Macht ausübenden sakralen Objekte aufbewahrt werden. Symbolisch repräsentiert der Amboss die Autorität des Schmiedes, der in der Summe über das Wohlergehen der Gemeinschaft wacht.
Anders als bei anderen westafrikanischen Ethnien besteht bei den Bambara eine enge Beziehung zwischen den Aufgabenbereichen von Schmieden und Berufsmusikern. Ein Schmied tritt als Sänger bei Feiern auf und bei Beschneidungen, die er selbst durchführt. Für die Rituale fertigt er Masken und Musikinstrumente an, früher blies er beim Bootsbau und der Errichtung des Schmiedeofens die Flöte.
Bei den meisten Ethnien in der Sudanregion kommt dem Schmied eine religiös und gesellschaftlich einflussreiche Stellung zu. Außer den genannten Tätigkeiten fungiert er als Totengräber, Wahrsager und Heiler. Häufig bilden diese anderen gesellschaftlichen Aufgaben seine Hauptbeschäftigung. Bei den Mafa in den Mandarabergen darf nur ein Mitglied der Schmiedezunft die Totenzeremonie leiten. Im Jahr 1953 dokumentierte René Gardi in Nordkamerun Schmiede, die bei solchen Zeremonien schwere schmiedeeiserne Doppelglocken, Eisenrasseln und große Trommeln schlugen sowie Trompeten aus langen Kalebassen bliesen. Außerdem spielten sie dort in den Mandara-Bergen die fünfsaitige Bogenharfe ganzavar. Bei einem Brennofen der Mafa war der Blasebalg oben angebracht und die Luft wurde über zwei Meter lange Tonröhren bis an den Boden des Brennraums geführt. Während ein Mann oben auf dem heißen Ofen saß und kräftig die Felle des Blasebalgs drückte, der wie eine Dampflokomotive tönte, sang er dazu. Neben ihm saß ein zweiter Mann, der mitsang und mit seiner rhythmisch geschlagenen ganzavar den Mann am Blasebalg anfeuerte. Offenbar waren „Lied und Harfenspiel...auch unerlässlich, um gutes Eisen herzustellen.“

#### Schmied und sakraler Herrscher

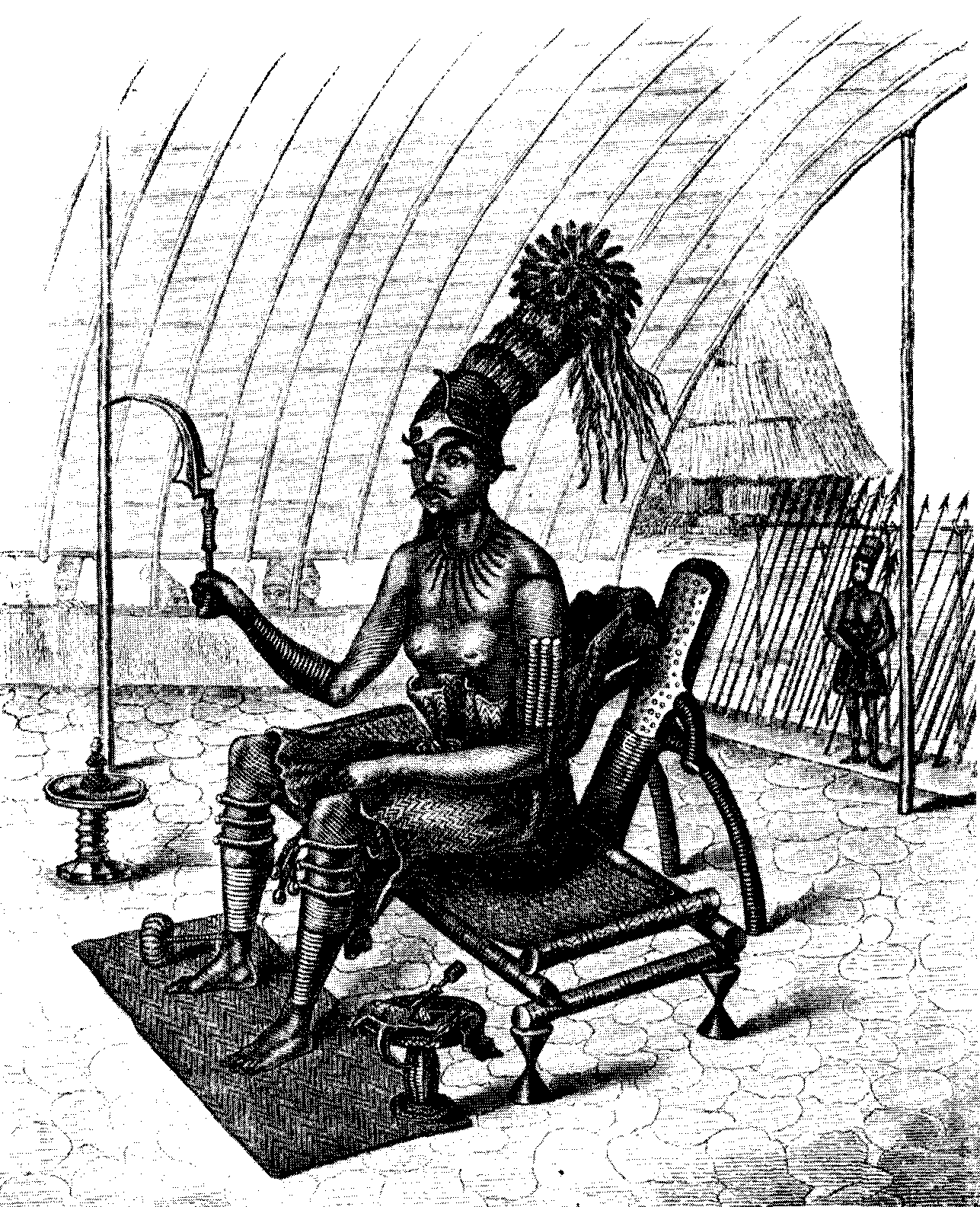
König Munsa der Mangbetu im Nordosten des Kongo beim Besuch von Georg Schweinfurth 1870. Aus der mythischen Verbindung des Königtums mit dem Urschmied-König rührt die Bedeutung von Metallobjekten als Insignien des Herrschers. Munsa repräsentiert auf seinem Thron, bekleidet mit Fußreifen und sonstigem Schmuck, in der Hand einen Zeremonialdolch und umgeben von Hunderten Speeren und Lanzen. Alles ist aus reinem Kupfer. Aus dem Kopfputz ragen Schwanzfedern vom Graupapagei.

Schmiede spielten eine besondere Rolle in Gesellschaften, bei denen die Idee eines sakralen Herrschers existierte, der gestützt auf bestimmte magische Insignien (Trommel, Stuhl) die religiöse und politische Regentschaft ausübte. Der sakrale Herrscher verfügte über eine außergewöhnliche Ausstrahlung und eine das Schicksal seiner Untertanen beeinflussende Kraft, weshalb er vor dem gemeinen Volk ferngehalten werden musste. Erstaunlich erscheint, dass er sich in Ostafrika (von Äthiopien bis in das Zwischenseengebiet) gerade von Mitgliedern der Schmiede-, Musiker- und anderer Kasten umgeben ließ, die als Leibwächter, Bewacher seiner Güter, Scharfrichter und Musiker in sensiblen Positionen für ihn arbeiteten. In Ruanda und Bunyoro waren die Ahnen des Königs nach der Tradition Schmiede. Nach der Ursprungslegende der Tutsi in Ruanda war der aus dem Himmel herabgestiegene Urvater Kigwa und einer seiner Nachkommen der erste König (Dynastiegründer) der Tutsi, Gihanga. Von beiden mythischen Figuren ist ein Schmiedehammer überliefert, mit dem der König bei kultischen Feiern als Schmied gekleidet einige Male schlug. In Burundi führte der König stets einen Hammer aus Kupfer bei sich und bewahrte ihn nachts unter seinem Bett auf. Auch der erste Vorfahr des Königs von Burundi soll ein Schmied gewesen sein. Dann gab es noch einen übergroßen Hammer, der zusammen mit der heiligen Trommel, dem Symbol der Königsmacht, an einem Ort verblieb. Der König als erster Schmied ist ein mythologischer Topos der afrikanischen sakralen Herrscher.
In der Region Sukur, die zum Mandaragebirge im Nordosten Nigerias gehört, gibt es eine solche Tradition. Die beiden Kastengruppen Tuva (Schmiede und Töpfer) und Dumsa (Ackerbauern) stammen nach der Legende der Sukur-Gemeinschaft von zwei Brüdern ab, die sich als erste in den Bergen niederließen. Der Schmiedeclan setzt sich aus zwei Lineages zusammen, die nach ihrer Funktion als „Rasierschmiede“ und als „Totengräberschmiede“ bezeichnet werden. Die Oberhäupter beider Gruppen, der dlagama der „Rasierschmiede“ und der dainkirba der „Totengräberschmiede“, haben eine rituelle Funktion am Hof des Herrschers. Der Erstgenannte pflegt vor allem die sakrale Haarsträhne am Hinterkopf des Häuptlings, die als ein Würdezeichen gilt, während der „Totengräberschmied“ die Rituale um die Bestattung des Häuptlings leitet. Die außergewöhnliche soziale Position der Schmiede bei den Sukur wird durch die Legende, wonach sie die ersten Siedler waren und durch die Heiratsregeln unterstrichen. Der Häuptling darf eine Tochter aus dem Schmiedeclan heiraten, für den ansonsten Endogamie verpflichtend ist. Ansonsten besteht ein Verbot für Schmied und Häuptling, sich gegenseitig in ihren Gehöften zu besuchen. Aus der parallel zu derjenigen des Häuptlings etablierten Machtbasis des Schmieds darf auf ein sehr hohes Alter des Schmiedehandwerks bei den Sukur geschlossen werden.
Überall wo Schmiede eine abgeschlossene endogame Gruppe bilden, stellt sich die Frage nach ihrer Herkunft, ob sie als erste da waren oder später mit ihren besonderen Fähigkeiten in die Mehrheitsgesellschaft eingewandert sind. Für beides haben sich Herkunftslegenden gebildet. Tal Tamari (1991) vertritt in einer detaillierten Studie über das westafrikanische Kastensystem die Ansicht, dass sich die Berufskasten durch einen weitreichenden kulturellen Austausch in der gesamten Region herausgebildet haben dürften und die Berufskasten bei den Malinke spätestens um 1300 und bei den Soninke und Wolof spätestens um 1500 vorhanden waren, das heißt weit nach der Verbreitung der Eisenverarbeitungstechnologie in der Region.

### Magie

#### Separierung
Die westafrikanischen Schmiede (in Mande-Sprachen numu) begrüßen sich mit numu-fing, also mit „schwarze“ Menschen, so teilt Leo Frobenius (1921) die mythische Vorstellung mit. Die Schmiede halten sich für die einzigen Dunkelhäutigen, nicht um auf den Ruß in der Schmiede hinzuweisen, sondern um sich zu einer abgesonderten Kaste zu erklären. Wo Schmiede geächtet werden, setzen sie ein Überlegenheitsgefühl entgegen, das sie insbesondere auf ihr technisches Geschick und ihren magischen Fähigkeiten gründen. Die muslimischen Schmiede im Norden des Tschad (die auch Dinge aus Holz und Leder, einschließlich Amulette anfertigen) berufen sich auf die islamische Überlieferung, wonach der im Koran erwähnte Adam der erste Mensch gewesen sei, dem das Schmiedehandwerk beigebracht wurde, und auf Sure 57, genannt al-Hadīd, „das Eisen“, in welcher dem Eisen ein göttlicher Ursprung zugesprochen wird. Laut az-Zamachscharī brachte Adam fünf Eisengeräte aus dem Paradies mit: einen Amboss, eine Zange, einen großen und einen kleinen Hammer und eine Nadel.
Die Erzbearbeitung gilt im magischen Denken als ein übernatürlicher Vorgang, bei dem Stein (Erz) in Eisen „verwandelt“ wird, was nur gelingen kann, wenn er von Ritualen, Opferhandlungen und der Einhaltung von Geboten begleitet wird, etwa dem Fernhalten der Frauen vom Arbeitsplatz des Schmiedes. Bei den Pokot (Suk) im Westen Kenias gehörte nach einer Beschreibung von 1911 die Isolierung der Schmiede in eine Reihe weiterer Meidungsgebote zwischen Männern und Frauen. Der Pokot-Schmied fertigte neben Haushaltsgeräten vor allem Speerspitzen. Sollte ihn eine Frau bei der Arbeit sehen, wird die Waffe in seiner Hand schwer, dann wird er verrückt und stirbt, hieß es.
Traditionelles Schmieden war ein diffiziles Handwerk, bei dem es zu Verletzungen kommen, der Blasebalg platzen oder der ganze Brennofen bersten konnte. In solchen Fällen machte der Schmied häufig einen Tabubruch oder den Einfluss einer Zauberei für das Unheil verantwortlich. Der Schmied musste die Ursache hierfür herausfinden. Wurde ein bestimmter Täter gefunden, so drohten diesem empfindliche Strafen, die bis zur Todesstrafe reichten, um einen möglichen Schaden für die Zukunft abzuhalten. Falls eine Zauberei als Schadensursache erkannt wurde, so bedeutete dies, dass die magischen Fähigkeiten des Schmiedes zu schwach gewesen waren und er sich von einem anderen Magier stärkere Abwehrmittel in Form von Medizinen, Amuletten oder sonstigen magischen Objekten besorgen musste. Zur Abschottungspraxis und zum Schutz der Schmiede gehörte auch, dass sich diese an einem abgelegenen Ort weit entfernt von den Wohngegenden befand.

#### Hyäne

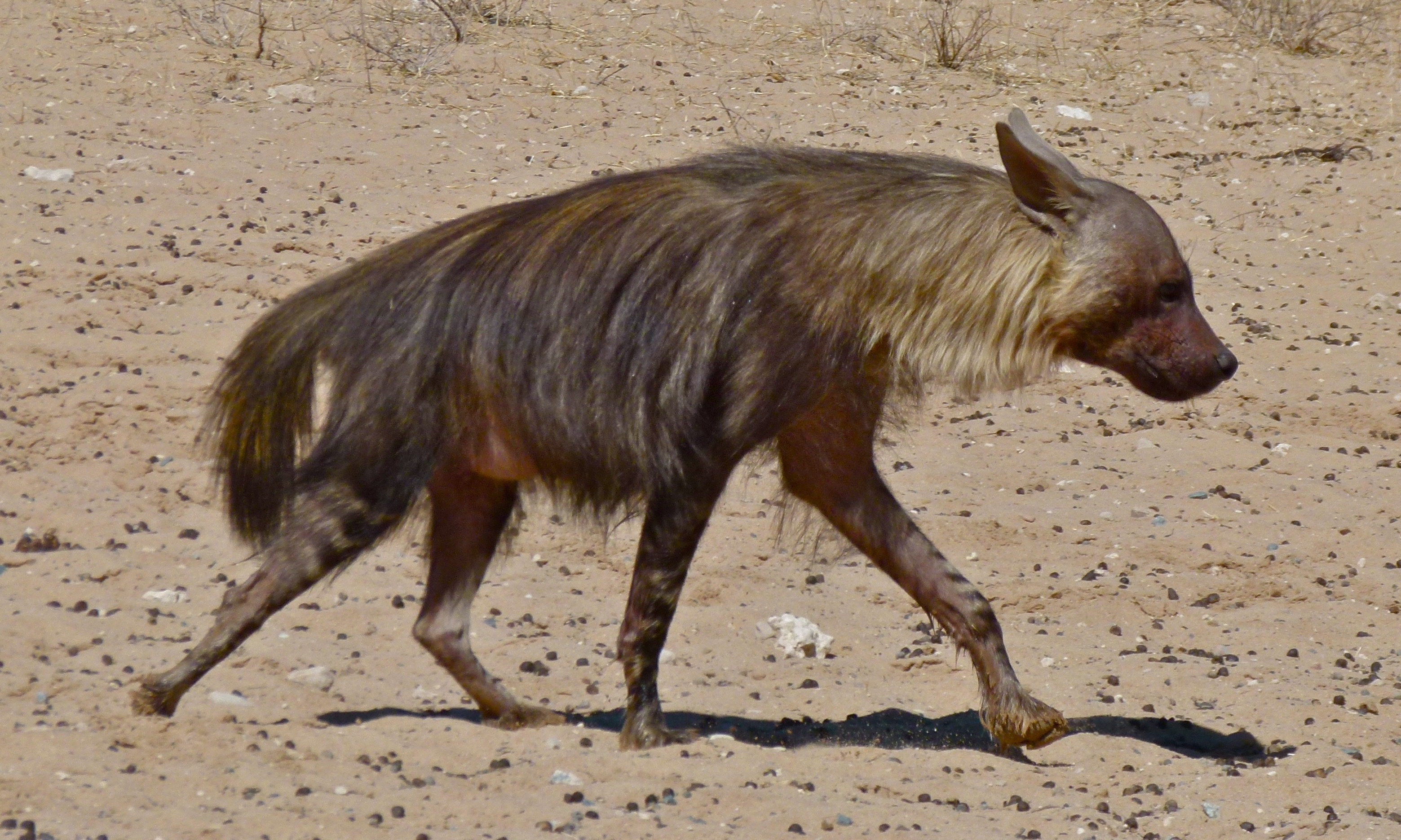
Schabrackenhyäne. Hyänen sind im afrikanischen Volksglauben gefürchtete, geistbesessene Wesen der Nacht, die in vielen magischen Ritualen eine Rolle spielen.

Eine „Verwandlung“ stellt nicht nur die Erzschmelze, sondern auch der Schmiedevorgang dar, bei dem ein festes schwarzes Eisenstück durch Feuer rot und weich wird und nach der Umformung durch den Schmied wieder seine ursprüngliche Farbe und Festigkeit annimmt. Eine magische Assoziation der Kujamaat Diola, einer Ethnie in der Region Casamance im Süden des Senegal, stellt das Schmiedefeuer in einen Zusammenhang mit einem an Lepra Erkrankten. Lepra wird bei den Kujamaat durch die Esse hervorgerufen (Lepra bekommt ein Dieb oder jemand, der ein Kind verhext, das unter dem Schutz des Schmiedes steht) und durch die Esse geheilt. Analog zum geschmiedeten Eisen verändert sich die schwarze Haut bei der Lepraerkrankung zu Rot und wird nach der Ausheilung wieder schwarz. Der Leprakranke ist seinem Wesen nach eine Hyäne, die in afrikanischen Mythen als hinterhältig, bösartig, das niederträchtigste aller Tiere und doch als heilig vorkommt. In Afrika gilt die Hyäne analog zur europäischen Vorstellung vom Werwolf als „Werhyäne“, das heißt als Mensch, der in eine Hyäne verwandelt Zauberei betreibt. Solche Hyänen kommen etwa in den volksislamischen Vorstellungen der Bedscha und benachbarter Ethnien im Sudan und Äthiopien vor. Man weiß bei den Kujamaat von Hyänen, dass sie den Leichnam eines Leprakranken fressen. Die Beisetzung von Leprakranken geschieht in aller Eile im Busch außerhalb des Dorfes und darf nur von Schmieden durchgeführt werden. Dabei muss, wie beim Nya-Kult in Mali, ein Hund (als Gegenspieler der Hyäne) geopfert werden. Andererseits erhielt im Herkunftsmythos der Mande in Mali der erste Schmied Domajiri, der Schöpfer und Kulturbringer, sein Wissen von einer Hyäne.

#### Besessenheit
In Afrika sind Phänomene der Besessenheit weit verbreitet, diese äußern sich beispielsweise im ostafrikanischen Pepo-Kult. Besessenheit gründet auf der Vorstellung, dass meist böswillige übernatürliche Wesen ungewollt in eine Person eindringen und deren Verhalten und Denken vollständig kontrollieren. Häufig gehört hierzu auch die gewollte, bewusst herbeigeführte Besessenheit, mit deren Hilfe etwa der Wahrsager seine Tätigkeit ausführt. Neben Geistern, die prinzipiell jeden Menschen unabhängig von Alter und Geschlecht befallen können, kennen die Bantu im östlichen und südlichen Afrika eine Berufsbesessenheit mit bestimmten Geistern, die bei Männern nur Jäger und Schmiede, bei Frauen nur Töpferinnen und Friseurinnen betreffen. Über Schmiedegeist-Besessenheit im südlichen Afrika wurde unter anderem von den Dimba, Kuvale, Nhaneca-Humbe (alle in Angola), Ovambo (Namibia) und Shona berichtet. Angehende Berufsschmiede, die mit Hilfe von besitzergreifenden Geistern agieren wollen, durchlaufen bei den Nhaneca-Humbe nach einer Initiationsschulung ein abschließendes Weiheritual. Der Kandidat wird mit Kreide bemalt und es wird ein Tier geopfert, dessen warmes Blut er trinken muss. Während die am Ritual Beteiligten zur Begleitung von Trommeln und Rasseln tanzen und singen, hämmert der Novize mit zuckenden Bewegungen auf den Amboss – ein Zeichen, dass der eingedrungene Geist die Kontrolle übernommen hat. Die initiierten Schmiede (kimbanda) können Wahrsager, Heiler oder meist beides sein. Der besessen machende Geist ist bei den Nhaneca-Humbe meist der Geist eines Ahnen aus der mütterlichen Linie, der zu Lebzeiten ebenfalls kimbanda war. Wenn der Geist erstmals erkannt wird, hält man ihn für die Ursache einer Krankheit, von welcher der Erkrankte nur durch die Initiation zum kimbanda, also durch die Akzeptanz des Geistes, geheilt werden kann.

#### Fipa

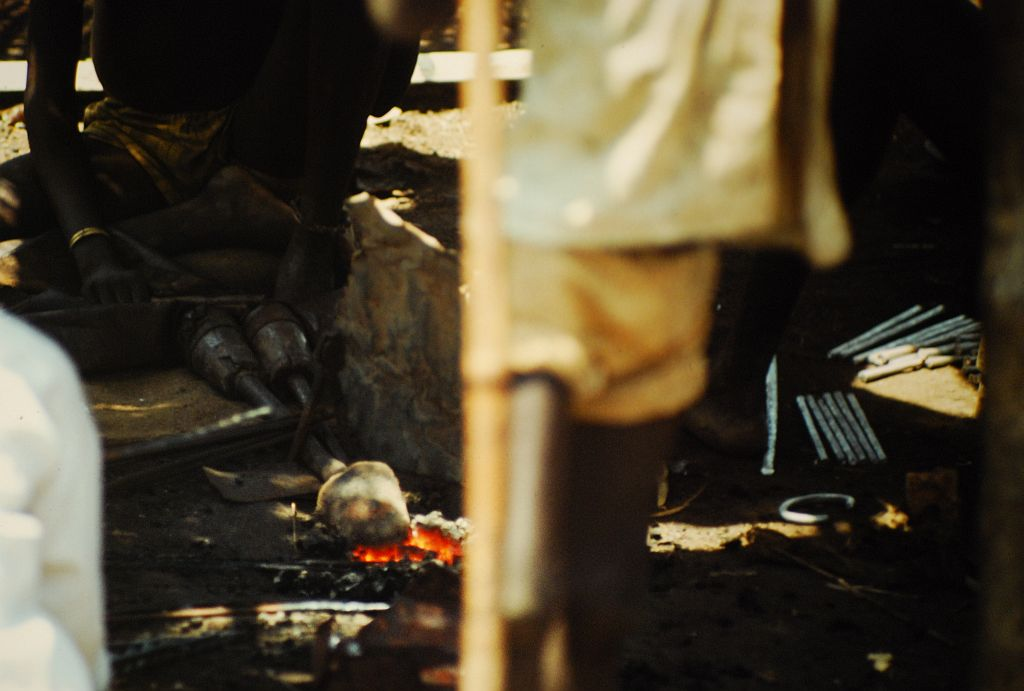
Schmiede eines Dinka mit Holzkohlenfeuer in einer Hütte am Rand von Wau, Südsudan. Links ein Doppelschlauch-Blasebalg, bei dem zwei Ziegenbälge an ein Y-förmiges Rohrstück gebunden sind. Rechts Eisenrohlinge, die zu Speerspitzen (tong) geschmiedet werden.

Die Fipa (Wafipa) in der Region Rukwa im Westen Tansanias wurden besonders gründlich ethnologisch erforscht, weil sie bis in die 1950er Jahre – und damit länger als die meisten anderen Ethnien – ihre traditionelle Eisenverarbeitung praktizierten und hierfür drei bis vier Meter große, in der Landschaft von weitem zu sehende Brennöfen verwendeten, welche die Aufmerksamkeit der Besucher auf sich zogen. Der Fipa-Schmied (Eigenbezeichnung: isiilungu, Oberschmied des Schmiedeclans: umwaami) war nicht nur der technische Leiter, sondern auch der magische Bewacher des gesamten Eisenverarbeitungsprozesses. Wie die Wahrsager besaß er das Privileg, mit den Ahnen in Kontakt zu treten und für sie Tieropfer (Kühe, Ziegen, Hühner) etwa vor dem Bau eines neuen Brennofens durchzuführen. Der umwaami besaß einen Korb (intangala) mit magischen Ingredienzien (ifingila), bestehend aus getrockneten Pflanzenteilen, tierischen Stoffen wie Knochen, Hautstückchen, Zähnen, Haaren und Federn sowie Mineralien und Eisenstücken. Diese garantierten seine spirituelle Kraft, mit der er den Verwandlungsvorgang bei der Eisenbearbeitung und die Abwehr böswilliger Mächte beherrschen konnte. Ein wesentlicher Bestandteil des magischen Korbes war in weiten Teilen des südlichen Afrika eine legendäre Schlange namens nguvwila (auch ingufwila oder injuvila), die zwei bis vier furchtlose Männer in einer waghalsigen Aktion mittels einer speziellen Falle draußen im Busch fangen mussten. Als Köder bedurfte es eines Menschenopfers – nach einer anderen Version der Erzählung ersatzweise eines Hahns. Der als Opfer bestimmte Junge wurde in die aus einem Holzzaun angefertigte, kreisförmige Falle gesperrt. Nach einiger Zeit erschien die Schlange, kroch in das engmaschige Gehege und verschlang den Jungen. Wenn die Männer zurückkehrten, fanden sie die Schlange vor, die so dick geworden war, dass sie nicht mehr fliehen konnte und töteten sie. Jeder Oberschmied erhielt ein kleines Stück dieser Schlange für seinen Korb und vor dem Bau jedes neuen Brennofens wurde ein weiteres Stück nguvwila zusammen mit anderen magischen Objekten an der ausgewählten Stelle im Boden vergraben. Ob die Erzählung einen realen Kern enthält oder nicht, sie verdeutlicht die magische Kraft der Schmiede und erfüllt somit ihre Funktion, Außenstehende abzuschrecken.
Der Besitz der magischen Objekte (intangala) war für den Schmied eine Lizenz, Menschen zu heilen. Seine Befähigung zum Heilen bewies der Schmied dadurch, dass er schmieden konnte. Manchmal fand die Heilungszeremonie vor dem Brennofen statt und das Opfer (Pflanzen, ein Hühnerkopf) wurde im Ofen platziert. Ansonsten diente der freistehende, aus Stampflehm gebaute Brennofen als abgeschiedener Behandlungsraum des Schmied-Heilers. Patient und Heiler zwängten sich durch eine der Öffnungen am Boden in den Brennraum hinein, symbolisch gedeutet als Durchgang durch den Geburtskanal. In vorkolonialer Zeit war eine derartige Verwendung der Brennöfen für Heiler aus dem jeweiligen Schmiedeclan reserviert. Als die Brennöfen ihre technische Funktion allmählich einbüßten, durften sie mitsamt der ihnen anhaftenden magischen Kräfte auch von anderen Heilern benützt werden.

### Mythen vom Ursprung

#### Dogon
Die kosmogonischen Mythen der Dogon sind durch die interpretatorischen Wiedergaben von Marcel Griaule und Germaine Dieterlen bekannt. Die Erschaffung des Universums ist eine unendliche Vergrößerung der Vorgänge, die sich im kleinsten Pflanzensamen (kize uzi, „das kleine Ding“) abspielen, bevor dieser austreibt. Die Entwicklung fand im Urei (aduno tal) statt. Der Schöpfergott Amma teilte das Ei in zwei Plazentas, die jeweils ein Nommo genanntes Zwillingspaar enthalten, von denen jedes wiederum aus einem männlichen und einem weiblichen Prinzip besteht. Die weitere Entwicklung der acht Urgeschöpfe weicht in den zahlreichen Nacherzählungen in manchem ab. Die halbgöttliche Natur des Schmieds tritt deutlich zutage, wenn er zu einem direkten Nachkommen des Nommo erklärt wird. Nommo und der Schmied sind dann Zwillinge, sie sind rot wie Kupfer und bestehen aus rotem Blut. Dies erschließt die magische Kraft des Schmieds, der sich in andere Wesen (Tiere und Pflanzen) verwandeln kann und rechtfertigt das Gebot der Endogamie. Mit Bezug auf den Erschaffungsmythos wird die Metallherstellung durch den Schmied häufig mit sexuellen Begriffen umschrieben. Aus seiner zugedachten Rolle als Lebensspender heraus tritt er als Beschneider auf.
Die Herkunft von Nommo erklärt sich folgendermaßen: Einer der ersten beiden Nommo floh vor der von Amma vorgesehenen Zeit aus dem Ei mit einem abgetrennten Teil aus seiner Plazenta, um selbst eine Welt zu erschaffen. Dieses Yuruga genannte Wesen war von Anfang an allein. Yuruga kehrte in den Himmel zurück, um seine weibliche Nommo zu holen, aber Amma hatte sie bereits anderweitig zugeteilt. Also kehrte Yuruga auf die trockene Erde zurück und begann aus seiner Plazenta fehlerhafte und unreine, weil aus Inzest entstandene Menschen zu erzeugen. Amma brachte die Welt in Ordnung und aus den göttlichen acht Wesen entwickelten sich die gut geratenen Ahnen der Dogon. Yuruga wird hingegen für die Einführung des Todes verantwortlich gemacht. Beim Aufprall auf die Erde verlor der erste Schmied teilweise seine Lebenskraft, ein Mangel, der als Unreinheit aufgefasst wird. Außerdem brach er sich bei dem Aufprall die Gliedmaßen, weshalb seine Gelenke in eine Form wuchsen, die ihn erst zum Schmieden befähigen. Die Dogon erklären den Schmied auch zum Kulturbringer, der von Amma auf die Erde geschickt wurde und aus dem Himmel Hacke, Saatgut, Ackerbau, den Kornspeicher, das Feuer, Metalle, das Schmiedehandwerk, die Jagd, Tiere und Pflanzen mitbrachte.

#### Berber
Bei den Berbern führte der Schmied (Taschelhit amzil, von uzzal, „Eisen“) das Handwerk und den Ackerbau ein, indem seine Schulterblätter oder Nachbildungen davon als die ersten Hacken dienten. Das Wasser, das in Kanälen zu den bewässerten Feldern fließt, wird mit dem Blut des Schmiedes gleichgesetzt. Ein zerstörtes Wasserleitungssystem (im Maghreb Foggara) benötigt wie ein verstorbener Mensch von Trommeln begleitete Tänze, während es wiederhergestellt wird.
In der Oase Touat in der algerischen Sahara erfuhr Viviana Pâques (1964) einen Ursprungsmythos der Berber, der in seiner Struktur von Marokko über Tunesien bis zur libyschen Region Fessan und im Süden bis nach Mali und in den Niger hinein verbreitet ist. Der Körper des kosmischen Schmiedes bildet in zwei unterschiedlichen Vorstellungen das Weltall. Nach der einen bildet sein Kopf die eigentliche Welt und sein Leib (als „Bauch“ bezeichnet) den Schatten der Welt, wo die unterirdischen Geister leben. Beide Sphären verbindet der Hals, der als Weltenbaum mit 17 Ästen oder als dreifache Schlange verstanden wird. Nach der anderen Vorstellung liegt der Körper des Schmiedes ausgestreckt in der hiesigen Welt. Sein Kopf zeigt nach Süden, wie Tote im Grab liegen. Der Stern des Schmiedes ist der im Süden stehende Canopus (arabisch suhail), sein Leib entspricht dem Polarstern (bilādi) und sein Hals den Plejaden (threyyā). Alle Oasen, Gebirge und das gesamte Land gelten als Teile des kosmischen Schmiedes. Der Mythos vom Uropfer des ersten Schmiedes, aus dessen zerstückeltem Körper die Welt gebildet wird, hat ungefähre Parallelen in Asien, etwa mit dem indischen Urmenschen Purusha und mit Ymir in der nordischen Mythologie.

#### Gnawa
Die Gnawa, eine dem Selbstverständnis nach von schwarzafrikanischen Sklaven abstammende Sufi-Bruderschaft in Marokko, überliefern eine sehr komplexe kosmogonische Weltvorstellung, die in einer Reihe von grundlegenden Symbolelementen zum Ausdruck kommt. Die Hauptfigur ist der Schmied, der den ununterbrochenen Kreislauf von Tod und Geburt repräsentiert und als der Unsterbliche gilt. Die Frau des Schmieds ist sein Amboss. Sie fiel als sein Kopf vom Himmel, nachdem der Schmied in einem das kosmische Uropfer darstellenden Akt geköpft worden war. Dieses erste Blutopfer wurde zum mythischen Vorbild für die Beschneidungen. Der gesamte Mythenkomplex wird in einer Zeremonie im Rahmen eines Besessenheitskults erschlossen.
Siehe Hauptartikel: Derdeba.

#### Fessan
In der libyschen Region Fessan ist eine Organisation von Schmieden aktiv, deren Mitglieder überwiegend dem Sufi-Orden der Aissawa angehören und die sich sozio-kulturell ebenso wie die Gnawa und die Teilnehmer an der Stambali-Zeremonie in Tunesien den „schwarzen Bruderschaften“ zurechnen lassen. Diese berufen sich alle auf den Gründer Sidi Bilal. Die Schmiede organisieren (am 27. Tag des Ramadan) in Ghat ein Jahresfest mit Besessenheitstänzen, bei dem sie Trommeln und Flöten spielen, um mit dem Rhythmus die Geister herbeizurufen. Der Höhepunkt des Festes ist ein Tieropfer, das dem Uropfer des kosmischen Schmiedes entspricht. In Ghat führen die Schmiede ihre Herkunft auf zwei Zwillingsbrüder zurück, die einen Urhammer aus dem Sudan mitgebracht haben sollen. Daraus entstanden die beiden exogamen Schmiedegruppen in verschiedenen Stadtvierteln, die sich in ihrem Herkunftsmythos bis auf den Urschmied Dāwūd (David) zurückführen. Unter den verschiedenen Trommeln, die Männer (Röhrentrommeln ganga, dendun, Bechertrommel akkalhal) und Frauen spielen (Bechertrommel abakka), ragt die große Kesseltrommel tobal durch ihre kultische Bedeutung heraus. Sie verkörpert den Bauch des Urschmiedes und ist das Instrument des Schmiedemeisters.

#### Legende vom Riesen Abu Kan’ān im Sudan

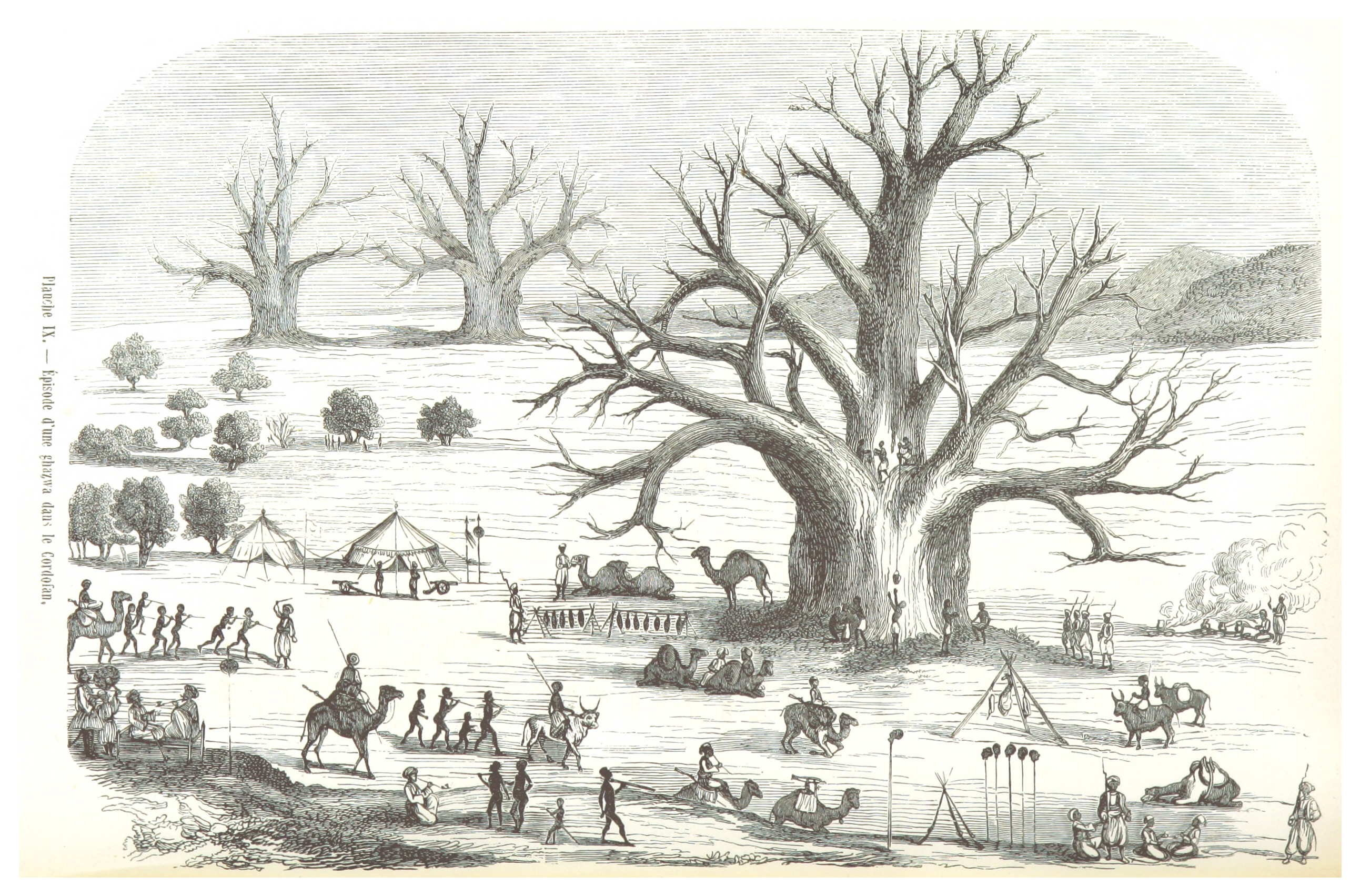
Zeltlager unter Affenbrotbäumen im Sudan. Illustration in: Le Comte D’Escayrac De Lauture: Le désert et le Soudan, Paris 1853.

Majestätisch in der trockenen Sahelzone stehende Affenbrotbäume haben manchmal tiefe Höhlungen im Bereich der abgehenden Hauptäste am Stamm, in denen sich das während der Regenzeit aufgenommene Wasser sammelt. Die nomadischen Beduinen kennen seit Jahrhunderten diesen Wasserspeicher in Notzeiten, genauso wie die Ethnie der Hamar, die in Dar Hamar, einem Gebiet in der sudanesischen Provinz Nord-Kurdufan lebt. Die Hamar kamen einst nach der Legende von Westen, bis sie in ihrer heutigen Heimat Nord-Kurdufan auf einen riesigen Mann namens Abu Kan’ān trafen, der gerade Affenbrotbäume aushöhlte, um in ihnen Wasser zu sammeln. Bald war der Riese aus der Gegend verschwunden. Die Hamar brauchten die von ihm in den Bäumen angelegten Wasservorräte auf, bis nichts mehr übrig war. Nun mussten sie selbst daran gehen und in den Bäumen Zisternen anlegen. Das gelang nach tagelanger Arbeit und so konnten sie bis zur nächsten Regenzeit überleben.
Riesenwuchs ist ein verbreitetes Merkmal heiliger Figuren und wird auch in islamischen Prophetenlegenden überliefert. Die alten Sao in der Umgebung des Tschadsees waren der Legende nach ein Riesengeschlecht und fertigten meterhohe Tonwannen als Trinkbecher. Die Archäologen fanden 1,5 Meter hohe Tonurnen, mit deren Wasserinhalt die Sao vermutlich in der Trockenzeit überleben konnten, eine Kulturparallele zu den Hamar. Obwohl der Riese Abu Kan’ān nicht ausdrücklich als Schmied verstanden wird, so enthält die Legende doch die strukturellen Elemente einer Herkunftslegende von einem Urschmied. Abu ist hier der Beiname für den Typus des Stammvaters. Kan’ān lässt sich auf die biblischen Wanderschmiede „Keniter“ und auf Kain zurückführen. Auch die Schmiede bei den kenianischen Massai werden nach den Kenitern ol kononi genannt, ein von den anderen Massai mit Verachtung ausgesprochenes Wort.

## Kaukasus

### Georgien

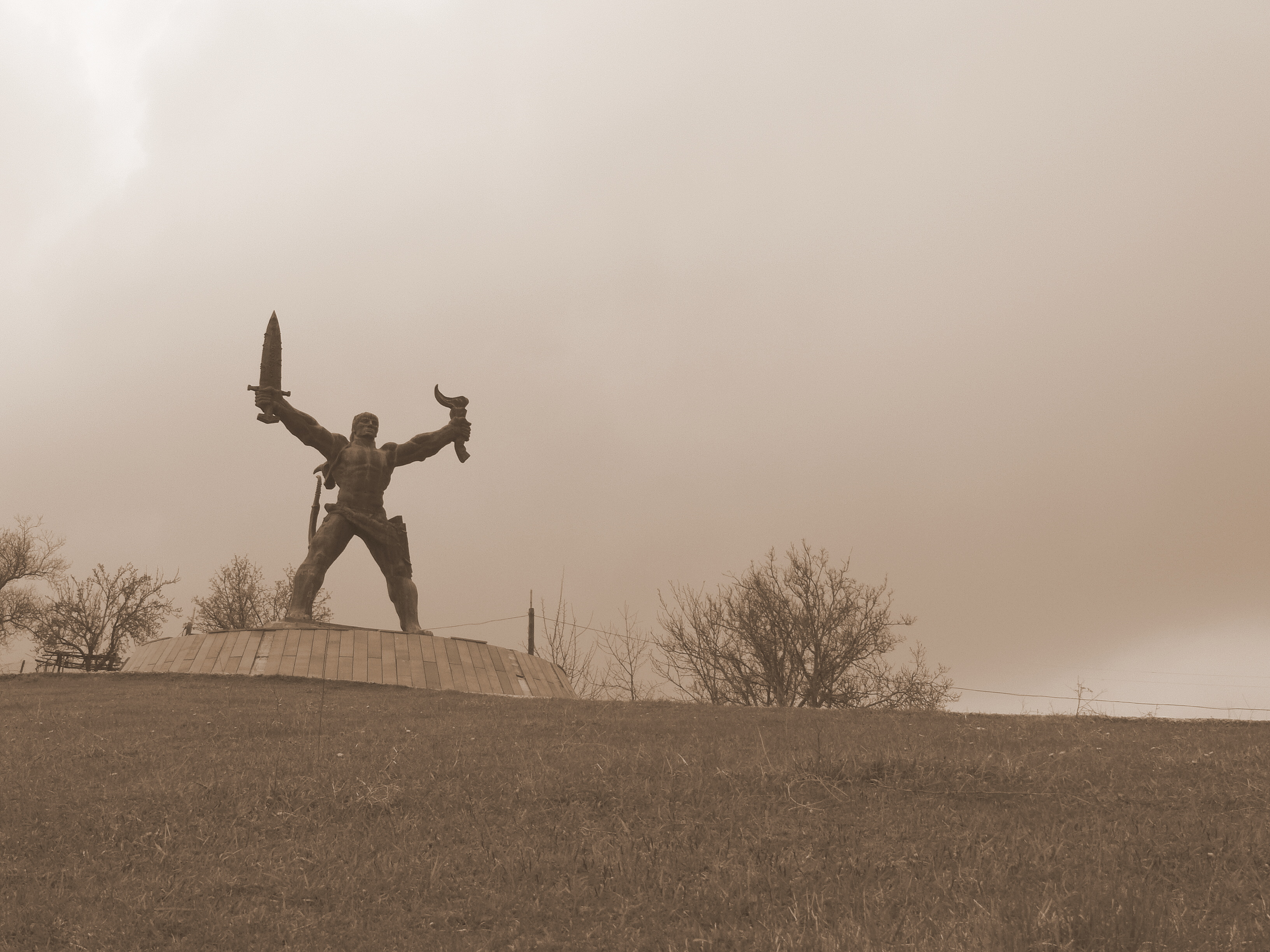
Standbild des Helden Amirani bei Sighnaghi in Ostgeorgien

In der Region Kaukasus sind alte mythologische Vorstellungen überliefert, die in eine Zeit zurückreichen, aus der es keine einheimischen schriftlichen Zeugnisse gibt, sodass sich eine vorchristliche Religion nur bruchstückhaft erschließen lässt. König Trdat III. von Armenien erklärte um 314 das Christentum zur Staatsreligion; wenig später, im Jahr 337, führte Georgien als zweites Land im Kaukasus offiziell das Christentum ein. Die Christianisierung überformte auch die naturreligiösen Gottheiten, deren Kulte wiederum neben der neuen Religion weiterbestanden. Archäologische Zeugnisse (Bronzescheiben mit Zeichen für die umlaufende Sonne) des 2. Jahrtausends v. Chr. verweisen auf einen einstigen Sonnenkult in Georgien. Der griechische Sonnengott war Helios. Einer seiner Söhne, der Aietes hieß, war in der griechischen Mythologie der König von Kolchis, das ein historisches westgeorgisches Reich war und zugleich ein mythisches Reich in der griechischen Argonautensage. Aietes verspricht in der Argonautensage, dem griechischen Helden Iason das Goldene Vlies zu übergeben, wenn es diesem gelingt, mit den vom göttlichen Schmied Hephaistos geschaffenen, erzfüßigen und feuerschnaubenden Stieren die Aresflur, einen riesigen Acker, zu pflügen und Drachenzähne zu säen.
Ein anderer griechischer Mythos, der auf vorhomerische Zeit zurückgeht, handelt vom Helden Amirani, der eine Analogie zu Prometheus darstellt. Amirani ist der Sohn von Dali, einer kaukasischen Jagdgöttin, und einem menschlichen Jäger. Wie Prometheus brachte Amirani den Menschen das Feuer (indem er Kamar, die schöne Tochter des Himmelsgottes und Symbol des himmlischen Feuers, entführte), lehrte den Menschen als Zivilisationsbringer den Gebrauch von Metall und wurde zur Bestrafung an einen Felsen im Kaukasusgebirge geschmiedet. Dort führt der Held einen endlosen Kampf, um sich von seinen Ketten zu befreien. Amiranis vertrauter Hund Kurscha schleckt oder nagt an den Ketten, damit sie dünner werden, aber die Götter senden jedes Jahr Schmiede, um sie zu reparieren. Nach einhelliger Ansicht dürfte der Mythos in der frühen Eisenzeit, die im Kaukasus nach 1000 v. Chr. begann, entstanden sein. Er wurde vielfach vor allem durch Anpassungen nach der Ausbreitung des Christentums modifiziert. So erfolgt die Bestrafung anstatt durch die Götter in manchen Versionen durch Jesus Christus und die Reparatur erledigen die Schmiede mit Schlägen auf ihren Amboss an Gründonnerstag Morgen oder am Tag vor Weihnachten. Amirani und Prometheus lebten vor der Konfrontation mit den Göttern sorgenfrei in einem paradiesischen Urzustand. In der Welt von Amirani sind die Männer Jäger, die sich nach Belieben aus der Natur bedienen; keine Ackerbauern, die für ihr Leben arbeiten müssen. Helden sind keine Familienmenschen. So lässt sich der Mythos als Produkt einer antisozialen, männlichen Phantasie interpretieren.
Bei den Gebirgsvölkern im Norden Georgiens ist der mythische Schmied Pirkuschi bekannt, der für Kopala, den Gott der Blitze, die Waffen herstellt: eine eiserne Keule und einen eisernen Bogen. Ursprünglich war Pirkuschi ein menschlicher Schmied. Wegen seiner großen Schönheit verliebten sich 22 Frauen in ihn und quälten ihn mit ihren Offerten, weshalb er den höchsten Gott Morige Ghmerti, Schöpfer und Bewahrer des Universums bat, ihm ein „hässliches Äußeres“ (georgisch pirkuschi) zu geben. Als Pirkuschi starb, machte ihn Morige Ghmerti zu einer Gottheit.

### Osseten
Zu den alten Bräuchen im Nordkaukasus gehört die „Kette der Herdstelle“ als ein heiliges Objekt der religiösen Verehrung. Sie war eine kunstvoll geschmiedete Eisenkette, die am Kamin über dem Küchenherd hing und eine symbolische Verbindung zwischen Feuer und Nahrung auf der häuslichen Ebene und im Maßstab des Universums eine Verbindung zwischen dem Wohlergehen der Familie und der Welt der Ahnen im Himmel darstellte. Die Herdkette entsprach der kosmischen Säule, die in der nordasiatischen Vorstellung Himmel und Erde verbindet. Zu Beginn der Heiratszeremonie umschreitet die Braut mehrmals die Herdkette; in manchen Regionen tut sie dies zum Abschied, wenn sie ihr Elternhaus verlässt, und ein zweites Mal als Zeichen der Ankunft im Haus des Bräutigams.
Die bedeutendste ossetische Gottheit war Safa, der Schutzgeist der Kette und des häuslichen Herdes. Eltern erbaten bis in die Mitte des 19. Jahrhunderts von Safa Schutz für ihre Kinder, indem sie sie zu Bett brachten und ihnen beim Einschlafen mit einer Hand den Kopf streichelten und mit der anderen Hand die Herdkette berührten. Um einen Eid zu leisten, hielt man die Kette fest und rief währenddessen den Schmied. Am dritten Tag des Fastenzeit brachten die Eltern kleine Eisenstücke zum Schmied, die dieser zum Glühen brachte. Waren die Teile erkaltet, füllten sie die Eltern zusammen mit etwas Seide, Watte und Sperlingskot in ein Säckchen, das als Amulett um den Hals des Kindes gehängt wurde.
Der Schmied der Götter bei den Osseten ist Kurdalægon. Er lebt im Himmel oder im Totenreich, wo er Hufeisen für die Pferde der verstorbenen Menschen herstellt. Die Bestattungsriten sind darauf abgestellt, dass der Verstorbene vor seiner Jenseitsreise Kurdalægon besuchen soll, der ihm für sein Pferd Hufbeschläge und Zaumzeug schmieden wird. Der Name Kurdalægon ist aus Kurd-Ala-Uærgon verschmolzen, wobei Kurd als „Schmied“ übersetzt und Ala auf „Alanen“ bezogen wird, ein prähistorisches Volk, das als Vorläufer der Osseten gilt. Uærgon wird als Eigenname verstanden, Uælarvon heißt „der Himmlische“. Folglich bedeutet der Name „der alanische Schmied Uærgon“. Alæg ist auch als Eigenname einer der drei Narten-Familien aufzufassen, ein mythisches Volk im Kaukasus, das in vielen Sagen auftaucht. Elemente des Nartenepos bieten sich zum Vergleich mit altarmenischen Geschichtsquellen an. Kurdalægon kommt in den Mythen als Schmied vor, der in seiner Schmiede den Körper des größten Kriegers der Narten, Batraz, so hart wie Stahl gemacht hat. Den verletzten Schädel eines Helden hat Kurdalægon aus Gold wiederhergestellt.

### Abchasen
Bei den Abchasen ist Schosschu der Schutzgott der Schmiede und Metallhandwerker. Auf seinen Namen und über seinem Symbol, dem Amboss, wurden Eide abgelegt und Versprechungen gemacht. Das Fest des Schosschu feierte man am letzten Tag des Jahres. An diesem Tag opferten der Schmied ein Kalb oder ein Schaf und seine Frau so viele Hühner wie die Familie Mitglieder zählte. Leber und Herz aller Tiere wurden gesondert von den anderen Speisen geröstet, dazu buk die Frau Weizenkuchen. Waren die Speisen angeordnet, legte der Schmied sein Werkzeug auf den Amboss, zündete eine Kerze an und warf Stücke vom Kuchen und von den Innereien auf die glühende Kohle. In einer Anrufung Schosschus bat er, dass niemand in seiner Familie erkranken möge. Dann trinkt jedes Familienmitglied einen Schluck von einem dem Schutzgott geweihten Wein, bevor sich alle zu einem großen, die ganze Nacht dauernden Festgelage setzen.

### Tscherkessen
Ein Mythos der Tscherkessen handelt vom langbärtigen Helden Nasren-Zhache (oder Nesren), der die Götter beleidigte und deswegen analog zu Prometheus und Amirani an einen Felsen am Gipfel des Oschchomacho („Berg des Glücks“, der Elburs) gefesselt wurde. Wie bei Prometheus hackt ein Adler tagsüber die Leber aus, die nachts nachwächst. Jedoch unterstützt der Held Bataraz Nasren bei seinem Aufstand gegen die Götter. Bataraz überwältigt die Bewacher Nasrens und befreit den Angeketteten. Im entsprechenden Mythos der Abchasen fordert der unbesiegbare Held Abrskil den höchsten Gott heraus, der ihn zusammen mit seinem Pferd in einer Höhle einsperrt und an einen Eisenpfosten nagelt. Abrskil reißt heftig an dem Pfeiler, bis dieser wackelt. Immer kurz bevor er den Pfeiler freibekommt, setzt sich ein kleiner Vogel oben auf die Spitze. Der Held nimmt seinen schweren Hammer, um den Vogel zu treffen und rammt dadurch den Pfeiler wieder fest in den Boden.
Der tscherkessische Gott des Eisens, der Waffen und der Schutzpatron der Schmiede ist Tleps. Er entspricht dem ossetischen Safa und dem abchasischen Schosschu. Auf ihn leistete man Eide. Er schmiedete Schwerter, die eiserne Berge durchschlagen konnten.

### Armenien

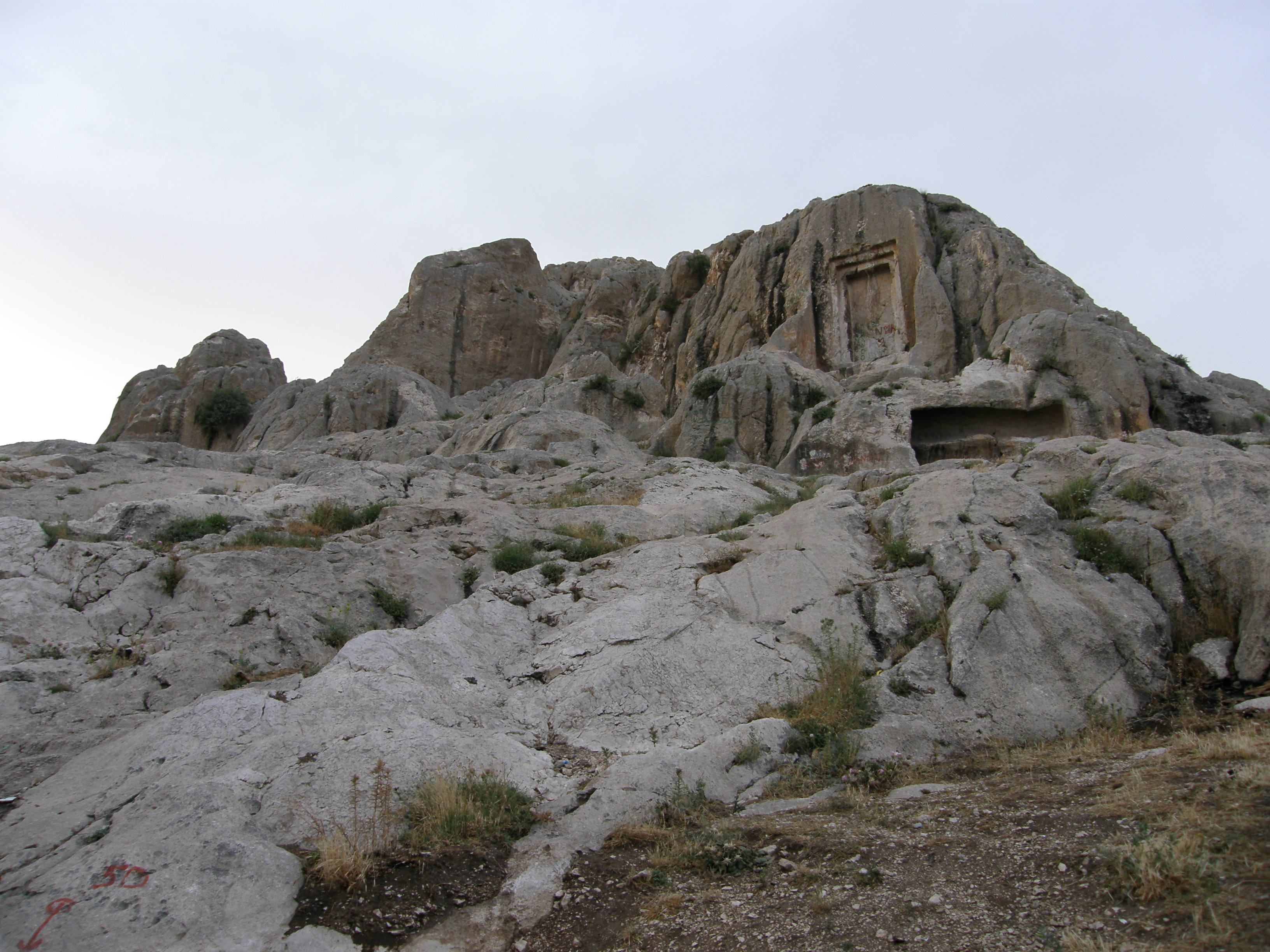
Hinter dieser Felstür soll der armenische Held Mher eingesperrt sein, bis er eines Tages herauskommen und auf seinem Pferd davonreiten wird. Tušpa, ehemalige Hauptstadt des Urartäischen Reiches in der Osttürkei.

Zu den kaukasischen Heldenfiguren vom Schlag eines Prometheus, die wegen ihrer Untaten an einen Felsen gekettet oder in einer Felsenhöhle eingesperrt büßen müssen, bis sie schließlich erlöst, befreit, wiedergeboren werden, gehören außer dem georgischen Amirani, dem tscherkessischen Nasren und dem abchasischen Abrskil der ossetische Artawyn. Er stellt eine Variante des armenischen Artawazd dar. Artawazd, Sohn des armenischen Königs Artaxias I. und der alanischen Prinzessin Satenik soll, so will es der armenische Geschichtsschreiber Moses von Choren (5. Jahrhundert n. Chr.) in Erfahrung gebracht haben, von seinem Vater verflucht worden sein. Artawazd endete in einer Höhle, gefesselt mit eisernen Ketten. Zwei Hunde nagten täglich an seinen Ketten und Artawazd versuchte sich zu befreien, um aus Rache die Welt zu zerstören. Aber die Ketten wurden ständig durch die Schläge der Schmiede instand gesetzt. Gemäß dieser Legende schlagen bis heute armenische Schmiede am ersten Tag der Woche (Sonntag) drei bis vier Mal auf ihren Amboss; mit dem Gedanken, die Ketten des Artawazd zu festigen. Die Reihe erweitert der armenische Held Mher, eine legendenhafte Übertragung des armenischen Sonnengottes Mihr, der wiederum zum iranischen Mithra gehört.
Zum Topos „Geburt aus einem Stein“ lassen sich Figuren des Nartenepos ergänzen: der abchasische Sasryqwa, der tscherkessische Sosruqo, der ossetische Sozyryqo oder Soslan und bei den Nachisch-Sprechern Söska-Solsa. Auch der urartäische Gott Ḫaldi ist aus einem Felsen geboren. Seit alter Zeit standen die Götterkulte vom Kaukasus über das Armenische Hochland bis in den Iran miteinander in Verbindung.
Die Waffenherstellung oblag in altarmenischer Zeit dem Eisenschmied, während der Kupferschmied dekorative Gegenstände und Ritualobjekte aus Kupfer herstellte. Moses von Choren teilt mit, wie der Eisenschmied „allesbesiegende“ Waffen anzufertigen hatte. Anstatt das glühende Eisen im Wasser zu härten, musste es in das Blut von Reptilien und Drachen getaucht werden. In den armenischen Mythen ist der Schmied der gottähnliche Erschaffer von Waffen, die Helden im Kampf gegen Dämonen gebrauchen. Der Schmied konnte aus dem Feuer das teuflische Element herausfiltern und mit dem verbleibenden, reinen göttlichen Feuer magische Waffen schmieden. Mit den Hammerschlägen tötete er die teuflischen Kräfte, die sich der Formgebung widersetzten.
Die Rituale um den Schmied und seine Werkstatt, die aus der altarmenischen Tradition bis in den christlichen Volksglauben des 20. Jahrhunderts gelangten, sind von exemplarischem Charakter. Solange es Schmiedehandwerker gab, gehörte zu den gefestigten Anschauungen und Ritualhandlungen, dass der Amboss in der Mitte stehen musste. Er galt als heilig, kein Besucher durfte sich dagegen lehnen. Wenn eine neue Werkstatt eingerichtet wurde, opferte der Schmied eine Taube und machte mit ihrem Blut ein Kreuz auf den Amboss. In Gjumri wurde der Brauch, neugeborene Kinder auf den Amboss zu legen und vom Schmied segnen zu lassen, in modernisierter Form bis Ende des 20. Jahrhunderts beibehalten: Eltern brachten ihren Säugling, um ihn vor der Esse fotografieren zu lassen.
In den Tagen vor Ostern war der Schmied in mehrfacher Weise gefragt, vor allem, um als „Waffen“ zu verwendende Nägel herzustellen. Nach dem Volksglauben hielt sich der Verräter Judas am Boden auf, als Jesus ans Kreuz geschlagen war. Am Boden war Judas im Bund mit Teufeln und Dämonen, die dort herumschwirrten. Sich diese Szene vorstellend schlugen die Gläubigen in den Dörfern die geschmiedeten Nägel in den Boden, um die Augen des Judas auszustechen und mit dieser Strafaktion all das Böse, für das Judas stand, zu vertreiben. Solcherart magisch aufgeladene Nägel konnte der Schmied nur in der Nacht von Gründonnerstag auf Karfreitag anfertigen.

## Iranische Mythologie
In der iranischen Mythologie ist Kaveh Ahangar („Kaveh der Schmied“) aus Isfahan einer der berühmtesten Helden, weil er ein Symbol für die Befreiung der Iranier von der Unterdrückung durch den Herrscher Azhi Dahaka geworden ist. Jede Nacht, so heißt es in der Erzählung, müssen zwei Menschen getötet werden, damit aus ihren Gehirnen ein Gericht für die aus den Schultern Azhi Dahakas gewachsenen Schlangen hergestellt wird. Den beiden Köchen Armayil und Garmayil gelingt es, den Herrscher zu täuschen und ihm nur ein Gehirn zu servieren, um eines der beiden Opfer zu retten. Eines Tages zettelt der Schmied Kaveh einen Aufstand gegen den Tyrannen an und steckt sein Schurzfell an eine Stange, das zum Reichsbanner Dirafš-e Kāwyānī („Kāwyānī-Fahne“) wird. Das Banner hat die Form der Standarte, die auf den Münzen der Könige von Persis unter arsakidischer Herrschaft abgebildet ist.
Firdausi erzählt die Geschichte im 10. Jahrhundert in seinem Werk Schāhnāme so, dass Fereydūn den Aufstand organisiert. Der Aufstand endet mit der Tötung des Azhi Dahaka und der Inthronisierung Fereydūns zum Schah. Neben dem für die persische Nation identitätsstiftenden Symbolgehalt verkörpert der Befreiungsakt ein universales Ereignis. Im Mythos bedeutet er den Wandel von der dämonischen zur menschlichen Macht und in der Menschheitsgeschichte den evolutionären Übergang von der Steinzeit in die Zeit der Metallverarbeitung. Bei der Überwältigung des Dämons kommt dem Schmied seine magische Kraft zugute, während Fereydūn die Stabilität der Zivilisation garantiert.

## Türkische Mythologie
Vor der Zeit der Kök-Türken, die von der Mitte des 6. bis zur Mitte des 8. Jahrhunderts in Zentralasien einen Verband nomadischer Stämme bildeten, gab es einen Stamm der Türk, der ein Vasall der ab dem 5. Jahrhundert bestehenden Stammesföderation der Rouran war. Von diesem ersten, historisch greifbaren Türkstamm ist ansonsten nichts bekannt, außer dass sie Schmiede waren und dass Schmiede bereits zu jener Zeit mit Schamanen in Beziehung standen. Die magische Verbindung zwischen Schmied und Schamane, die beide in einer Erbtradition stehen, ist ein Element nordasiatischer Vorstellungen. Nach der neunten Generation soll bei den Jakuten im Osten Sibiriens ein Schmied im Besitz magischer Fähigkeiten sein. Praktiziert der Schmied jedoch schamanische Rituale ohne eine hinreichend lange Reihe von Schmiede-Vorfahren, so wird ein Vogel mit gekrümmtem Schnabel auftauchen und sein Herz in Stücke zerreißen, es sei denn, er ist von allen Seiten von Feuer umgeben. Solche Schmiede-Schamanen haben Werkzeuge, so heißt es, die von Geisterhand bewegt selbsttätig hämmern können. Wenn also ein Schamane zum Unterweltsgott Erlik (Erlik Khan) hinabsteigt, hört er metallische Schläge.
Schmiede stehen bei allen Völkern in Sibirien in hohem Ansehen. Sie folgen einer Berufung oder treten das Erbe ihres Vaters an, müssen jedoch in ihren Beruf initiiert werden, um unter den Schutz spezieller Geister zu kommen. Gemäß jakutischer Vorstellung waren dereinst Schmied, Schamane und Töpfer Brüder. Weil der Schmied zuerst geboren wurde, kann er die Seele des Schamanen verbrennen, aber der als Zweiter geborene Schamane kann nicht den Tod des Schmieds verursachen. Der Urschmied Kudai Bakshi (auch K’daai Maqsin), die Schutzgottheit der Schmiede, übergibt den Schmieden die Befähigung zu ihrem Handwerk. Kudai Bakshi lebt in einem von Flammen umgebenen Haus aus Eisen. Er besitzt auch die Fähigkeit zu heilen, insbesondere kann er die gebrochenen Knochen von Helden flicken. In einer Erzählung ist der Schmied in der jenseitigen Welt an der Initiation der berühmten Schamanen beteiligt und härtet ihre Seelen, so wie er Eisen härtet. Ein jakutisches Sprichwort fasst ihre Beziehung zusammen: „Schmiede und Schamanen sind aus demselben Nest.“ In Jakutien stellen nur Schmiede die eiserne Bügelmaultrommel qopuz her, daher ist es möglich, dass diese früher wie bei den Mongolen auch bei den Jakuten eine der Schamanentrommel entsprechende, magische Bedeutung besaß.
Der Schmied bearbeitet ein Material, das Turkvölker zu allen Zeiten verehrt haben. Man hält Eisen für einen heiligen (ulu, „großen“) Stoff, so heißt es im Wörterbuch des Mahmud al-Kāschgharī, Dīwān Lughāt at-Turk („Sammlung der Sprachen der Türken“), aus dem 11. Jahrhundert. Wird ein auf den Säbel abgelegter Eid gebrochen, so wird dies durch das Eisen geahndet, aus dem der Säbel besteht. Der türkische Erzählzyklus Dede Korkut enthält Eidesschwüre auf den Säbel. Im Brauchtum der Türken haben sich einige Gebote im Umgang mit Eisen überliefert, die vor Schaden bewahren sollen. In türkischen Legenden kommen Schmiede mit magischen Fähigkeiten nicht als Handwerker, sondern nur als schmiedende Heilige vor, etwa dergestalt, dass einer mit der nackten Faust glühendes Eisen bearbeitet.

## Mongolische Mythologie
Von Mongolisch temür, „Eisen“, ist vermutlich Temüdschin, der ursprüngliche Name Dschingis Khans abgeleitet. Dschingis Khan wird als Beschützer der Schmiede verehrt, seine Familienmitglieder gelten nach lamaistischer Tradition als Schöpfer des Feuers. Das mongolische Wort für „Schmied“, darchan, bedeutet nachgeordnet auch „jemand, der von der Steuer befreit ist“, das heißt ein „Privilegierter“. Das Wort kommt als alter Titel in mehreren zentralasiatischen Sprachen vor, darunter alttürkisch tarqan, bis hin zu russisch тархан. Unter Dschingis Khan verstand man mit darchan nicht nur die Schmiede, sondern darüber hinaus die privilegierten, von der Steuer befreiten Gesellschaftsschichten. Aus der Darchan-Sippe stammen die mächtigsten Schamanen der mongolischen Burjaten in Sibirien. Nach dem Plural darchad nannten sich einige mongolische Volksgruppen, die nur einzelne Steuern, etwa für die Jagdbeute, bezahlen mussten. Der Lebensraum der heutigen Darchan ist die nach ihnen benannte Darchan-Senke in der Provinz Chöwsgöl in der Mongolei.
Mongolisch tengri (oder tengeri) bezog sich ursprünglich auf den „Himmel“ als die Naturerscheinung. Zur Zeit der Gründung des Mongolischen Reichs wurde der allwissend und allmächtig gedachte Himmel in einem animistischen Glaubenssystem zunächst zu einem „Herr des Himmels“ personifiziert, bis daraus die in den burjatischen Mythen genannte Anzahl der 99 Tengri wurde. Von diesen gehören 55 zu den guten, Weißen Tengri des Westens und 44 zu den übelwollenden, Schwarzen Tengri des Ostens.
Die Weißen Tengri sandten den himmlischen Schmied Boschintoi zusammen mit seiner Tochter und neun Söhnen auf die Erde, um den Menschen, genauer den Urahnen der Schmiedeclans, die Metallbearbeitung beizubringen. In einem alten Ritual opferten die Schmiede ein Pferd, schnitten es auf und nahmen das Herz heraus. Die Seele des Tieres sollte mit dem Himmelsschmied wiedervereint werden. Die 99 namentlich bekannten Tengri wurden nach ihrer Funktion in – bei den einzelnen mongolischen Stämmen teilweise unterschiedliche – Gruppen eingeteilt. Die Weißen Tengri verkörpern Aspekte des Himmels, des Wetters, der Fruchtbarkeit und zwei weitere den Schutz der Schamanen und Schmiede: Der Daiban Chöchö Tengri („Daiban blauer Tengri“) ist der Beschützer der westlichen „weißen Schmiede“, die ihr Handwerk von Boschintoi gelernt haben, und Bolur Sagan Tengri („Kristallweißer Tengri“) beschützt die „weißen Schamanen“.
Die bösen Schwarzen Tengri sandten sieben Brüder auf die Erde, die ihr Schmiedehandwerk den ersten „schwarzen Schmieden“ (kara-darchad) beibrachten. Die weißen und die schwarzen Schmiede wohnen immer noch im Himmel, stehen aber in der Hierarchie unterhalb der Götter. Die eine Tochter Boschintois, Ejlik Mulak (Eelig-meelig), warf nach einer Legende den Menschen das Feuer vom Himmel.
Aus den Seelen der „weißen Schmiede“ wurden die Weißen Zayaan, aus den Seelen der „schwarzen Schmiede“ die Schwarzen Zayaan. Burjatisch zayaan, kalmückisch zayaa („Weißer Geist“, „Beschützer“) und mongolisch jayaghan („Schicksal“) heißen die Schutzgeister der Menschen und ihrer Besitztümer. Jeder Mensch hat einen eigenen Beschützer. Die Zayaan können jedoch auch feindselig auftreten. Die Weißen Zayaan wurde als Vernichter der bösen Krankheitsgeister verehrt.
Burjatisch ezen, mongolisch ejen, sind die Geisterherren von Gebieten, Orten, Gewässern, Vieh und aller Dinge. Dazu gehören auch die aus den neun Söhnen Boschintois hervorgegangenen Ezen des Schmiedens und der Schmiedehandwerke: der Herr der Kessel, des Hammers, der Zangen, des Blasebalgs, der Feile, des Meißels, des Ambosses, der Weißen Zeremonie und der Zeremonie Tarim. In einem anderen burjatischen Mythos ist der erste Schmied der „aus dem westlichen Himmel entstammende Dadaga chara darchan“, der 73 Söhne hatte. Für Boschintoi gossen die Schmiede der Burjaten Kumys in die glühende Esse und opferten gelegentlich ein Lamm.
Das Sternbild Großer Bär heißt mongolisch dologan ebügen („Sieben Alte“), unter den weiteren Benennungen findet sich auch kalmückisch doloon darchan („Sieben Schmiede“). Nach dem auf diesen Namen bezogenen Entstehungsmythos im Gesar-Epos wurden die sieben Söhne des Himmelsschmieds, die selbst Schmiede waren, getötet, um aus ihren Schädeln Becher für die Urahnin der westlichen Weißen Tengri, Manzan Gürme, herzustellen. Diese trank daraus und warf berauscht die Becher zum Himmel hinauf. Die sieben Schmiedesöhne wurden zu Beschützern aller Schmiede.
In den verwandten tungusischen Mythen kommt häufig das Wort sele, „Eisen“ vor, denn es tauchen darin eine Reihe von Eisernen Helden der Unterwelt auf, die nach ihrer Beschaffenheit benannt sind: Selergun, Selemege (der in einem sibirischen Märchen Eisen aß), Selontur, Selemtun und weitere. Bei einem Eisernen Helden kann der Körper gänzlich aus Eisen bestehen. Die Geburt eines Eisernen Helden kann nicht auf natürlichem Weg erfolgen, seiner Mutter muss der Bauch aufgeschnitten werden. In einem Mythos fertigt ein Schmied, dessen Frau die Erdmutter ist, aus einer Schamanin einen Eisernen Helden. Torontai ist der taubstumme Schmied und der Sohn des Gevan, des Geistes der aufgehenden Sonne.

## Kasten im Hindukusch
Die Hochgebirgsregion des Hindukusch erstreckt sich über den Nordosten Afghanistans und den Norden Pakistans. Die schwer zugängliche Region Kafiristan südlich der Hauptketten des Hindukusch war bis zu ihrer späten, erst kurz vor 1900 erfolgten Eroberung und nachfolgenden Islamisierung durch das Emirat Afghanistan ein kulturell isoliertes „Land der Ungläubigen“, in welchem sich Reste einheimischen Volksglaubens aus verschiedenen Zeiten erhalten hatten, mit Naturgöttern und Elementen, die zu Vergleichen mit altindischen Vorstellungen führten. Bei den Nuristani-Sprachgruppen Kati und Prasun im Norden des Gebietes gab es einen Gott Mon oder Mandi, der als das vom obersten Gott Imra oder Mara zuerst erschaffene Geschöpf galt. In einer Erzählung wird der Bruder Mons als der erste Schmied bezeichnet, der wegen einer Tabuverletzung vom Himmel auf die Erde verjagt worden sei. Der Name Mandi wird auf Sanskrit Maha(n)deva („großer Gott“) zurückgeführt, in altindischen Texten war dies zunächst ein Ehrentitel für Götter, der später ein Beiname Shivas wurde. Andere Verbindungen wurden zwischen der kafirischen Glaubenswelt und den altiranischen Religionen hergestellt.
Beziehungen gibt es ebenfalls in der Sozialordnung. Englische Kolonialoffiziere fanden in der zweiten Hälfte des 19. Jahrhunderts bei den islamisierten Dardvölkern Nordpakistans (im Gebiet Dardistan) ein System endogamer Kasten, das sie bereits aus dem hinduistischen Indien kannten. In Chitral existierte eine Ashimadek genannte Oberschicht, die vermutlich in der Nachfolge nordostiranischer Eroberer entstanden war. Dadurch wurden die Bauern zu einer Steuern zahlenden, passiven Schicht degradiert. Unter den Bauern folgten die Handwerker, zu ihnen gehörten die höher gestellten Töpfer und Tischler und die niedrigste Schicht der Dom (Musiker) und Mochi (Schmiede). Musiker und Schmiede waren von allen anderen verachtete Kasten, die nur untereinander heiraten konnten. Dies gilt auch für die Schmiede (akhcer), Töpfer (kulal) und Dom von Dardistan.
Die Stellung der Schmiede am unteren Rand von vier Hauptkasten trifft auch auf Baltistan und einige andere Gebirgsregionen zu. Der Ausdruck „Kaste“ steht lediglich für Gruppen mit unterschiedlichen Berufen in Verbindung mit Reinheitsgeboten. Mit den Eigenschaften und Bräuchen hinduistischer Kasten in Indien haben diejenigen des Hindukusch wenig gemein. So lässt sich etwa mit der Wirtschaftsform in den Gebirgstälern die Verehrung der Ziege erklären, während die in Indien heilige Kuh von der obersten Kaste (in Gilgit die Shin) für unrein erklärt und gemieden wird.
Karl Jettmar fand 1955/56 in Tangir in Baltistan eine ganz andere soziale Situation bei den Schmieden. Hier lagen wehrhaft ausgebaute Gehöfte zwischen den Feldern, in denen die Mehrheit der untereinander in Fehden verstrickten Bergbevölkerung lebte. Die ehemaligen Dorfhäuser waren weitgehend verlassen, nur die Schmiede waren weiterhin in der Nähe der Moschee ansässig. Die praktische Erklärung war, dass der Schmied Arbeitskräfte benötigt und diese am ehesten unter den Moscheebesuchern anwerben kann. Die zweite, wohl wesentlichere Erklärung war, dass Schmiede und Moschee als heilige Gebäude zusammengehörten und dass der erste Schmied ein Enkel des Propheten gewesen sei. Weil die Schmiede vom Propheten Dāwūd abstammen, von dem gesagt wird, er habe kaltes Eisen mit der Hand formen können, so bilden sie bei den Darden in dieser Region mit der hoch stehenden Kaste der Sayyid, die sich auf den Propheten Mohammed zurückführen, eine ungewöhnliche Heiratsgemeinschaft.
Mit dieser Sozialstellung gehen einige Reinheitsgebote und Rituale der Schmiede einher. Wenn der Schmied mit der Arbeit beginnt, vertreibt er zuerst mit drei Schlägen auf den Amboss die bösen Geister und ruft dabei den Namen des Propheten Dāwūd an. Frauen dürfen nicht in die Nähe des als heilig geltenden Schmiedefeuers kommen. Das Wasser im Abkühlbecken neben der Esse wird als Heilmittel gegen jede Krankheit getrunken. Der Schmied führt kleine chirurgische Eingriffe durch. Während das an einem Freitag im Jahr für Dāwūd durchgeführte Ziegenopfer, bei dem die Schmiedeeinrichtung mit dem Blut des Tieres besprengt wird, wohl einen lokalen Brauch darstellt, gehören die Schläge auf den Amboss zu einer weit verbreiteten Tradition. Auch in Europa begann der Schmied mit dem „kalten Schlag“ am Morgen seine Arbeit. Untersuchungen ergaben, dass die Schmiede von Tangir auf eingewanderte Paschtunen zurückgehen, also aus der iranischen Sprach- und Kulturregion stammen. Paschtunen und Sayyids erfreuen sich stets einer hohen sozialen Stellung.

## Zeremonialdolch in Indonesien

### Candi Sukuh

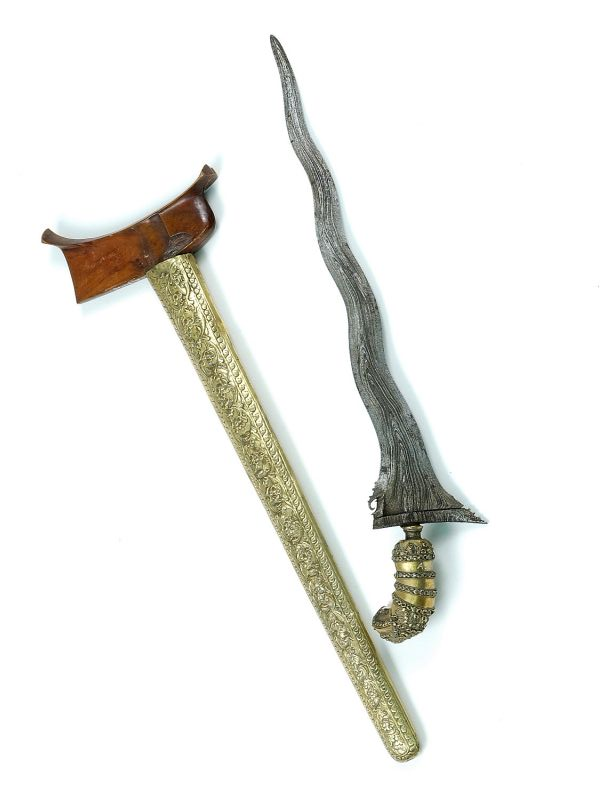
Keris mit Scheide. Tropenmuseum, Amsterdam, vor 1920.

Der keris ist auf den Inseln Java und Bali ein kunstvoll gefertigter Dolch, der nicht nur früher als Waffe diente, sondern in erster Linie als Familienerbe bewahrt wird und ein rituelles Objekt darstellt, in dem die Kraft der Ahnen erhalten ist. Von der höfischen Kultur des Majapahit-Reiches im 14. und 15. Jahrhundert ausgehend breitete sich der Dolch als magisches Symbol in Indonesien und auf dem Malaiischen Archipel von Thailand bis zu den Philippinen aus. Bei Zeremonien und offiziellen Ereignissen, die zur traditionellen Kultur gehören, repräsentiert der keris die Persönlichkeit seines Besitzers. Die besondere Eigenschaft hängt mit dem Material Eisen zusammen, aus dem die Klinge gefertigt ist und das in Indonesien als mit magischer Kraft aufgeladen gilt. Daher gehörten die Schmiede (indonesisch pandé, pandai, „klug“, „geschickt“, „fähig“ und „[Schmiede-]Meister“), die an den Herrscherhäusern angestellt waren, zu den angesehensten Handwerkern. Dort schmiedeten sie neben keris auch andere Waffen, Geräte für den Ackerbau und für den Haushalt. Um für seinen adligen Auftraggeber eine besonders wirkmächtige Waffe herzustellen, musste der Schmied den Beginn seiner Arbeit auf einen günstigen Tag legen und regelmäßig Opfer bringen.
Ihre Fähigkeiten begründen die balinesischen Schmiede mit ihrer Abstammungsgruppe, die sie auf den Stammvater der Schmiede, Gott Brahma, zurückführt. Der erste Schmied war demnach Brahma Wisesa, eine Inkarnation Brahmas, der als frommer Einsiedler in den Bergen lebte und mit seiner Faust Eisen schmiedete. Bei der Analyse des balinesischen Kastensystems zeigt sich, dass die Stellung der Schmiede von Java und Bali auf eine sehr alte Gesellschaftsordnung, die vor der Einführung des Hinduismus auf Bali existierte, zurückgeht und auf der einstigen Verehrung eines Feuergottes basiert. Die Schmiede auf Bali praktizieren Reinheitsgebote, mit denen sie sich von der Kaste der Brahmanen abgrenzen. Sie verwenden für rituelle Zwecke nicht das heilige Wasser der Brahmanen, sondern stellen eigenes heiliges Wasser her. Sie dürfen auch nicht die Unterstützung von Brahmanen bei religiösen Zeremonien in Anspruch nehmen. Wesentlich für die Rituale beim Schmieden und für die Totenrituale der Schmiede sind gesprochene heilige Worte (Mantras). Schmiede sind auf Bali die einzige Handwerkergruppe, die im Pura Besakih, dem heiligsten Tempel der Insel, einen eigenen Schrein besitzt.

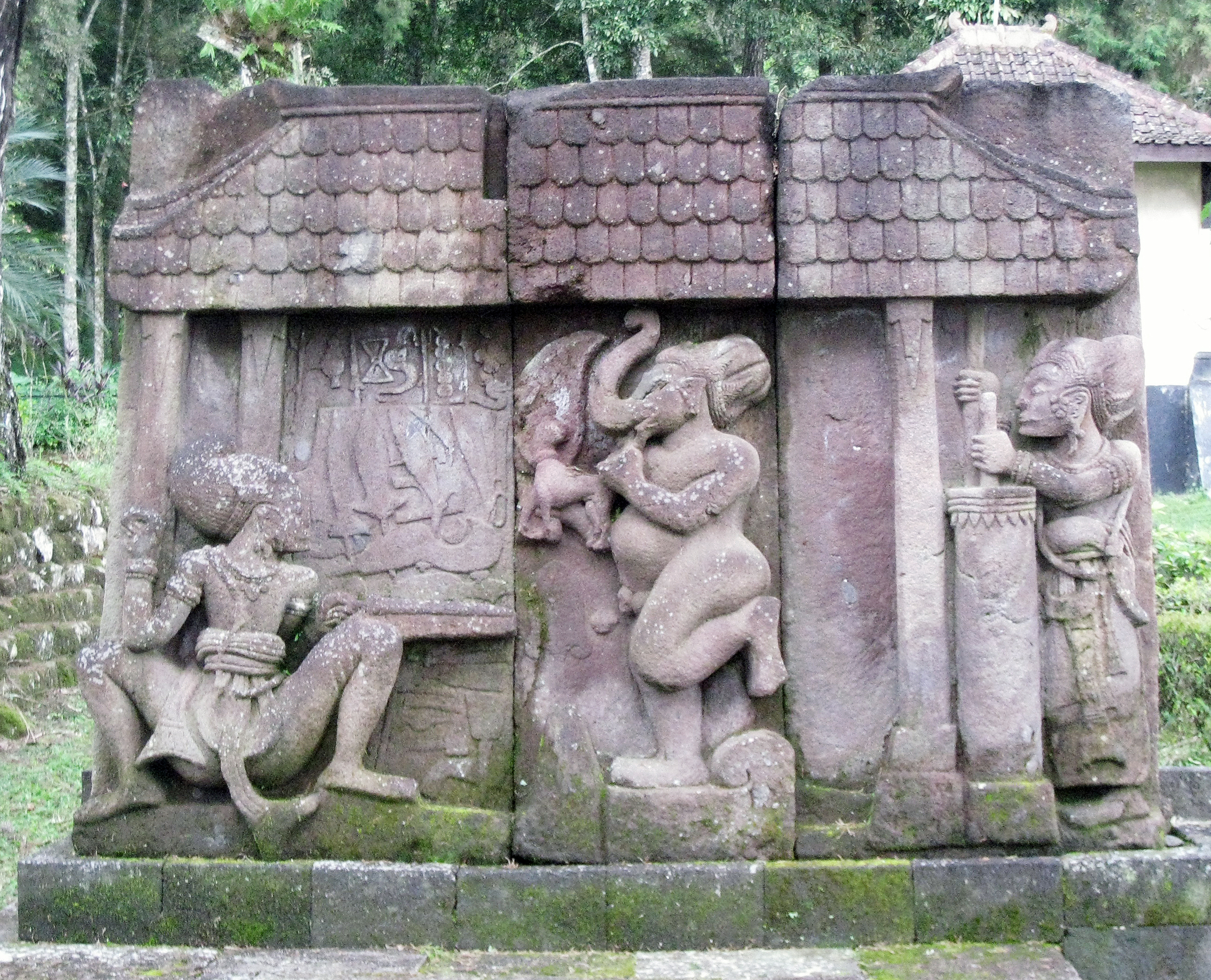
Wandrelief am Candi Sukuh auf Java aus dem 15. Jahrhundert. Links ein Schmied als indischer Held Bhima, Mitte tanzender Gott Ganesha, rechts Schmiedehelfer am Blasebalg.

Eisen und seine Verarbeitung gehörten bereits Jahrhunderte vor der Verwendung des keris in Südostasien zur magisch-religiösen Sphäre, ebenso die seit vorhinduistischer Zeit (vor der Zeitenwende) auf den Inseln zu Musikinstrumenten verarbeitete Bronze, vor allem die Herstellung von Buckelgongs, die in den höfischen und rituellen Orchesterformationen (gamelan) gebraucht werden. Buckelgongs werden in Indonesien nicht wie Glocken gegossen, sondern geschmiedet. An den Sultanshöfen (kraton) von Jogyakarta und Surakarta waren Anfang des 20. Jahrhunderts rund ein Dutzend Personen mit der Herstellung von Gongs (und anderen Schmiedearbeiten) beschäftigt, neben dem leitenden gamelan-Schmied (empu) eine Reihe von Helfern mit genau festgelegter Rangordnung und einem bestimmten Aufgabengebiet. Weil die Schmiede bei ihrer sensiblen Arbeit in besonderem Maß dem Einfluss übelwollender Geister ausgesetzt erschienen, trugen sie andere Namen, die sie von Figuren der Panji-Erzählungen übernahmen. Indem die Schmiede sich mit dem mythischen Helden Panji namentlich identifizierten, steigerten sie ihr Ansehen bis auf die Stufe des verehrten, mit übernatürlichen Fähigkeiten ausgestatteten Helden. Panji gilt überdies als der erste, keris herstellende Schmied.
In dem am Hang des Vulkans Agung gelegenen Pura Besakih verbindet sich die Verehrung von Göttern, Ahnen, Meru (dem Weltenberg der indischen Mythologie) und an einem Schrein von Schmieden. Nach indischer Anschauung residieren Götter auf Bergen. Der „Herr der Berge“ war im 14. Jahrhundert der höchste Gott auf Java. Der Candi Sukuh, eine mutmaßlich vorhinduistische Tempelanlage mit Bauten aus der Mitte des 15. Jahrhunderts am Vulkan Lawu (östlich von Surakarta), ist für figürliche Reliefs bekannt, die einen eigentümlichen Fruchtbarkeits- und Ahnenkult repräsentieren. Eine freistehende Reliefwand zeigt drei Figuren im Profil, die unter einem Ziegeldach agieren. Eine stehende Figur an der rechten Seite, die einen Blasebalg bedient, kennzeichnet die gesamte Szene als Haus mit Schmiede. Der links unten hockende Schmied könnte der Held Bhima sein, der wie in den darstellenden Künsten (wayang) aristokratische Kleidung trägt und in der javanischen Literatur als spiritueller Führer auftaucht. Die Figur scheint den Mythos vom übernatürlich kräftigen Schmied zu verkörpern, der, wie es von Brahma Wisesa erzählt wird, mit der bloßen Faust als Hammer und seinem Oberschenkel als Amboss ein Schwert bearbeitet. In der Mitte ist der tanzende Elefantengott Ganesha zu sehen, der allgemein als Glücksbringer gilt und hier möglicherweise den Übergangsprozess bei der Materialisierung von Metall symbolisiert. Stanley J. O’Connor (1985) interpretiert die einzigartige Szene als Darstellung einer alchemistischen Verwandlung von Stoffen in Metall im Rahmen spiritueller Vorstellungen und tantrischer Rituale.

### Toraja
Nicht nur der Schmied verfügt über magische Kräfte, auch seine Schmiede kann zum religiösen Kultraum werden. Bei den Dayak im malaysischen Bundesstaat Sarawak auf der Insel Borneo stellt der Schmied den Zeremonialdolch pendat in einem Raum her, der drei Altäre besitzt. Der Schöpfergott der Iban auf Borneo ist Selampandai, ein Heiler und mächtiger Schmied. Auf den hölzernen Schreibtafeln (papan turai), auf denen die Iban früher ihre Geschichte festhielten, ist der Schöpfergott mit dem Symbol eines Blasebalgs dargestellt. In einem Anrufungsgesang bei einer Heilungszeremonie heißt es, er könne die Seelen der Toten wiederbeleben. Bei den Dusun im Bundesstaat Sabah ist der Schöpfergott namens Kinorohingan ein Schmied.
Tana Toraja, der Siedlungsraum der Toraja im Hochland von Sulawesi ist eines der stetig weniger werdenden Gebiete Indonesiens, in dem noch zahlreiche Schmiede mit traditionellen Handwerksmethoden arbeiten (wobei sie wie anderswo als Rohmaterial Autoschrott einschmelzen). In der Kosmogonie der Toraja lautet der Beiname des Schöpfergottes Puang Matua „der Schmied“ (to menampa). Er schmiedete den Himmel, die Erde und alles bis zu den Vorfahren der Menschen. Die Schmiede ist ein Ort der Schöpfung. Die Einweihung eines neuen Blasebalgs wird von einem Opfer und der Anrufung des Wächtergeistes der Blasebälge begleitet. Für eine Ackerbaukultur, die Nassreisfelder mit Spaten und Sicheln bearbeitet, ist die Beziehung zwischen reicher Ernte und Eisen offensichtlich. Eine Schmiede galt daher als magischer Ort, an dem Frauen nichts zu suchen hatten. Der keris der Toraja heißt la’bo to dolo („Schwert der Ahnen“). In manchen Ritualen (Besessenheitsdramen) verkörpert er die magische Kraft des Eisens und die Verbindung zu den Ahnen und Geistern.

## Ostasiatische Parallelen

### Donnerkeil in Tibet

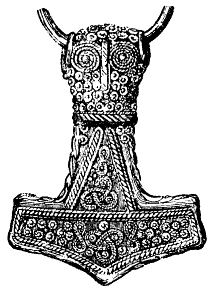
Mjölnir, der Hammer des germanischen Donnergottes Thor als vergoldeter Silberschmuckanhänger. Archäologischer Fund von Bredsättra auf Öland, Schweden.

In der Götterwelt des tibetischen Buddhismus ist Garwa Nagpo (mGar-ba-nag-po, „schwarzer Schmied“) ein göttlicher Schmied, der im Zusammenhang mit Dorje Legpa erscheint. Er gilt entweder als sein Diener oder als seine Inkarnation und reitet auf einem braunen Ziegenbock, während er in seiner rechten Hand einen Stab mit drei dorje („Donnerkeil“, idealerweise aus Meteoreisen) schwingt. Der „Schwarze Schmied“ wurde aus dem alten Bön-Glauben in den Buddhismus übernommen. Von den tibetischen Schmieden wird er als ihr Beschützer verehrt. Bei den Tu (Monguor) in der Provinz Gansu hat er eine Funktion als Wettergott, in alttibetischer Zeit gehörte er vermutlich zu einem Ziegenkult. Die Ziege als Reittier hat bei den Tu noch immer eine apotropäische Bedeutung. Man stellt sich vor, dass bei Gewitter ihr Kopf als Amboss für die Schmiedegottheit dient, wobei die sprühenden Funken die übelwollenden Wetterdämonen fernhalten. Eine ausgestopfte Ziegenfigur ohne Reiter, an deren Pfoten eine Art von Donnerkeilen hängen, beschützt die Felder und erhält dafür Opfergaben. Donnerkeile sind seit alter Zeit Waffen, die tibetische Gewittergottheiten herstellen und werfen. Sie entsprechen in den Mythen vom Donner dem Hammer des germanischen Donnergottes Thor (Donar). Mit der Einführung der Metallverarbeitung musste der Donnerkeil aus Meteoreisen bestehen und der Schmied wurde mit dem Gewittergott gleichgesetzt. Garwa Nagpo erhielt nun als weiteres Attribut neben dem dorje einen Blasebalg. Die Verbindung von Schmied und Gewittergottheit wird im Gesar-Epos erwähnt, dessen in ganz Zentralasien verbreiteter mythologischer Gehalt außer der Figur des göttlichen Schmiedes weitere Parallelen zur germanischen Mythologie hat. Der dorje heißt in Indien vajra. In den Veden tritt als sein Schöpfer der Schmied Tvashtri auf.
Der Forschungsreisende Albert Tafel (1914) berichtet von der gesellschaftlichen Verachtung der Schmiede und Lederarbeiter in Tibet. Der Umgang mit Schmieden gilt als gefährlich, weil sie das Herdfeuer verunreinigen und den Herdgott (tibetisch Thab-lha) beleidigen sollen. Der Schutzgott des Herdes muss durch Opfer gütig gestimmt werden. Heiraten mit Schmiedefamilien sind zu unterlassen. Dagegen greift der Brauch in Westtibet, dass Schmiede bei Hochzeitsfeiern Trommeln schlagen, auf die magische, fruchtbarkeitsbringende Bedeutung der Schmiede zurück.

### Einäugigkeit und Einbeinigkeit

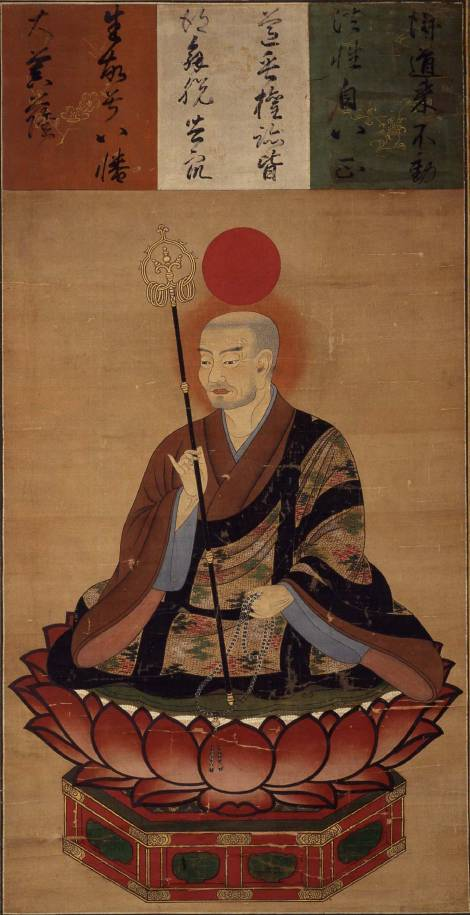
Verehrter japanischer Gott Hachiman in Gestalt eines buddhistischen Mönchs, kultisch mit Metall und Schmiedehandwerk verbunden. Rollbild

Der Musikmeister Kui des mythischen chinesischen Urkaisers Shun (legendär 23. Jahrhundert v. Chr.) wird im „Buch der Urkunden“ (Shujing) als Erfinder der Musik genannt. Kui wird als Einbein beschrieben. Nachfolger des Kaisers Shun war Yu, der Bezwinger der Flut, der mit Gewitter in Verbindung stand und ekstatisch zu einer (steinernen?) Trommel den Bärentanz auf Steinen tanzte. Er gilt auch als alchemistischer Schmied, weil er Bronzekessel schmiedete, welche die Prinzipien Yin und Yang verkörperten.
Die einbeinigen Fabeltiere der chinesischen Mythologie haben überwiegend mit Musik und Tanz zu tun. Der einbeinige rote Drache Zhulong (Chu-yin, „Fackel-Dunkelheit“) mit Menschengesicht und Schlangenleib lebt auf dem „Glockenberg“ und hat Kinder, die „Trommel“ (ku) heißen. Zum Bereich der Finsternis gehört die einfüßige Eule, die in ihrem Schnabel das Feuer hält, also das Licht bringt. Eine andere Eule, die T’o (oder T’o-fei) genannt wird, hat ein Menschengesicht und schützt vor Donner. Ebenso T’o heißen die Nachtwächter-Trommel und der Schmiedebalg. Zu den Feuerdämonen gehört der einfüßige, göttliche Vogel Pi-fang mit Menschengesicht. Er kommt als Waldgeist oder Erdgeist vor, kann Feuersbrünste voraussagen und verkörpert nach einer Interpretation das himmlische Blitzfeuer.
Gemäß einer tibetischen Quelle über den legendären Begründer der Bön-Religion, Shenrab Miwoche, war sein Großvater am rechten Auge erblindet und der Bruder seiner Mutter am linken Bein gelähmt. Dergestalt charakterisierte Vorfahren eines Religionsstifters verwiesen vermutlich auf die magisch-hellseherische Bedeutung körperlicher Gebrechen in mythischen Lebensgeschichten. In einem solchen Bezug zu den antiken und germanischen Schmiedegottheiten steht auch der einäugige Schmiedegott in der japanischen Mythologie namens Ama no Ma-hitotsu (no mikoto), der „einäugige Gott des Himmels“ (no mikoto ist ein angehängter Ehrentitel von Kami, den Gottheiten oder Geistern im Shintō). Er soll den Japanern das Eisen und die Kunst des Schmiedens gebracht haben. Die Einäugigkeit Ama no Ma-hitotsus, der nicht etwa eines seiner Augen verloren hat, sondern mit nur einem Auge ausgestattet wurde, erinnert an dieselbe Eigenschaft der griechischen Zyklopen, die in späteren Sagen als Gehilfen des Hephaistos auftreten, und stellt als Unvollkommenheit oder körperliches Gebrechen eine Variante der Lahmheit dar, verkörpert in Schmiedegestalten wie Hephaistos und Wieland. Es wurden auch japanische Donnergottheiten mit einem Auge erwähnt. Aus dem alten einäugigen Schmiedegott Ama no Ma-hitotsu entwickelte sich offensichtlich die Verehrung für den heute populären Gott Hachiman. Das Metall, das zum „wahren Wesen“ Hachimans gehört ist das Gold, weshalb erzählt wird, dass an seinem Hauptschrein Usa Hachiman-gū früher eine große Menge Gold dargebracht wurde. Die japanische Berggottheit Yama-no-Kami gilt mancherorts als einbeinig, einäugig oder beides.
In Volkserzählungen wird eine Verbindung zwischen der Einäugigkeit und der Einbeinigkeit des Schmiedes hergestellt. Das japanische Dialektwort für „einäugig“, kanji (oder ganchi) soll sich auf den Schmied (kanji) beziehen, der, nachdem er ein Schwert geschmiedet hat, um dessen Klinge zu prüfen eines seiner Augen schließt. In manchen Regionen wird ein Lahmer oder Hinkender kanji (oder kaji) genannt, angeblich weil diese üblicherweise den Schmiedeberuf ausüben. In den Mythen wurden laut Takeo Matsumura („Studien zur japanischen Mythologie“, vier Bände, 1954–1958) die Schmiedegötter nach ihren Vorbildern in der realen Welt ausgestaltet, um ihnen „menschliche“ Eigenschaften zukommen zu lassen. Bei manchen Turkvölkern sind Totengeister mit einem Auge, das als Stirnauge ausgebildet ist, überliefert. Bei den Jaktuen kommt ein einbeiniger, einarmiger und einäugiger Geist vor und bei den Nenzen ein ebensolches Gewitterwesen. Deren Vorstellung nähert sich dem mythischen Topos von den „halben Menschen“, die ihre zweite Hälfte erst später erhalten und der in Asien, Afrika, Nordamerika und in europäischen Märchen vorkommt.

## Mythen und Magie in Europa ab dem Mittelalter

### Hephaistos

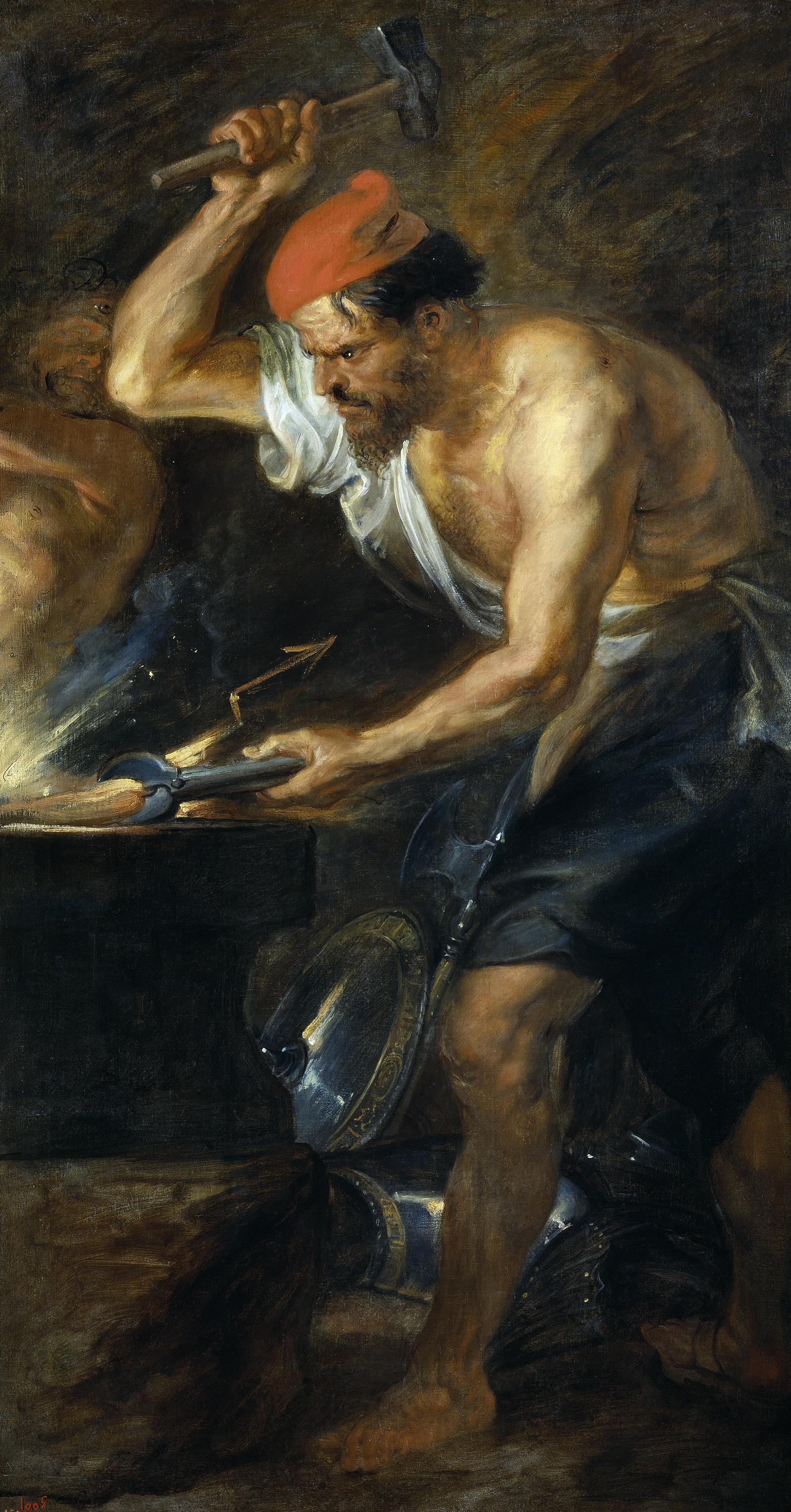
Vulcanus schmiedet Donnerkeile für Jupiter. Gemälde von Peter Paul Rubens, 1636.

Im Mittelalter kommt der griechische Hephaistos / römische Vulcanus als kunstfertiger, aber fußkranker Schmied vor, der für die Helden die Waffen herstellt, etwa in den Nacherzählungen des Trojanischen Krieges von Herbort von Fritzlar, Liet von Troye (1210), und Konrad von Würzburg, Trojanerkrieg (1281). Häufig sind Geschichten des antiken Schmiedes und des germanischen Wieland miteinander vermischt. Der deutsche Lucidarius, eine um 1190 anonym verfasste Wissenssammlung in mittelhochdeutscher Sprache, stellt Hephaistos als teuflisches Ungeheuer und Wächter der Höllenpforte dar.
In John Miltons 1667 veröffentlichtem epischen Gedicht Paradise Lost ist der Schmied mit dem Namen Mulciber der Schöpfer des Pandämoniums in der Hölle. Mulciber ist bei Milton vom heroischen Kulturbringer zu einem der gefallenen Engel herabgesunken, für die er die Hölle als Heimstatt einrichtet. Statt Edles zu erschaffen, trägt er Schuld an der Zerstörung, die Menschen durch ihre Gier nach Gold verursachen. Noch stärker verurteilt der englische Dramatiker Ben Jonson in seinem Gedicht An Execration upon Vulcan (1640) die mythische Schmiedegestalt für die Schäden, die das Feuer an den Kulturgütern anrichtet. Das Gedicht war Jonsons Antwort auf einen persönlichen Schicksalsschlag, bei dem ein Feuer im Jahr 1623 seine Bibliothek vernichtet hatte. Zugleich gibt es den Wandel vom einstmals als himmlischen Feuergott verehrten Schmied, dessen Feuer als Segen für die Menschheit galt, zu einem mit der Unterwelt und dem Teufel im Bund stehenden Schmied wieder, dessen Feuer nunmehr in erster Linie als Gefahr verstanden wird. Mit der Einführung des Christentums wurde dem heidnischen Feuerbringer die Rolle des Höllenfürsten zugeschrieben.
Das ungereimte Paar Venus und Vulcanus ist ein „Singe-Spiel“ von 1679. Ähnlich komödiantische Opern und Ballette gab es auch im 18. Jahrhundert. Johann Wolfgang von Goethe behandelte im 19. Gedicht der 1795 veröffentlichten Römischen Elegien den Ehebruch in der Umgebung von Hephaistos als Streit zwischen Amor und Fama.

### Germanische und nordische Helden

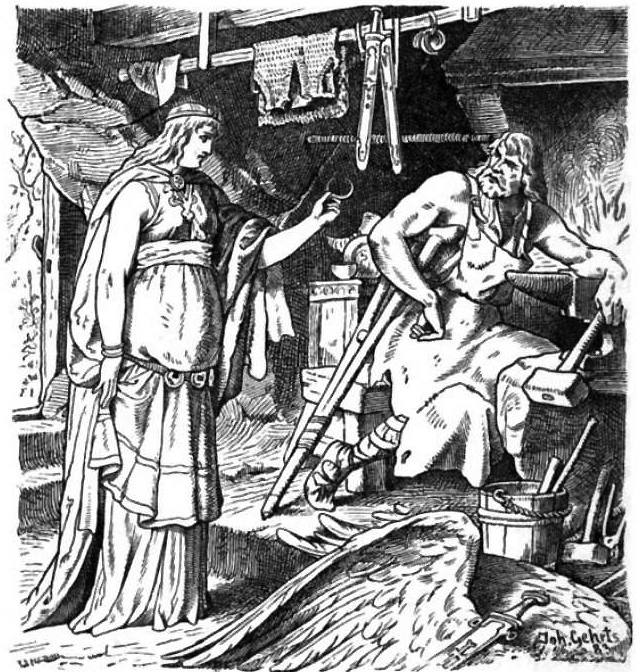
Badhilde, die Tochter des Königs Nidung, besucht Wieland in seiner Schmiede. Illustration von Johannes Gehrts veröffentlicht 1901.

In der altnordischen Sprache bezeichnet smiðr jemanden, der allgemein etwas völlig Neues oder im Besonderen Kostbarkeiten und sonstige Gegenstände erschuf. Das Verb að smíða („schmieden“) kommt in frühen Schriften in der gleichen Bedeutung wie að skapa („[er]schaffen“) vor, der Schmied wurde demzufolge als Schöpfer aufgefasst. Die bedeutendste Quelle für die in vorchristlicher Zeit entwickelte nordische Mythologie ist die im 13. Jahrhundert, also nach Einführung des Christentums in Nordeuropa abgefasste, anonyme Gedichtsammlung Lieder-Edda. Die Erzählungen der früheren germanischen Götter werden aus einem christlichen Blickwinkel wiedergegeben oder christlich umgeformt. In einem um 1200 in Island entstandenen Psalm wird Christus als Himmelsschmied bezeichnet: Heyr himnasmiðr, hvers skáldið biðr („Höre, Himmelsschmied, worum der Dichter bittet“). Auch die Personalunion Schmied-Schöpfer ging auf Christus über, der laut einem isländischen Strophenfragment, das in das 11. Jahrhundert datiert wird, als Schöpfer der Welt und Baumeister Roms galt. Der in der finnischen Kosmogonie erscheinende Held Ilmarinen war, wie im finnischen Nationalepos Kalevala erzählt wird, ebenfalls ein Himmelsschmied und schmiedete das Himmelsgewölbe.
Die Wielandsage erscheint in unterschiedlichen Versionen in dem Gedicht Völundarkviða der Lieder-Edda und in der Thidrekssaga. Der Name Wieland/Weland ist nach Jacob Grimm eine aus dem Verb wielan/welan gebildete Partizipform und hängt vermutlich mit dem altnordischen vél („Kunstwerk“, „List“) zusammen. Mit der Umschreibung vísi álfa („Fürst der Alben“) in der Lieder-Edda soll nach neuerer Lesart Wieland nicht als Fürst, sondern als „weise“ charakterisiert werden. Etymologisch wäre er demnach ein „weiser Künstler“. Bereits König Alfred (reg. 871–899) nannte ihn in seiner Übersetzung von Boethius, Der Trost der Philosophie, den wis Weland („weisen Wieland“).
Auf die weitreichenden weltanschaulichen Verbindungen zwischen Germanen und sibirischen Völkern, insbesondere auf die gemeinsamen schamanischen Vorstellungen wurde häufig hingewiesen. Neben dem schamanischen Kult, bei dem der Magier seine Seele auf eine Jenseitsreise schickt, um neue Kenntnisse zu erlangen, gehörte eine Beschwörungsmagie mit Zaubersprüchen zu seinen Ritualen. Mit beiden Dienstleistungen nahm der Magier für seine Glaubensgemeinde eine Priesterfunktion ein. Der Schamane unternimmt die Jenseitsreise stets zum Wohle seiner Gemeinde und mit deren Anteilnahme. Die Frage, ob Wieland als Schamane zu gelten hat, wenn er sich nach dem zweifachen Mord an den Söhnen des Nidung (Níðuð) auf der Flucht in die Luft erhebt, verneint Hans Fromm (1999). Ein Schamane lässt nur seine Seele fliegen, während sein Körper solange zurückbleibt und die Flugreise erfolgt bei ihm nie zum eigenen Vorteil. Diese schamanische Gewohnheit war den skandinavischen Völkern zweifellos bekannt, denn sie wird in der nordischen Mythologie im Zusammenhang mit dem obersten Gott und Magier Odin beschrieben. Gegen den Schamanenflug Wielands spricht laut Fromm auch, dass in der Lieder-Edda nicht erklärt wird, wie ihn Wieland erlernt haben könnte. Dafür wurde verschiedentlich auf eine Parallele mit dem fliegenden Dädalus hingewiesen.
Wieland ging nach der Thidrekssaga (hier Velent genannt) zusammen mit dem jungen Sigurd beim Schmied Mime und anschließend bei den Zwergen in die Lehre, um das – wie es ausdrücklich heißt – Handwerk des Eisenschmieds zu erlernen. Demnach ist die Sage frühestens in der nordischen Eisenzeit (Mitte 1. Jahrtausend v. Chr. bis Mitte 1. Jahrtausend n. Chr.) entstanden. Während von einer Behinderung des finnischen Ilmarinen nichts bekannt ist, stehen die Lahmheit Wielands wie seine Geschichten um Gefangenschaft und Befreiung mit Hephaistos in Beziehung. Die Lahmheit Wielands ist jedoch nicht angeboren, sondern wurde ihm auf Geheiß des Königs Nidung beigebracht.
Der Name des Schmiedes Mime ist in seiner mutmaßlichen Bedeutung „der Denkende, Sinnende“ charakteristisch, ebenso gehört der Name Reginn für einen schmiedenden Zwerg, der unter anderem in dem nach ihm benannten Reginsmál den jungen Sigurd aufzieht, zum Typos des Schmiedes. Er ist mit „der Mächtige“ übersetzbar und von regin abgeleitet, wie die schöpferischen Götter genannt werden.

### Nordische und keltische Götter

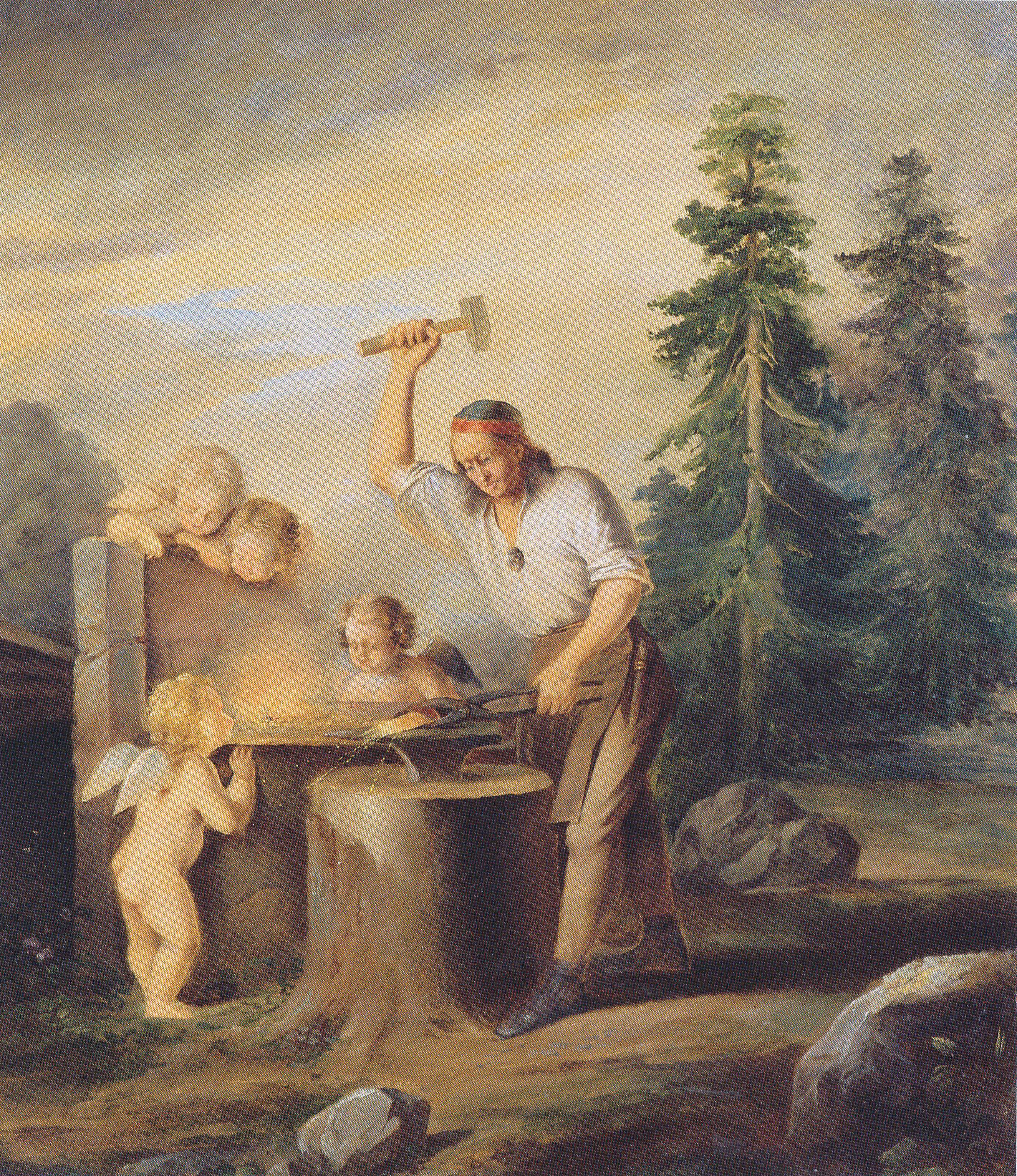
Der finnische Schmied Ilmarinen, Schöpfer des (unsichtbaren) Gegenstandes Sampo, der Reichtum und Erfolg bringt. Gemälde von Berndt Godenhjelm (1799–1881).

Der göttliche Schmied Ilmarinen ist aus dem finnischen Epos Kalevala als Erschaffer des Himmelsgewölbes und des Sampo gut bekannt. Sein Epitheton lautet Seppo und sein Name ist von finnisch ilma, „Luft“, „Wetter“, abgeleitet, was ihn als Wettergott auszeichnet. Der Name Ilmarinen ist auch mit dem udmurtischen (wotjakischen) inmar, „Gott“, verwandt. Ilmarinen ist ferner, seiner magischen Bedeutung entsprechend, auf einer Schamanentrommel der Samen aus dem 17. Jahrhundert abgebildet. Im Jahr 1691 wurde die Trommel eines Samen konfisziert, der wegen Zauberei angeklagt war und zu seiner Rechtfertigung die Figuren auf der Trommelmembran erklären musste. Er bezeichnete eine menschenähnliche Figur in der obersten Reihe neben der Abbildung des Donnergottes als Ilmarinen, der die Boote auf See durch Unwetter kentern lässt, aber auch den Sturmwind beruhigen kann. Diese Aussage zu einer Schamanentrommel ist einzigartig, weil die Samen ansonsten diese Eigenschaften einem Windgott zusprachen. Ilmarinen tritt bei den Finnen als bedeutender Kulturheros auf, der in der Urzeit auch Feuer und Eisen erschuf. Sein kosmisches Schöpferwerk vollbrachte er gemeinsam mit Väinämöinen.
Der baltische Himmelsgott Pērkons (lettisch „Donner“) erscheint als typischer Vertreter von aus Naturerlebnissen abgeleiteten mythischen Figuren. Seine Attribute Schwert, Speer, eiserner Pfeil, eiserne Rute oder Kugel kennzeichnen ihn als aggressiven Kämpfer, zugleich erscheint er jedoch als gewährender Gott, der Regen bringt und für Fruchtbarkeit sorgt. Wenn Pērkons als Himmelsschmied arbeitet, sprühen die Funken. Für die baltische Sonnengöttin Saulė und für die Dieva dēli, die Söhne des Himmelsgottes Dievs, schmiedet er Schmuck und Waffen.
In der keltischen Mythologie ist Goibniu (altirisch gobae, gobann „Schmied“) der göttliche Schmied. Er gehört zusammen mit Credne und Luchta zu den drei Göttern des Handwerks (Trídé Dána). Außer als Schmied gilt Goibniu als Heiler. Sein Name wird in einer altirischen Beschwörungsformel genannt, die helfen soll, einen Dorn auszuziehen. Auch er wurde mit Hephaistos verglichen.

### Schmiede in Märchen und Sagen

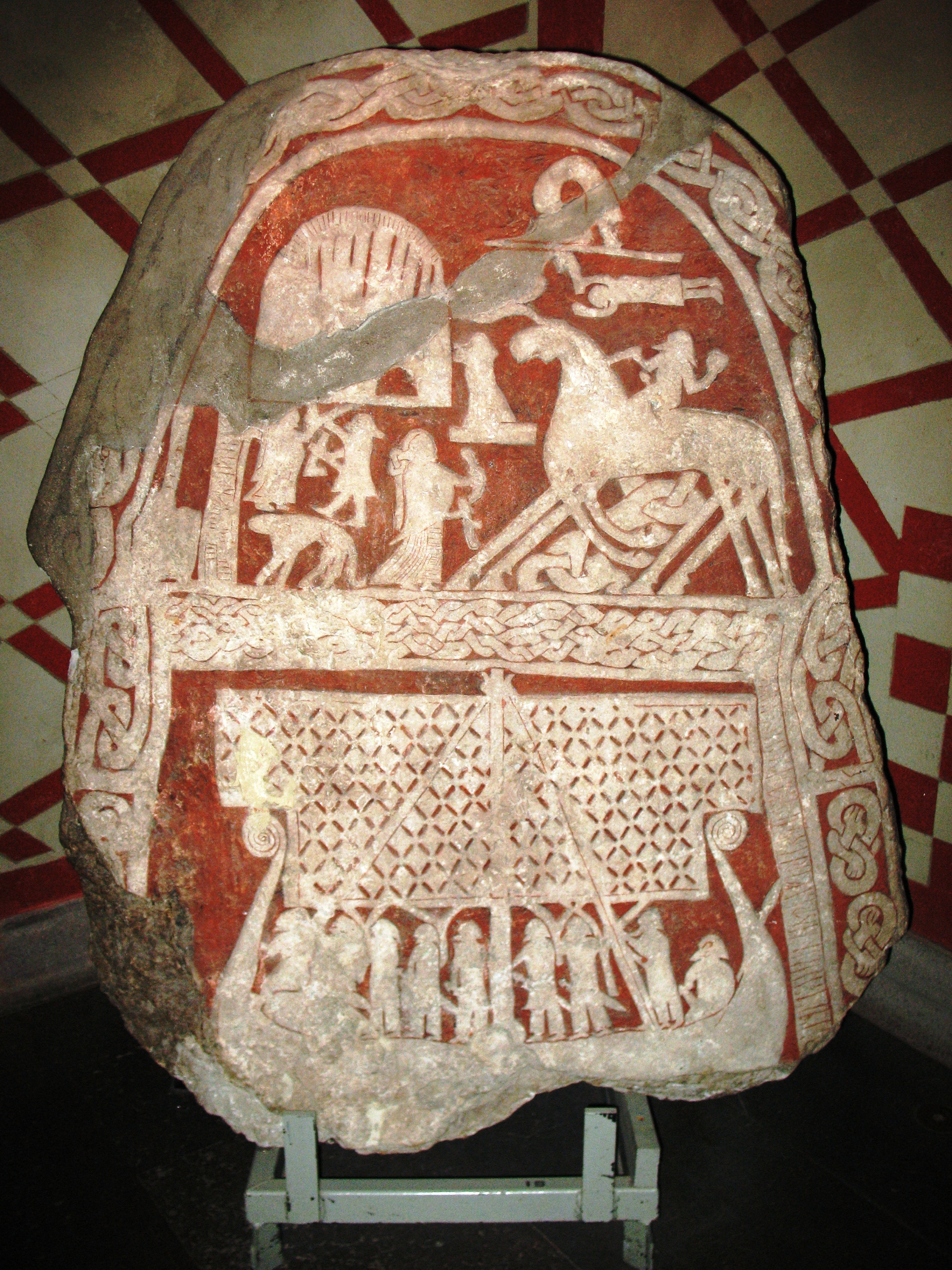
Runen- und Bildstein von Tjängvide aus Gotland, Schweden. Das achtbeinige Pferd stellt Sleipnir dar, auf dem Odin reitet. Einzige bekannte Darstellung eines Pferdedämons aus frühgermanischer Zeit. Staatliches Historisches Museum, Stockholm.

In Mythen verkörpern die Schmiede einen hilfreichen, positiven und einen schädlichen, negativen Aspekt. Sie schmieden Waffen für die Götter oder Waffen wie den Mjölnir und Schwerter für den Helden, der einen Dämon oder ein Ungeheuer besiegt. Mit denselben Fähigkeiten stellen böse Schmiede aber auch Nägel für die Kreuzigung Christi her. Wenn der Schmied selbst einem Bösewicht entgegentritt, verwendet er eine glühende Stange nach dem Vorbild von Thor, der mit dem Wurf eines Eisenstücks den Riesen Geirröd erschlägt. Einem Drachen gießt der Schmied flüssiges Eisen in den Schlund.
Die Geheimbünde der Germanen betrieben in ihren Ritualen die Vertreibung von Geistern und Fruchtbarkeitsmagie. Die Praktiken der Geheimbünde stehen in einer strukturellen Beziehung mit den saisonalen, maskierten Umzügen beim Mummenschanz und die einst wohl ekstatischen Aufzüge eines Dämonenheeres finden sich entsprechend als Wilde Jagd in den Volkssagen und im Brauchtum. Die magischen Fähigkeiten des Schmiedes spielten in diesem Zusammenhang beim Behufen von Pferden eine besondere Rolle. In den Sagen bringt das Pferdebeschlagen den Schmied in eine Verbindung mit Geisterpferden (Dämonen in Pferdegestalt). Die Pfaffenköchin wird in der gleichnamigen Sage wegen ihres lasterhaften Lebens vom Teufel geholt und als Pferd geritten. In einer anderen Sage kommt ein Gespensterreiter zur Schmiede und lässt seine Pferde beschlagen.
In der Erzählung Christus und der Schmied tritt ein Schmied als wundersamer Heiler von Pferden auf. Der Ursprung des Handlungsmotivs sind die Legenden um den Heiligen Eligius (um 589–659), der zunächst Hufschmied gewesen sein soll, bevor er Goldschmied wurde. In den zahlreichen Varianten der Erzählung erscheint einmal Gott, der einem Pferd einen Fuß abtrennt, um diesen zu behufen, und ihn anschließend wieder ansetzt. Als der Schmied dasselbe vergeblich nachzuahmen versucht, wird er von Gott wegen seiner Überheblichkeit beschämt. In einer früheren Fassung führt Eligius selbst den wundersamen Hufbeschlag durch und ein Knecht ahmt ihn solange erfolglos nach, bis Eligius zu Hilfe kommt. Die Erzählung enthält das verbreitete Motiv des Verjüngungsvorgangs und seiner misslingenden Nachahmung.
Die Schmiedekunst kommt auch anderweitig als Heilungsverfahren vor. Wie das Metallgießen als Materieübergang und schöpferischen Prozess gedeutet wird, bedeutet die Krankenheilung den Übergang von einer alten in eine neue Daseinsform und wird damit zu einem Initiationsvorgang. Beim hierzu gehörenden Motiv der Altweibermühle werden Alte zu Jungen umgeschmolzen. Manchmal geht der Schmied zum Erlangen seiner Ziele einen Teufelspakt ein. Im negativen Aspekt seines magischen Wirkens wird der Schmied zum Betrüger oder Mörder, der vom Teufel abgeholt wird oder letztlich als Gespenst umhergeht.
Umgekehrt gelingt es dem Schmied in humorvollen Erzählungen, den Teufel zu überlisten und ihn in einen Sack zu hämmern oder auf einem Stuhl zu bannen. Im Märchen Schmied Siegfried und der Teufel lenkt er den Teufel zuerst auf einen Baum und dann auf einen Stuhl, um ihn jeweils mit Stangen zu durchbohren. Beim dritten Mal lockt er ihn in einen Ranzen, den er auf dem Amboss mit dem Hammer traktiert. Durch eine List, bei der er seinen Hut durch einen Spalt der Himmelstüre wirft, gelangt er schließlich in den Himmel. Die Versionen dieses Erzähltyps „Schmied und Teufel“ werden üblicherweise den Schwänken oder Schwankmärchen zugeordnet. In der Sammlung Grimms Märchen wurde Der Schmied und der Teufel erstmals 1812 veröffentlicht. Der Soldat Bruder Lustig verschafft sich auf ähnliche Weise Zugang in den Himmel und Der Schmied von Jüterbog darf nach einem unbeschwerten Leben auf die zukünftige Erlösung im Himmel hoffen.

### Zwerge als Schmiede

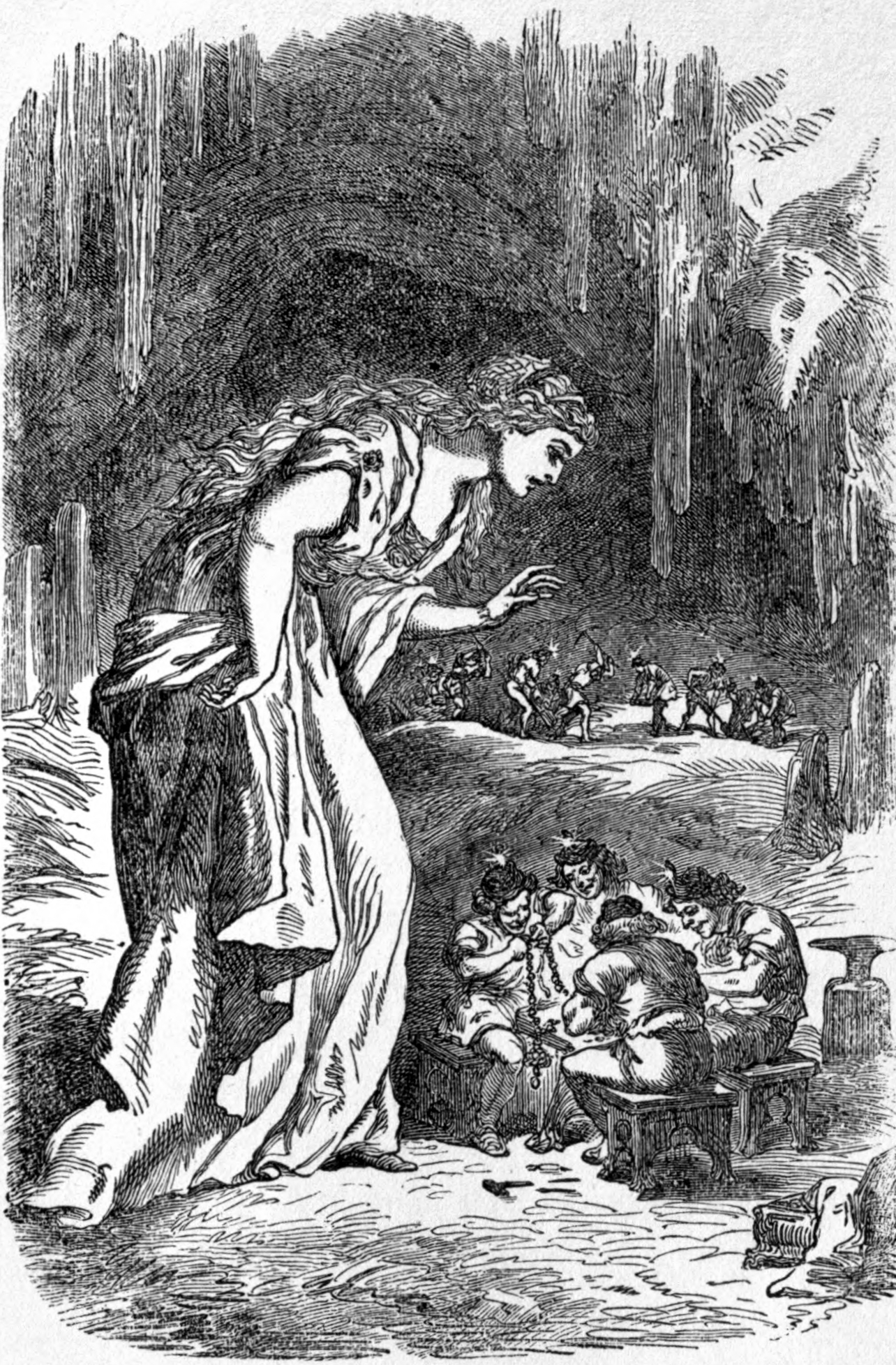
Liebesgöttin Freya in der Höhle der Zwerge. Buchillustration von Louis Huard, 1891. Freya besitzt das von Zwergen geschmiedete Halsband Brisingamen.

Der altchinesische Musikmeister Kui mit einem Bein und die übrigen einbeinigen, einäugigen oder verkrüppelten Schmiedegestalten in Asien und der nordischen Sagenwelt haben nach Werner Danckert (1963) mit der Erde zu tun. Er nennt die Gestalten mit durchschnittenen Fußsehnen, verkrüppelten oder verkürzten Beinen „Erdausgeburten“, wie die griechische Nymphe Anchiale, die mit ihren Fingern in die Erde grub, damit aus dem gestreuten Erdstaub die dämonischen Daktylen (griechisch Δάκτυλοι, „Finger“) geboren wurden. Von den Männern der Daktylen wird erzählt, sie hätten das Eisen entdeckt und die Metallbearbeitung erfunden, einige seien Schmiede, andere Zauberer gewesen. Die als „Fremde“ geltenden, invaliden Figuren werden mit den „Bergbewohnern“ und „unterirdischen Zwergen“ in Verbindung gebracht. Gerade bei Berggottheiten kommt die Vorstellung von Einäugigkeit und Einbeinigkeit häufig vor. Zwerge in den Bergen sind fremde, geheimnisvolle Wesen und in vielen Fällen furchteinflößende Schmiede, die zwar nicht gesehen werden können, aber deren Schläge in den Berghöhlen zu hören sind.
Die Zwerge betreiben nicht nur die Schmiedekunst, sie besitzen als Mineralogen auch genaue Kenntnisse über die Erze im Berg, insbesondere wissen sie, wo Gold zu finden ist. Sie wirken als Bergleute und Erzgießer, häufig im Auftrag der Götter, für die sie magische Schmuckstücke anfertigen. Hierzu gehörten neben anderen der goldene Zauberring Draupnir, den Odin trug und von dem in jeder neunten Nacht gleichschwere Ringe abtropften; Odins Speer Gungnir; der Hammer Thors, Mjölnir, und das Zauberschiff Skidbladnir des Gottes Freyr. Die Zwerge wurden oft zu ihrer Arbeit gezwungen und schmiedeten dann um ihre Freiheit oder ihr Leben. Neben der magischen Wirkung der Metalle kennen die Zwerge auch die Eigenschaften der Steine und die Wirkung von Kräutern, die Schaden herbeiführen oder heilen können. Daher werden die Zwerge als Heiler und als Verbreiter von Krankheiten und Seuchen zugleich gefürchtet und geschätzt.
Sagen von schmiedenden Zwergen (Bergschmiede, Erdschmiede) sind vor allem aus dem nördlichen Mitteleuropa und aus Skandinavien bekannt und dort besonders in Gebieten, in denen der oberflächennahe Raseneisenstein abgebaut wurde. Andere Erzählungen handeln von erzabbauenden Bergmännchen in den Alpen. Von manchen Hügeln hieß es, dass in ihnen Schmiede leben. Für die Erzählhandlung ist stets ausschlaggebend, dass die Zwerge unsichtbar, aber zu hören sind und dass eine klare Trennung zwischen der Welt der Menschen und der Zwerge besteht. Üblich ist, dass jemand bei den Schmieden einen metallenen Gegenstand bestellt und dafür Naturalien als Bezahlung am Hügelort ablegt, sich aber nicht an die Vereinbarungen des sogenannten stummen Handels hält. Daraufhin rächen sich die Zwerge oder sie brechen die Beziehungen zu den Menschen ab und verschwinden.
Beim stummen Handel wird das Geschäft abgeschlossen, ohne dass sich die beiden Partner sehen oder berühren. Der Auftraggeber legt beispielsweise den zu reparierenden Gegenstand nebst Lebensmitteln (manchmal auch einer Münze) auf einen Stein vor einer Höhle und am nächsten Morgen findet er dort die vollendete Arbeit des Schmiedes. Aufträge über Neuanfertigungen werden an den entsprechenden Stellen in der Natur mit lauter Stimme gerufen oder auf einem Zettel hinterlassen. Der Zwerg legt der Auslieferung einen Zettel mit der Rechnung bei, die genau beglichen werden muss. Der älteste Beleg für einen stummen Handel ist ein Bericht des griechischen Seefahrers Pytheas (um 380 – um 310 v. Chr.), der in einem Scholion zur Argonautika des Apollonios von Rhodos (295–215 v. Chr.) überliefert ist. Darin werden die sieben Liparischen Inseln als die Ambosse des Hephaistos beschrieben. Hephaistos soll sich auf den beiden Inseln Lipari und Stromboli aufhalten, von wo sein Hämmern weithin zu hören sei. Früher habe jeder unbearbeitetes Eisen dort hinbringen und am nächsten Tag ein Schwert oder einen anderen bestellten Gegenstand abholen können, wenn er dafür einen Lohn zurückließ.
In den Vorzeitsagas verhalten sich die Zwerge wirklichkeitsfremder und mehr von Magischem umgeben als in der Liederedda. Der in den Vorzeitsagen vorkommende Reginn, der für Sigurd das Schwert Gramr schmiedete, wird als Zwerg, kluger Mann, hart und zauberkundig beschrieben. Das schärfste Schwert überhaupt ist das Tyrfing. Jeder, der das Schwert benutzt, tötet zwangsläufig damit. Hergestellt wurde es von den Zwergen Dvalin und Durin.

### Magie und Brauchtum

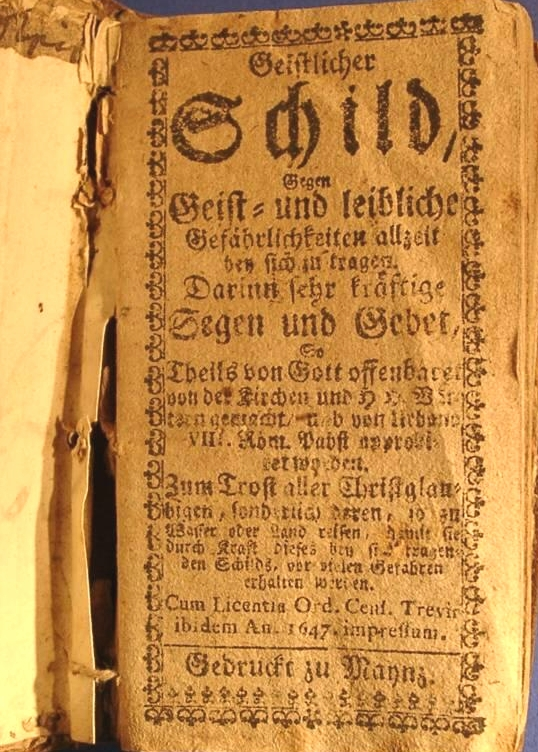
Geistlicher Schild, magischer Helfer mit Anleitungen für Heilzauber. Titelblatt von 1647.

Im islamischen Orient erhält Wasser in einer Schüssel durch eingetauchte Eisenstücke eine heilende Wirkung. Im deutschen Volksglauben galt ebenso wie in Dardistan im Hindukusch das Schmiedelöschwasser als besonders heilkräftig. Dem Eisen wird vielfach eine magische Kraft zugeschrieben. Die Vorstellungen vom magischen Schmied in den germanischen Mythen schlugen sich in ihrer Ambivalenz im europäischen Brauchtum auch auf den Schmiedehandwerker nieder. Im Raum Süddeutschland bis in das Elsass und in den Westen Ungarns sind seit dem Mittelalter eiserne Votivgaben als Menschen- oder Tierfiguren bekannt, die von katholischen Gläubigen gespendet werden. Die Figuren sind mehr oder weniger sorgfältig geschmiedet, aber nie gegossen. Die jüngeren Figuren wurden mit geringer handwerklicher Qualität aus Eisenblech geformt. Wegen seiner Wunderkräfte wandte man sich zur Herstellung der Votive an den Dorfschmied, der auch als Heiler und Berater bei Viehkrankheiten gefragt war.
Zu den aus den Mythen auf den Dorfschmied übergegangenen Vorstellungen gehörte, dass ihm bei der Arbeit kunstfertige Zwerge zur Seite stehen. Weil der mythische Schmied in der Lage ist, Dämonen und Helden an einen Felsen zu fesseln und mit Hammerschlägen auf die Kette festzuhalten (in der Nachfolge des Prometheus auch Gott Loki aus der eddischen Dichtung), musste der Dorfschmied am Samstag und am Vorabend eines Feiertages oder an jedem Feierabend einen oder drei kalte Schläge auf den Amboss abgeben. In Tirol und Böhmen war der Brauch verbreitet, dass der Schmied dreimal auf den Amboss schlägt, um den Teufel für die folgende Woche zu bannen, und zwei weitere Schläge, damit die Kette, welche der Teufel abzufeilen versucht, wieder fest wird. In der Romandie machten die Hufschmiede am Montag vor Arbeitsbeginn drei Schläge.
Übte der Huf- und Wagenschmied bereits in der siebten Generation sein Handwerk aus, so galt er als heilkundig und konnte diese Fähigkeit mit Hilfe eines Zauberbuches („Geistlicher Schild“) auf seine Frau übertragen. Ein heilkundiger Schmied hatte eine Methode, um die Wutkrankheit bei Kindern zu heilen. Das Kind musste vor Sonnenaufgang zu ihm in die Schmiede gebracht werden, wo er es nackt auf den Amboss legte. Dann nahm der Schmied seinen Hammer, führte ihn dreimal langsam über den Körper und das Kind war von der Stunde an gesund, so heißt es.
Für die Anwendung des Schmiedelöschwassers gab es im christlichen Volksglauben klare Vorschriften. Es half gegen alle Krankheiten, besonders gegen Krätze und Warzen, wenn es von Schmieden während des Gottesdienstes geholt wurde. Gegen den „süßen Grind“ bei Kindern musste man in Schlesien an drei Freitagen vor Sonnenaufgang zum Schmied kommen. Dieser schlug mit dem Löschwasser dreimal das Kreuz über dem Kopf des Kindes und sagte dabei ein Gebet auf.
Zwangsläufig haben sich um den Schmied abergläubische Vorstellungen entwickelt: Für ein gutes Gelingen seiner Arbeit trägt er Nägel in der Tasche. Wenn der Hammer auf den Boden fällt und stehen bleibt, kommt ein Fremder in die Werkstatt. Wenn er an einem Donnerstag das Hufeisen an einem Pferd zu stark einbrennt, hat er 13 Tage kein Geschick.
In der Humoreske Der Schmied seines Glückes von 1873 lässt der Verfasser Gottfried Keller die Hauptfigur Hans Kabis versuchen, sein Lebensglück mit ein paar wenigen „Meisterschlägen“ zu schmieden. Diese erweisen sich aber als simple Selbstdarstellungstricks. Immerhin endet er nach seinen hochgesteckten Lebenszielen als einfacher Schmied, dem es gelingt, mit der Zeit immer bessere Nägel herzustellen. Dem Titel liegt das Sprichwort „Jeder ist seines Glückes Schmied“ in der Bedeutung „sein Schicksal selbst in die Hand nehmen“ zugrunde. Das Sprichwort ist universal in vielen Sprachen verbreitet und wird in seiner ersten bekannten Form in lateinischer Sprache auf ein nicht im Originaltext überliefertes Gedicht aus dem Jahr 307 v. Chr. des römischen Konsuls Appius Claudius Caecus zurückgeführt. Sein eigenes Glück schmieden kann demnach nur der Weise.
Was sonst noch außer Eisen zu schmieden ist, sind nichtmaterielle Dinge, die in der „Ideenschmiede“, in der „Ränkeschmiede“ oder beim „Pläne schmieden“ herauskommen. Der „Reimschmied“ dichtet und der spöttisch bezeichnete „Semmelschmied“ backt Brot. Die Redewendungen führen zurück auf die ursprünglich breitere Bedeutung des Wortes Schmied als „schöpferische, bildende Kraft“. Selbst der Schmied als Handwerker war früher weniger spezialisiert und konnte auch mit Holz oder Ton umgehen. Im Englischen gibt es zwei Wörter für „schmieden“: to smith und to forge. Ersteres bezeichnet schlicht die Tätigkeit des Schmiedes, letzteres kann darüber hinaus auch „fälschen“ bedeuten. So beinhaltet die englische Version des Sprichwortes (Man forges his own destiny) auch den Zusammenhang mit betrügerischen Handlungen, wenn es um die Herbeiführung des eigenen Glücks geht.